# 2022
Portal Geschichte | Portal Biografien | Aktuelle Ereignisse | Jahreskalender | Tagesartikel

◄ |
20. Jahrhundert |
21. Jahrhundert

◄ |
1990er |
2000er |
2010er |
2020er
| 2030er | 2040er

◄◄ |
◄ |
2018 |
2019 |
2020 |
2021 |
2022
| 2023 | 2024 | 2025 | 2026 | ► | ►►
 Jan.
| Feb.
| Mär.
| Apr.
| Mai
| Jun.
| Jul.
| Aug.
| Sep.
| Okt.
| Nov.
| Dez.
Staatsoberhäupter · Wahlen · Nekrolog  · Literaturjahr · Musikjahr · Filmjahr · Rundfunkjahr · Sportjahr
| Januar | Januar | Januar | Januar | Januar | Januar | Januar | Januar |
| Kw     | Mo     | Di     | Mi     | Do     | Fr     | Sa     | So     |
| ------ | ------ | ------ | ------ | ------ | ------ | ------ | ------ |
| 52     |        |        |        |        |        | 1      | 2      |
| 1      | 3      | 4      | 5      | 6      | 7      | 8      | 9      |
| 2      | 10     | 11     | 12     | 13     | 14     | 15     | 16     |
| 3      | 17     | 18     | 19     | 20     | 21     | 22     | 23     |
| 4      | 24     | 25     | 26     | 27     | 28     | 29     | 30     |
| 5      | 31     |        |        |        |        |        |        |

| Februar | Februar | Februar | Februar | Februar | Februar | Februar | Februar |
| Kw      | Mo      | Di      | Mi      | Do      | Fr      | Sa      | So      |
| ------- | ------- | ------- | ------- | ------- | ------- | ------- | ------- |
| 5       |         | 1       | 2       | 3       | 4       | 5       | 6       |
| 6       | 7       | 8       | 9       | 10      | 11      | 12      | 13      |
| 7       | 14      | 15      | 16      | 17      | 18      | 19      | 20      |
| 8       | 21      | 22      | 23      | 24      | 25      | 26      | 27      |
| 9       | 28      |         |         |         |         |         |         |

| März | März | März | März | März | März | März | März |
| Kw   | Mo   | Di   | Mi   | Do   | Fr   | Sa   | So   |
| ---- | ---- | ---- | ---- | ---- | ---- | ---- | ---- |
| 9    |      | 1    | 2    | 3    | 4    | 5    | 6    |
| 10   | 7    | 8    | 9    | 10   | 11   | 12   | 13   |
| 11   | 14   | 15   | 16   | 17   | 18   | 19   | 20   |
| 12   | 21   | 22   | 23   | 24   | 25   | 26   | 27   |
| 13   | 28   | 29   | 30   | 31   |      |      |      |

| April | April | April | April | April | April | April | April |
| Kw    | Mo    | Di    | Mi    | Do    | Fr    | Sa    | So    |
| ----- | ----- | ----- | ----- | ----- | ----- | ----- | ----- |
| 13    |       |       |       |       | 1     | 2     | 3     |
| 14    | 4     | 5     | 6     | 7     | 8     | 9     | 10    |
| 15    | 11    | 12    | 13    | 14    | 15    | 16    | 17    |
| 16    | 18    | 19    | 20    | 21    | 22    | 23    | 24    |
| 17    | 25    | 26    | 27    | 28    | 29    | 30    |       |

| Mai | Mai | Mai | Mai | Mai | Mai | Mai | Mai |
| Kw  | Mo  | Di  | Mi  | Do  | Fr  | Sa  | So  |
| --- | --- | --- | --- | --- | --- | --- | --- |
| 17  |     |     |     |     |     |     | 1   |
| 18  | 2   | 3   | 4   | 5   | 6   | 7   | 8   |
| 19  | 9   | 10  | 11  | 12  | 13  | 14  | 15  |
| 20  | 16  | 17  | 18  | 19  | 20  | 21  | 22  |
| 21  | 23  | 24  | 25  | 26  | 27  | 28  | 29  |
| 22  | 30  | 31  |     |     |     |     |     |

| Juni | Juni | Juni | Juni | Juni | Juni | Juni | Juni |
| Kw   | Mo   | Di   | Mi   | Do   | Fr   | Sa   | So   |
| ---- | ---- | ---- | ---- | ---- | ---- | ---- | ---- |
| 22   |      |      | 1    | 2    | 3    | 4    | 5    |
| 23   | 6    | 7    | 8    | 9    | 10   | 11   | 12   |
| 24   | 13   | 14   | 15   | 16   | 17   | 18   | 19   |
| 25   | 20   | 21   | 22   | 23   | 24   | 25   | 26   |
| 26   | 27   | 28   | 29   | 30   |      |      |      |

| Juli | Juli | Juli | Juli | Juli | Juli | Juli | Juli |
| Kw   | Mo   | Di   | Mi   | Do   | Fr   | Sa   | So   |
| ---- | ---- | ---- | ---- | ---- | ---- | ---- | ---- |
| 26   |      |      |      |      | 1    | 2    | 3    |
| 27   | 4    | 5    | 6    | 7    | 8    | 9    | 10   |
| 28   | 11   | 12   | 13   | 14   | 15   | 16   | 17   |
| 29   | 18   | 19   | 20   | 21   | 22   | 23   | 24   |
| 30   | 25   | 26   | 27   | 28   | 29   | 30   | 31   |

| August | August | August | August | August | August | August | August |
| Kw     | Mo     | Di     | Mi     | Do     | Fr     | Sa     | So     |
| ------ | ------ | ------ | ------ | ------ | ------ | ------ | ------ |
| 31     | 1      | 2      | 3      | 4      | 5      | 6      | 7      |
| 32     | 8      | 9      | 10     | 11     | 12     | 13     | 14     |
| 33     | 15     | 16     | 17     | 18     | 19     | 20     | 21     |
| 34     | 22     | 23     | 24     | 25     | 26     | 27     | 28     |
| 35     | 29     | 30     | 31     |        |        |        |        |

| September | September | September | September | September | September | September | September |
| Kw        | Mo        | Di        | Mi        | Do        | Fr        | Sa        | So        |
| --------- | --------- | --------- | --------- | --------- | --------- | --------- | --------- |
| 35        |           |           |           | 1         | 2         | 3         | 4         |
| 36        | 5         | 6         | 7         | 8         | 9         | 10        | 11        |
| 37        | 12        | 13        | 14        | 15        | 16        | 17        | 18        |
| 38        | 19        | 20        | 21        | 22        | 23        | 24        | 25        |
| 39        | 26        | 27        | 28        | 29        | 30        |           |           |

| Oktober | Oktober | Oktober | Oktober | Oktober | Oktober | Oktober | Oktober |
| Kw      | Mo      | Di      | Mi      | Do      | Fr      | Sa      | So      |
| ------- | ------- | ------- | ------- | ------- | ------- | ------- | ------- |
| 39      |         |         |         |         |         | 1       | 2       |
| 40      | 3       | 4       | 5       | 6       | 7       | 8       | 9       |
| 41      | 10      | 11      | 12      | 13      | 14      | 15      | 16      |
| 42      | 17      | 18      | 19      | 20      | 21      | 22      | 23      |
| 43      | 24      | 25      | 26      | 27      | 28      | 29      | 30      |
| 44      | 31      |         |         |         |         |         |         |

| November | November | November | November | November | November | November | November |
| Kw       | Mo       | Di       | Mi       | Do       | Fr       | Sa       | So       |
| -------- | -------- | -------- | -------- | -------- | -------- | -------- | -------- |
| 44       |          | 1        | 2        | 3        | 4        | 5        | 6        |
| 45       | 7        | 8        | 9        | 10       | 11       | 12       | 13       |
| 46       | 14       | 15       | 16       | 17       | 18       | 19       | 20       |
| 47       | 21       | 22       | 23       | 24       | 25       | 26       | 27       |
| 48       | 28       | 29       | 30       |          |          |          |          |

| Dezember | Dezember | Dezember | Dezember | Dezember | Dezember | Dezember | Dezember |
| Kw       | Mo       | Di       | Mi       | Do       | Fr       | Sa       | So       |
| -------- | -------- | -------- | -------- | -------- | -------- | -------- | -------- |
| 48       |          |          |          | 1        | 2        | 3        | 4        |
| 49       | 5        | 6        | 7        | 8        | 9        | 10       | 11       |
| 50       | 12       | 13       | 14       | 15       | 16       | 17       | 18       |
| 51       | 19       | 20       | 21       | 22       | 23       | 24       | 25       |
| 52       | 26       | 27       | 28       | 29       | 30       | 31       |          |

| Januar | Januar | Januar | Januar | Januar | Januar | Januar | Januar |
| Kw     | Mo     | Di     | Mi     | Do     | Fr     | Sa     | So     |
| ------ | ------ | ------ | ------ | ------ | ------ | ------ | ------ |
| 52     |        |        |        |        |        | 1      | 2      |
| 1      | 3      | 4      | 5      | 6      | 7      | 8      | 9      |
| 2      | 10     | 11     | 12     | 13     | 14     | 15     | 16     |
| 3      | 17     | 18     | 19     | 20     | 21     | 22     | 23     |
| 4      | 24     | 25     | 26     | 27     | 28     | 29     | 30     |
| 5      | 31     |        |        |        |        |        |        |

| Februar | Februar | Februar | Februar | Februar | Februar | Februar | Februar |
| Kw      | Mo      | Di      | Mi      | Do      | Fr      | Sa      | So      |
| ------- | ------- | ------- | ------- | ------- | ------- | ------- | ------- |
| 5       |         | 1       | 2       | 3       | 4       | 5       | 6       |
| 6       | 7       | 8       | 9       | 10      | 11      | 12      | 13      |
| 7       | 14      | 15      | 16      | 17      | 18      | 19      | 20      |
| 8       | 21      | 22      | 23      | 24      | 25      | 26      | 27      |
| 9       | 28      |         |         |         |         |         |         |

| März | März | März | März | März | März | März | März |
| Kw   | Mo   | Di   | Mi   | Do   | Fr   | Sa   | So   |
| ---- | ---- | ---- | ---- | ---- | ---- | ---- | ---- |
| 9    |      | 1    | 2    | 3    | 4    | 5    | 6    |
| 10   | 7    | 8    | 9    | 10   | 11   | 12   | 13   |
| 11   | 14   | 15   | 16   | 17   | 18   | 19   | 20   |
| 12   | 21   | 22   | 23   | 24   | 25   | 26   | 27   |
| 13   | 28   | 29   | 30   | 31   |      |      |      |

| April | April | April | April | April | April | April | April |
| Kw    | Mo    | Di    | Mi    | Do    | Fr    | Sa    | So    |
| ----- | ----- | ----- | ----- | ----- | ----- | ----- | ----- |
| 13    |       |       |       |       | 1     | 2     | 3     |
| 14    | 4     | 5     | 6     | 7     | 8     | 9     | 10    |
| 15    | 11    | 12    | 13    | 14    | 15    | 16    | 17    |
| 16    | 18    | 19    | 20    | 21    | 22    | 23    | 24    |
| 17    | 25    | 26    | 27    | 28    | 29    | 30    |       |

| Mai | Mai | Mai | Mai | Mai | Mai | Mai | Mai |
| Kw  | Mo  | Di  | Mi  | Do  | Fr  | Sa  | So  |
| --- | --- | --- | --- | --- | --- | --- | --- |
| 17  |     |     |     |     |     |     | 1   |
| 18  | 2   | 3   | 4   | 5   | 6   | 7   | 8   |
| 19  | 9   | 10  | 11  | 12  | 13  | 14  | 15  |
| 20  | 16  | 17  | 18  | 19  | 20  | 21  | 22  |
| 21  | 23  | 24  | 25  | 26  | 27  | 28  | 29  |
| 22  | 30  | 31  |     |     |     |     |     |

| Juni | Juni | Juni | Juni | Juni | Juni | Juni | Juni |
| Kw   | Mo   | Di   | Mi   | Do   | Fr   | Sa   | So   |
| ---- | ---- | ---- | ---- | ---- | ---- | ---- | ---- |
| 22   |      |      | 1    | 2    | 3    | 4    | 5    |
| 23   | 6    | 7    | 8    | 9    | 10   | 11   | 12   |
| 24   | 13   | 14   | 15   | 16   | 17   | 18   | 19   |
| 25   | 20   | 21   | 22   | 23   | 24   | 25   | 26   |
| 26   | 27   | 28   | 29   | 30   |      |      |      |

| Juli | Juli | Juli | Juli | Juli | Juli | Juli | Juli |
| Kw   | Mo   | Di   | Mi   | Do   | Fr   | Sa   | So   |
| ---- | ---- | ---- | ---- | ---- | ---- | ---- | ---- |
| 26   |      |      |      |      | 1    | 2    | 3    |
| 27   | 4    | 5    | 6    | 7    | 8    | 9    | 10   |
| 28   | 11   | 12   | 13   | 14   | 15   | 16   | 17   |
| 29   | 18   | 19   | 20   | 21   | 22   | 23   | 24   |
| 30   | 25   | 26   | 27   | 28   | 29   | 30   | 31   |

| August | August | August | August | August | August | August | August |
| Kw     | Mo     | Di     | Mi     | Do     | Fr     | Sa     | So     |
| ------ | ------ | ------ | ------ | ------ | ------ | ------ | ------ |
| 31     | 1      | 2      | 3      | 4      | 5      | 6      | 7      |
| 32     | 8      | 9      | 10     | 11     | 12     | 13     | 14     |
| 33     | 15     | 16     | 17     | 18     | 19     | 20     | 21     |
| 34     | 22     | 23     | 24     | 25     | 26     | 27     | 28     |
| 35     | 29     | 30     | 31     |        |        |        |        |

| September | September | September | September | September | September | September | September |
| Kw        | Mo        | Di        | Mi        | Do        | Fr        | Sa        | So        |
| --------- | --------- | --------- | --------- | --------- | --------- | --------- | --------- |
| 35        |           |           |           | 1         | 2         | 3         | 4         |
| 36        | 5         | 6         | 7         | 8         | 9         | 10        | 11        |
| 37        | 12        | 13        | 14        | 15        | 16        | 17        | 18        |
| 38        | 19        | 20        | 21        | 22        | 23        | 24        | 25        |
| 39        | 26        | 27        | 28        | 29        | 30        |           |           |

| Oktober | Oktober | Oktober | Oktober | Oktober | Oktober | Oktober | Oktober |
| Kw      | Mo      | Di      | Mi      | Do      | Fr      | Sa      | So      |
| ------- | ------- | ------- | ------- | ------- | ------- | ------- | ------- |
| 39      |         |         |         |         |         | 1       | 2       |
| 40      | 3       | 4       | 5       | 6       | 7       | 8       | 9       |
| 41      | 10      | 11      | 12      | 13      | 14      | 15      | 16      |
| 42      | 17      | 18      | 19      | 20      | 21      | 22      | 23      |
| 43      | 24      | 25      | 26      | 27      | 28      | 29      | 30      |
| 44      | 31      |         |         |         |         |         |         |

| November | November | November | November | November | November | November | November |
| Kw       | Mo       | Di       | Mi       | Do       | Fr       | Sa       | So       |
| -------- | -------- | -------- | -------- | -------- | -------- | -------- | -------- |
| 44       |          | 1        | 2        | 3        | 4        | 5        | 6        |
| 45       | 7        | 8        | 9        | 10       | 11       | 12       | 13       |
| 46       | 14       | 15       | 16       | 17       | 18       | 19       | 20       |
| 47       | 21       | 22       | 23       | 24       | 25       | 26       | 27       |
| 48       | 28       | 29       | 30       |          |          |          |          |

| Dezember | Dezember | Dezember | Dezember | Dezember | Dezember | Dezember | Dezember |
| Kw       | Mo       | Di       | Mi       | Do       | Fr       | Sa       | So       |
| -------- | -------- | -------- | -------- | -------- | -------- | -------- | -------- |
| 48       |          |          |          | 1        | 2        | 3        | 4        |
| 49       | 5        | 6        | 7        | 8        | 9        | 10       | 11       |
| 50       | 12       | 13       | 14       | 15       | 16       | 17       | 18       |
| 51       | 19       | 20       | 21       | 22       | 23       | 24       | 25       |
| 52       | 26       | 27       | 28       | 29       | 30       | 31       |          |

Das Jahr 2022 war insbesondere geprägt von dem am 24. Februar begonnenen russischen Angriffskrieg gegen die Ukraine und von den seit September stattfindenden Protesten im Iran. Die weltweite COVID-19-Pandemie verursachte in vielen Staaten nur noch relativ wenige COVID-Infektionen und -Tote.
In der Volksrepublik China kam es im November 2022 zu zahlreichen Protesten gegen die Nulltoleranzstrategie der chinesischen Regierung gegen COVID. Die Regierung gab ihre Strategie auf und es kam zu einer Infektionswelle mit vielen COVID-Infektionen und -Toten.
Der Sommer 2022 war der heißeste seit Beginn der Aufzeichnungen.
Ursache ist die globale Erwärmung.
Die Weltbevölkerung überschritt im Laufe des Jahres erstmals die 8-Milliarden-Marke.

## Ereignisse

### Politik und Weltgeschehen

#### D-A-CH
- 01. Januar: Ignazio Cassis wird Bundespräsident der Schweiz.
- 20. Januar: Der österreichische Nationalrat beschließt mit großer Mehrheit die Einführung einer allgemeinen COVID-19-Impfpflicht für alle Erwachsenen ab Februar.
- 13. Februar: Wahl des Bundespräsidenten der Bundesrepublik Deutschland durch die Bundesversammlung. Frank-Walter Steinmeier wird für eine zweite Amtszeit wiedergewählt.
- 18.–20. Februar: Auf der 58. Münchner Sicherheitskonferenz sind vor dem Hintergrund des sich zugespitzten Ukraine-Konflikts zum ersten Mal seit Ende des Kalten Krieges keine hochrangigen russischen Politiker vertreten.
- 27. März: Landtagswahl im Saarland. Die SPD gewinnt mit 43,5 Prozent der Stimmen die absolute Mehrheit im saarländischen Landtag.
- 8. Mai: Landtagswahl in Schleswig-Holstein: Die CDU gewinnt die Wahl mit 43,3 Prozent der Stimmen.
- 15. Mai: Landtagswahl in Nordrhein-Westfalen: Die CDU gewinnt die Wahl mit 35,7 Prozent der Stimmen.
- 3. Juni: Der Bundestag stimmt über ein „Sondervermögen“ in Höhe von 100 Milliarden Euro für die Bundeswehr ab.[1]
- 19. Juli: In Deutschland wird die Werbung für den Abbruch der Schwangerschaft straflos.
- 9. Oktober: Landtagswahl in Niedersachsen: Die SPD gewinnt die Wahl mit 33,4 Prozent der Stimmen.
- 9. Oktober: Bundespräsidentenwahl in Österreich: Amtsinhaber Alexander Van der Bellen gewinnt die Wahl mit 56,7 Prozent der Stimmen.
- 30. November: Deutscher Bundestag ordnet Holodomor in der Ukraine in den Jahren 1932 und 1933 als Völkermord ein.
- 7. Dezember: Bei der Bundesratswahl in der Schweiz werden Albert Rösti und Elisabeth Baume-Schneider von der Bundesversammlung zu Mitgliedern des Bundesrates gewählt.
- 11. Dezember: Eröffnung der Schnellfahrstrecke Wendlingen–Ulm
- 31. Dezember: In der Silvesternacht 2022/23 kommt es in Berlin und anderen deutschen Städten zu Silvesterkrawallen.

#### Andere Staaten
- 01. Januar: Frankreich übernimmt im 1. Halbjahr 2022 die Ratspräsidentschaft in der EU.
- 02. Januar: In Kasachstan beginnen Proteste und Unruhen, die zum Rücktritt des Kabinetts Mamin am 5. Januar führen.
- 29. Januar: Eine Kolonne aus Sattelschleppern, Kleinlastern, SUV und PKW trifft als Freedom Convoy in der kanadischen Hauptstadt Ottawa zusammen und blockiert anschließend wochenlang die Straßen der Stadt, um ihren Unmut gegen geltende COVID-19-Maßnahmen und Impfvorschriften zum Ausdruck zu bringen.
- 30. Januar: Parlamentswahl in Portugal
- 24. Februar: Russischer Überfall auf die Ukraine, gefolgt von der Schlacht um Kiew, einer Massenflucht, weltweiten Protesten sowie Sanktionen gegen Russland
- 16. März: Luftangriff auf das Theater von Mariupol während der Belagerung von Mariupol
- 03. April: Parlamentswahl in Ungarn
- 24. April: Der amtierende Präsident Emmanuel Macron wird bei der Präsidentschaftswahl in Frankreich in einer Stichwahl gegen Marine Le Pen für eine zweite Amtszeit gewählt.
- 14. Mai: Bei einem Amoklauf in einem Supermarkt in Buffalo erschießt ein 18-Jähriger zehn Afroamerikaner und verletzt drei weitere Personen.
- 21. Mai: Parlamentswahlen in Australien
- 24. Mai: In der texanischen Stadt Uvalde werden an einer Grundschule mehr als 20 Menschen erschossen.
- 12./19. Juni: Parlamentswahl in Frankreich
- 24. Juni: Der Oberste Gerichtshof der Vereinigten Staaten kippt mit der Entscheidung Dobbs v. Jackson Women’s Health Organization das bundesweite Recht auf Schwangerschaftsabbruch
- 25. Juni: Gabun und Togo werden 55. bzw. 56. Mitglied des Commonwealth of Nations.
- 01. Juli: Tschechien übernimmt im 2. Halbjahr 2022 die Ratspräsidentschaft in der EU.
- 08. Juli: Der ehemalige japanische Premierminister Shinzō Abe wird in Nara Opfer eines tödlichen Attentats.
- 10. Juli: Wahl zum japanischen Oberhaus
- 08. September: Nach dem Tod seiner Mutter Königin Elisabeth II. wird Charles III. König des Vereinigten Königreichs Großbritannien und Nordirland.
- 11. September: Bei der Wahl zum Schwedischen Reichstag erringt das konservativ-rechte Oppositionslager die Macht.
- ab 16. September: Nach dem Tod von Mahsa Amini, verursacht durch Polizeigewalt, kommt es zu monatelangen Protesten im Iran, die zahlreiche Todesopfer fordern und vor allem in den westlichen Ländern Sanktionen gegen Verantwortliche im Iran zur Folge haben.
- 19. September: Elf Tage nach ihrem Tod wird die britische Monarchin Elisabeth II. im Rahmen eines Staatsbegräbnisses beigesetzt. Neben weltweiter Berichterstattung nehmen zahlreiche internationale Staatsgäste an den Gedenkveranstaltungen in London und auf Windsor Castle teil.
- 25. September: Bei den Parlamentswahlen in Italien erhält die Partei Fratelli d’Italia (FdI) unter Führung von Giorgia Meloni 26,0 % der Stimmen und wird damit stärkste Partei im Unterhaus.
- 26. September: Anschlag auf die Nord-Stream-Pipelines.
- 06. Oktober: Bei einem Massaker in einer Kindertagesstätte in der thailändischen Provinz Nong Bua Lamphu erschießt ein entlassener Polizist 37 Menschen, darunter mehr als 20 Kinder.[2]
- 08. Oktober: Die Krim-Brücke über die Straße von Kertsch wird schwer beschädigt.
- 30. Oktober: Bei der Präsidentschaftswahl in Brasilien setzt sich der linke Politiker Luiz Inácio Lula da Silva mit 50,9 % der Stimmen gegen Amtsinhaber Jair Bolsonaro durch.
- 01. November: Parlamentswahl in Dänemark und Grönland
- 01. November: Parlamentswahl in Israel
- 08. November: Wahlen zum Senat der Vereinigten Staaten und Wahlen zum Repräsentantenhaus der Vereinigten Staaten
- 13. November: Bei einem Bombenanschlag in der İstiklal Caddesi in Istanbul kommen mindestens 6 Menschen ums Leben und mindestens weitere 81 Menschen werden verletzt.[3][4][5][6]
- 19. November: In einer LGBTQ+-Bar in Colorado Springs im US-Bundesstaat Colorado werden fünf Menschen erschossen und etwa 20 weitere verletzt;[7] die 22-jährige tatverdächtige Person steht in der Folge u. a. wegen Mord und Hassverbrechen unter Anklage.[8]
- 23. November: Europäische Parlament erklärte Russland als staatlichen Unterstützer des Terrorismus.

### Wetter und Katastrophen
Siehe auch: Temperaturanomalien im Jahr 2022
- 14./15. Januar: Der Vulkanausbruch des Hunga Tonga ist weltweit der stärkste seit 30 Jahren.
- 17. Januar: Ein Erdbeben in Afghanistan kostet mehr als 20 Menschen das Leben und beschädigt bzw. zerstört hunderte Häuser.
- 15. Februar: Bei Überschwemmungen in Petrópolis (Brasilien) kommen mehr als 150 Menschen ums Leben.
- 18./19. Februar: Der Orkan Zeynep richtet in mehreren Ländern Europas große Schäden an; mindestens 17 Menschen sterben. Er gilt als stärkster Orkan in Europa seit dem Westeuropa-Orkan im Oktober 1987
- März bis Mai: Während der Hitzewelle in Südasien 2022 wurde in Indien der heißeste März und April seit Beginn der Wetteraufzeichnungen im Jahr 1901 und in Pakistan der heißeste März seit 1961 erreicht.
- ab Mitte März: Die Waldbrandsaison in New Mexico beginnt rund zwei Wochen früher als üblich.
- 21. März: Beim Absturz einer Boeing 737-800 sterben in der chinesischen Region Guangxi bei Wuzhou (Volksrepublik China) alle 132 Menschen an Bord.
- ab 11. April: Bei Überschwemmungen in KwaZulu-Natal (Südafrika) kommen mehr als 400 Menschen ums Leben.
- 22. Juni: Bei einem Erdbeben an der afghanisch-pakistanischen Grenze sterben mehr als 1000 Menschen und mehr als 1600 Menschen werden verletzt.
- ab Juli: Dürre und Hitze in Europa
- Sommer 2022: Infolge einer Überschwemmungskatastrophe in Pakistan durch überaus starken Monsunregen sterben etwa 1700 Menschen.
- 1. Oktober: Infolge einer Massenpanik in einem Fußballstadion in der Provinz Ostjava auf der indonesischen Insel Java kommen mindestens 135 Menschen ums Leben und 583 Menschen werden verletzt.
- 29./30. Oktober: Infolge eines Massengedränges bei Feierlichkeiten zu Halloween kommen in der südkoreanischen Hauptstadt Seoul mindestens 156 Menschen ums Leben und mehr als 170 Menschen werden verletzt.
- 30. Oktober: Beim Einsturz einer Fußgängerbrücke kommen im indischen Bundesstaat Gujarat mindestens 135 Menschen ums Leben.
- 15. November: Die Weltbevölkerung überschreitet laut UN-Angaben die Marke von 8 Milliarden Menschen.
- 21. November: Auf der indonesischen Insel Java ereignet sich ein Erdbeben, das mindestens 310 Todesopfer und mehr als 2000 Verletzte fordert.[9][10]
- 22. November: Im Südpazifik nahe den Salomonen ereignet sich ein starkes Erdbeben.[11]

### Schwere Unglücksfälle
- 9. Januar: Bei einer Brandkatastrophe in der Bronx kommen 17 Menschen ums Leben – es ist gemessen an der Zahl der Todesopfer das schlimmste Brandunglück in New York seit 1990.
- 29. Mai: Beim Absturz einer de Havilland Canada DHC-6 Twin Otter sterben in der Nähe von Kowang (Nepal) alle 22 Personen.
- 7. Oktober: Im irischen Dorf Creeslough im County Donegal kommt es vermutlich aufgrund eines Gaslecks zu einer Explosion einer Tankstelle. Dabei sterben 10 Personen, acht werden verletzt.
- 17. November: Bei einem Wohnhausbrand sterben im Flüchtlingslager Dschabaliya im nördlichen Gazastreifen mindestens 21 Menschen.[12]
- 7. Dezember: Im US-Bundesstaat Kansas wird ein Leck bei der Keystone-Pipeline festgestellt. Dem Betreiber TC Energy zufolge sind vermutlich mehr als 2,2 Millionen Liter Rohöl ausgelaufen.
- 16. Dezember: Bei einem Wohnhausbrand sterben im französischen Vaulx-en-Velin zehn Menschen und mehr als zehn weitere werden verletzt, davon einige schwer.[13]

### Wissenschaft und Technik

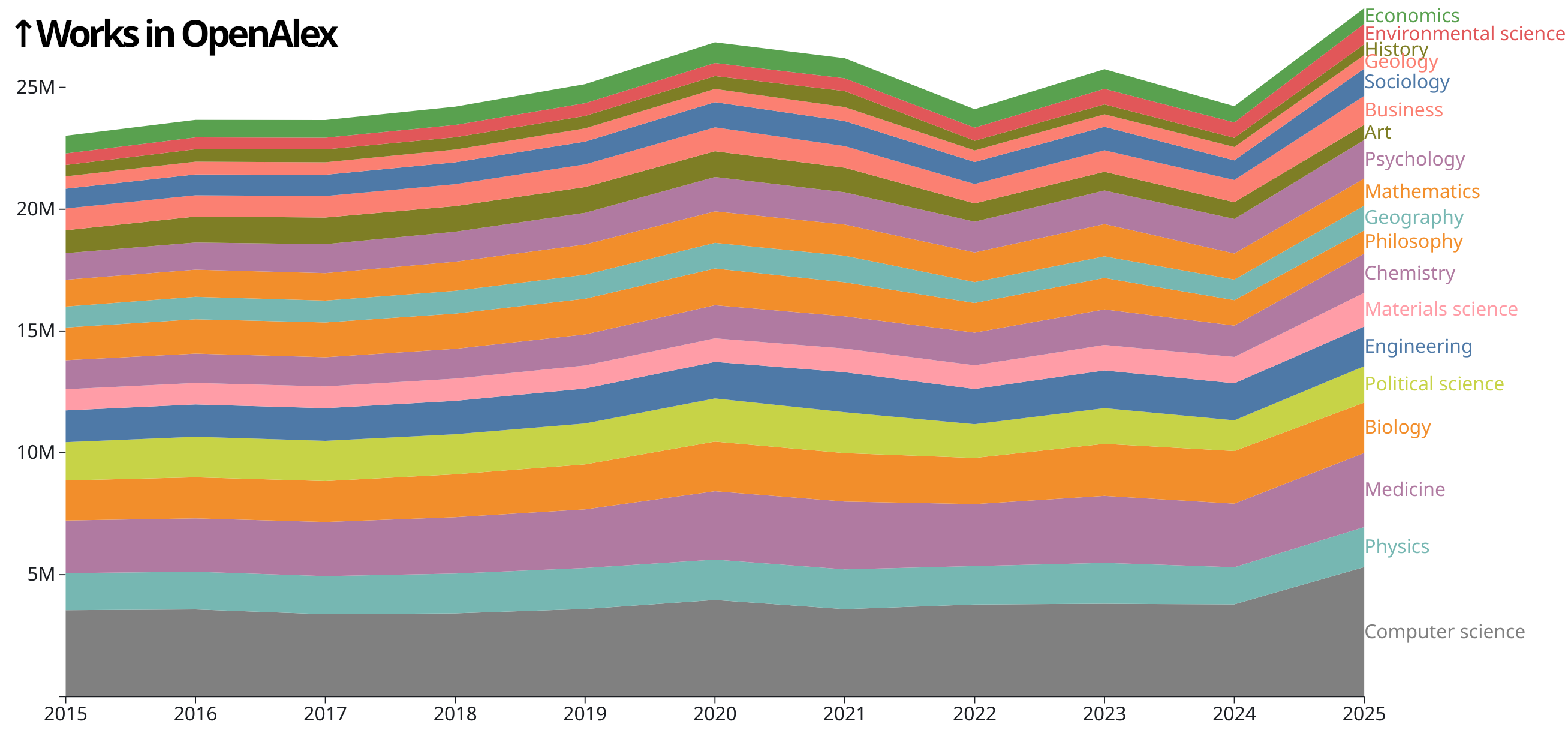
Eine Veranschaulichung jüngster Top-Level-Entwicklungen der Wissenschaft auf Grundlage von Daten in OpenAlex (3. Januar).

- 3. Januar: OpenAlex, eine Zitationsdatenbank mit semantisch verknüpften Metadaten zu über 200 Millionen wissenschaftlichen Dokumenten, wird gestartet.[15][16][17]
- 18. Januar: Eine erste Analyse quantifiziert die gesamten gesellschaftlichen Kosten durch Autos (i.e. die Nutzung von Autos etc.).[18]
- 18. Januar: In einer Studie wird eine überschrittene „planetare Grenze“ für neuartige Entitäten vorgeschlagen und definiert. Zu neuartigen Entitäten zählt etwa die globale Verschmutzung durch Kunststoffe und Chemikalien.[19][20]

- 3. Februar: Die erste globale Karte der „Ultra-Emittenten“ des starken Treibhausgases Methan auf Grundlage von Satellitendaten wird veröffentlicht.[21][22][23]
- 9. Februar: Forscher berichten die Entwicklung eines Verfahrens zur Rückgewinnung von Seltenen Erden aus blitzverdampften Industrieabfällen. Anstelle eines, immer schwieriger werdenden Abbaus, werden diverse Abfälle innerhalb ~1 Sekunde auf ~3000 °C erhitzt.[24][25]
- 14. Februar: Die umfassendste Studie über die pharmazeutische Verschmutzung von Flüssen weltweit kommt zu dem Ergebnis, dass sie „in mehr als einem Viertel der untersuchten Orte die Umwelt und/oder die menschliche Gesundheit gefährdet“.[26][27]
- 16. Februar: In einer Studie wird das System aus Rückkopplungsprozessen modelliert, welche den Verlauf der globalen Treibhausgasemissionen in diesem Jahrhundert im heutigen sozioökonomischen System bestimmen. Zu den Faktorbereichen gehören öffentliche Wahrnehmung des Klimawandels und Charakteristika von Technologien in der Zukunft.[28][29]
- 22. Februar: Eine Studie zeigt anhand 'verlorener potenzieller Lebensjahre' (YPLL), dass (z. B. der Zugang zu) Schusswaffen in den Jahren 2017 und 2018 in den USA die größte Ko-Ursache für traumatische Todesfälle waren (1,42 Mio. verlorene Jahre/YPLL), noch vor Verkehrsunfällen.[30][31] Eine frühere Studie zeigte, dass der 'Verlust durchschnittlicher Lebenserwartung' (LLE) durch alle Formen direkter Gewalt weltweit ~0,3 Jahre beträgt, während Luftverschmutzung ~2,9 Jahre ausmacht.[32]
- 23. Februar: Forscher berichten die Entwicklung eines Quantengradiometers – ein Atominterferometer-Quantensensor – der zur Kartierung oder Erforschung von Untergründen eingesetzt werden könnte.[33][34]
- 23. Februar: Eine Studie der UN prognostiziert u. a. eine Zunahme von 31–57 % an extremen Waldbränden bis 2100 und informiert über Gegenmaßnahmen.[35][36]
- 25. Februar: Der größte virtuelle menschliche Stammbaum vereinigt Quellen menschlicher Genome für neue Erkenntnisse über genetische Geschichte, Abstammung und Evolution.[37][38]
- 28. Februar: Eine Studie zeigt, dass sich die jährlichen Kohlenstoffemissionen aus der Entwaldung tropischer Wälder in den letzten zwei Jahrzehnten verdoppelt haben und weiter zunehmen.[39][40]
- 28. Februar: Der IPCC veröffentlicht den zweiten Teil seines Sechsten Sachstandsberichts zum Klimawandel. Er zeigt, dass jede weitere Verzögerung konzertierter globaler Maßnahmen bedeutet, das sich rasch schließende Zeitfenster zu verpassen, in dem das menschliche Wohlergehen und die Gesundheit des Planeten vor kaskadenartigen irreversiblen Auswirkungen geschützt werden kann.[41][42]

- 1. März: Forscher berichten die Entwicklung eines Solarpanel-Systems, das mit Hilfe eines Hydrogels das Panel kühlt oder Süßwasser zur Bewässerung der darunter liegenden Pflanzen erzeugt.[43][44]
- 1. März: Atmosphärenwissenschaftler berichten, dass der Vulkanausbruch in Tonga 2022 – der größte aufgezeichnete Vulkanausbruch seit 1991 – keinen Abkühlungseffekt (vulkanischer Winter) von Bedeutung für den globalen Klimawandel hatte (d. h. eine Abkühlung von ~0,004 °C im ersten Jahr).[45][46]
- 2. März: Forscher berichten über die Entwicklung eines Systems namens MOST (Molecular Solar Thermal Energy Storage Systems) als thermischen Energiespeicher, der Solarenergie für 18 Jahre speichern kann, mit einem chipgroßen thermoelektrischen Generator kombiniert, um daraus Strom zu erzeugen.[47][48]
- 7. März: Forscher zeigen, dass mehr als 75 % der Widerstandskraft des Amazonas-Regenwaldes seit den frühen 2000ern verlorengegangen sind. Ursachen sind Entwaldung und Klimawandel. Sie maßen die Erholungsdauer von kurzfristigen Störungen für ~6.000 Gitterzellen.[49][50] Mit Satellitendaten wird am 11. März berichtet, dass die Entwaldung in Brasilien im Februar einen Rekordwert für diesen Monat erreichte.[51]
- 7. März: Schweinerufe werden in positive oder negative Emotionen dekodiert. Dazu wurden ~7.000 Audioaufnahmen mit einem künstlichen neuronalen Netzwerk klassifiziert. Die Ergebnisse könnten in einem Instrument zur Emotionsbeobachtung in landwirtschaftlichen Betrieben verwendet werden.[52][53]
- 7. März: Forscher berichten über die Entwicklung von 3D-gedruckten nano-„Wolkenkratzer“-Elektroden, die Cyanobakterien beherbergen, um wesentlich mehr nachhaltige Bioenergie aus ihrer Photosynthese zu gewinnen als bisher.[54][55]
- 9. März: Forscher berichten, dass Senioren „eine führende Rolle bei dem Anstieg der Treibhausgasemissionen im letzten Jahrzehnt“ gespielt haben, und die neuen Alten dabei sind, die größten Verursacher zu werden. Im Durchschnitt haben sie hohe Ausgaben für kohlenstoffintensive Produkte wie Energie, die etwa zum Heizen und für Privatverkehr verwendet werden.[56][57]
- 10. März: Eine Studie schätzt, dass eine „Umlagerung der derzeitigen Anbauflächen zu ökologisch optimalen Standorten, sofern die Ökosysteme in den dann aufgegebenen Gebieten regeneriert werden, gleichzeitig den derzeitigen Kohlenstoff-, Biodiversitäts- und Bewässerungswasser-Fußabdruck der globalen pflanzlichen Lebensmittelproduktion um 71 %, 87 % und 100 % verringern könnten“, wobei auch eine Verlagerung nur innerhalb nationaler Grenzen ein erhebliches Potenzial hat.[58][59]
- 11. März: Forscher demonstrieren elektrostatische Staubentfernung von Solarzellen.[60][61]
- 16. März: Forscher berichten, dass tropische terrestrische Emissionen für über 80 % des Anstiegs der Methanemissionen zwischen 2010 und 2019 verantwortlich sind.[62][63]
- 18. März: Anhand von Evolutionsexperimenten zeigen Wissenschaftler, wie das Leben auf der Erde entstanden sein könnte, und zwar, wie sich in der Abiogenese lange, sich selbst replizierende RNA-Chemikalien zu verschiedenen komplexen Molekülen entwickelt haben könnten. Die aus dem Experiment hervorgegangenen Moleküle kooperierten etwa, um die Replikation anderer Wirts- und Parasitenlinien zu unterstützen.[64][65]
- 21. März: Vor der offiziellen Veröffentlichung des „Global Carbon Budget 2021“-Preprints[66] berichten Wissenschaftler, basierend auf Carbon Monitor-Daten, dass nach dem COVID-19-Pandemie-verursachten Rekordrückgang im Jahr 2020 die globalen CO2-Emissionen wieder stark ansteigen, um 4,8 % im Jahr 2021, was darauf hindeutet, dass das 1,5-°C-Kohlenstoffbudget bei der derzeitigen Entwicklung innerhalb von 9,5 Jahren mit einer ⅔-Wahrscheinlichkeit aufgebraucht wäre.[67]
- 23. März: Wissenschaftler führen ein Fern-UVC-(Ultraviolettlicht) Luftreinigungssystem vor, das die Konzentration von Krankheitserregern in der Luft innerhalb von Minuten um 98 % reduzieren kann (besser als HEPA-Luftreiniger) und als eine Lösung für die Bekämpfung von COVID-19 und andere zukünftige Pandemien und Krankheitserreger vorgeschlagen wird.[68][69] Am 9. März berichtet eine Studie über vielversprechende Ergebnisse von Tests mit dauerhaft biozidbehandelten Luftfiltern zur Verhinderung der Ausbreitung von über die Luft übertragenen Krankheitserregern wie SARS-CoV-2, einschließlich von Feldversuchen an Bord öffentlicher Schienenverkehrsmittel.[70][71]
- 24. März: Forscher berichten über die Entwicklung des ersten, photonischen, Prototyps eines Quanten-Memristors für neuromorphe (Quanten-)Computer/künstliche neuronale Netze.[72][73]
- 24. März: Wissenschaftler fassen die Forschung über die biophysikalischen Mechanismen zusammen, durch die Wälder das Klima beeinflussen, und zeigen, dass oberhalb von 50°N großflächige Entwaldung in Summe zu globaler Nettoabkühlung führt (da mehr Flächen beschneit sein können und Schnee deutlich mehr Sonnenlicht reflektiert), dass die Abholzung von Tropenwäldern nicht nur wegen der CO2-Auswirkungen zu einer Erwärmung führt, und dass stehende Tropenwälder die globale Durchschnittstemperatur um >1 °C kühlen.[74][75]

- 1. April: Eine Studie zeigt, dass die Körpergröße der Säugetiere, die das Dinosaurierzeit-Aussterbeereignis überlebten, als erstes evolutionär zunahm, während die Gehirngrößen erst später im Eozän zunahmen.[76][77]
- 4. April: Der IPCC veröffentlicht den dritten und letzten Teil seines Sechsten Sachstandsberichts zum Klimawandel. Er kommt zu dem Schluss, dass die Treibhausgasemissionen vor 2025 ihren Höhepunkt erreichen und bis 2030 um 43 % zurückgehen müssen, damit die globale Erwärmung, mit Ausnahme einer kurzen temporären Überschreitung, auf 1,5 °C begrenzt werden kann.[78][79]
- 6. April: Forscher demonstrieren eine halbautomatische Prüfung der Reproduzierbarkeit (an der es vor allem in der Krebsforschung mangelt) durch Extraktion von Aussagen über experimentelle Ergebnisse in, zum Stand 2022 nicht-semantischen, Krebsforschungsarbeiten zur Genexpression sowie anschließender experimenteller Prüfung mit Brustkrebszelllinien durch Roboterwissenschaftler „Eve“.[80][81]
- 7. April: Eine Studie zur Inklusion von geschätzten finanziellen Energiekosten von Kühlschränken neben angezeigten EU-Energieeffizienzklassen (EEEK)-Labels bei Produktangeboten im Internet zeigt, dass der Ansatz von Labels sowohl ineffektiv war, als auch einen Kompromiss zwischen finanziellen Erwägungen und einem höheren Zeitkosten-Aufwand für die Produktauswahl aus der Vielzahl verfügbarer Optionen involviert.[82][83]
- 25. April: Eine Studie zeigt, dass Novel Foods wie, in der Entwicklungsphase befindliches,[84] Kulturfleisch und zelluläre Milchproduktersätze, bestehende mikrobielle Lebensmittel und Insektenprodukte das Potenzial haben könnten, Umweltbelastungen der Landwirtschaft um über 80 % zu senken.[85][86]
- 26. April: Eine Studie definiert und evaluiert eine neue „planetare Grenze“: grünes Wasser (überschritten).[87]
- 26. April: Eine Studie berichtet, dass nun alle fünf Nukleobasen der DNA und RNA in Meteoriten gefunden worden sind. Sie sind potenzielle Schlüsselkomponenten für Entstehung von Leben (Abiogenese) aus RNA oder DNA.[88]
- 26. April: Das Global Carbon Budget 2021 kommt zu dem Schluss, dass die fossilen CO2-Emissionen im Vergleich zu 2020 um etwa 4,8 % gestiegen sind, wobei vor allem China und Indien die prepandämischen Werte von 2019 übertroffen haben. Die Studie zeigt, dass die verbleibende Menge an Kohlenstoff, die ausgestoßen werden kann, ohne wahrscheinlich eine globale Erwärmung von über 1,5 °C zu verursachen (das Kohlenstoffbudget), den Emissionen von höchstens 11 Jahren, in denen jeweils so viel wie im Jahr 2021 emittiert wird, entspricht.[66]
- 27. April: Eine Studie erweitert die Globale Bewertungen des Anteils der vom Aussterben bedrohten Arten um Reptilien, die in ihren jeweiligen Ökosystemen oft jeweils eine wichtige funktionelle Rolle spielen, und zeigt, dass mindestens 21 % der Reptilien vom Aussterben bedroht sein werden.[89][90] Einen Tag später quantifizieren Wissenschaftler das globale und regionale Massen Aussterberisiken von Meereslebewesen durch den Klimawandel und Schutzpotenziale.[91][92]

- 4. Mai: Eine Studie ergänzt Lebenszyklusanalysen und zeigt, dass Entwaldung erheblich reduziert (56 %) und der Klimawandel deutlich abgemildert werden könnte, wenn nur 20 % des Pro-Kopf-Rindfleischs durch Produkte aus mikrobiellem Eiweiß ersetzt werden würden.[93][94]
- 6. Mai: Eine Studie berichtet die Entdeckung von möglicherweise lebendigen 830 Millionen Jahre alten Mikroorganismen in Flüssigkeitseinschlüssen in Gesteinen. Die gute Erhaltung hat Implikationen für die Suche nach uraltem außerirdischem Leben.[95][96]
- 8. Mai: Das britische Met Office warnt, mit Bestätigung der WMO,[97] dass die Wahrscheinlichkeit, in den nächsten fünf Jahren eine Temperatur von 1,5 °C über dem vorindustriellen Niveau zu erreichen, nun bei ~50% liegt.[98][99] Das 1,5 °C Ziel könnte auch mit einer temporären Überschreitung erreicht werden.
- 9. Mai: Nachrichtenagenturen berichten über die erste globale, interaktive KI- und Satellitenüberwachung-basierte Analyse und interaktive Karte von Plastikmüllstandorten, um Prävention von Verschmutzung der Umwelt durch Plastik, insbesondere der Meeresverschmutzung, zu unterstützen.[100][101]
- 10. Mai: Die sechste Massenkorallenbleiche am Great Barrier Reef wird bekanntgegeben.[102][103]
- 11. Mai: Wissenschaftler schließen ein Missing Link in dem möglichen Ursprung des irdischen Lebens aus einer RNA-Welt – eine synergistische Bildung von Peptiden und immer längeren RNAs oder peptidgeschmückter RNA, was zu einer Protein-Welt geführt haben könnte.[104][105]
- 12. Mai: Die 425 größten Projekte zur Förderung fossiler Brennstoffe weltweit – oder „Kohlenstoffbomben“ – werden identifiziert. 40 % der Projekte haben noch nicht mit der Förderung begonnen.[106] Eine separate Studie (17. Mai) kommt zu dem Schluss, dass für das 1,5 °C Ziel mindestens 40 % der „erschlossenen Reserven“ an fossilen Brennstoffen ungefördert bleiben müssen.[107]
- 17. Mai: Ein Bericht kommt zu dem Schluss, dass 2019, wie bereits im Jahr 2015, Umweltverschmutzung (¾ davon durch Luftverschmutzung) für 9 Millionen vorzeitige Todesfälle (einer von sechs Todesfällen) verantwortlich ist. Er konstatiert, dass nur wenige echte Fortschritte gegen die Umweltverschmutzung zu erkennen sind, und skizziert Bedarfe entsprechender Aufmerksamkeit und Maßnahmen wie eine „formale Wissenschaft-Policy-Schnittstelle“.[108][109]
- 19. Mai: Eine Studie zeigt die kurze Nutzungsdauer von technikkritischen Metallen auf.[110][111]
- 23. Mai: Eine Studie zeigt, warum die Dekarbonisierung mit Strategien zur Verringerung kurzlebiger Klimaschadstoffe mit kurzfristigen Auswirkungen einhergehen muss, damit jegliche globale Klimaziele erreicht werden können. Die langfristigere Dekarbonisierung könne beispielsweise kurzfristig zu erhöhter Erwärmung führen.[112][113]

- 9. Juni: Forscher berichten über die Entwicklung eines soften Roboterfingers, der mit künstlicher menschlicher Haut überzogen ist.[114][115] Forscher demonstrieren eine elektronische Haut, die einer Roboterhand biologische hautähnliche haptische, Berührungs- und Schmerz-empfindlichkeit verleiht (1. Juni).[116][117] Ein auf e-Haut basierendes System für Remote Sensing taktiler Wahrnehmung und robotische Erkennung vieler gefährlicher Substanzen und Krankheitserreger wird vorgestellt (1. Juni).[118][119] Forscher demonstrieren eine taktile Roboterhaut auf Hydrogelbasis (8. Juni).[120][121]
- 20. Juni: Eine Studie legt nahe, dass die CO2 Emissionen durch Lebensmitteltransporte weltweit 3,5-7,5 Mal höher sind als bisher angenommen, wobei der Transport etwa 19 % der Gesamtemissionen des Lebensmittelsystems ausmacht.[122][123] Dennoch sind Umstellungen auf pflanzenbasierte Ernährung nach wie vor deutlich wichtiger.[124]
- 22. Juni: Agilicious, eine open source und Open-Source-Hardware vielseitige standardisierte Quadrotor Drohne, die aktuell auf Agilität zugeschnitten ist, wird veröffentlicht.[125][126]
- 25. Juni: Eine Studie zeigt, dass sich die Arktis jetzt viermal schneller erwärmt als die globale Erwärmung, wesentlich schneller als die aktuellen CMIP6-Modelle vorhersagen konnten.[127][128]
- 27. Juni: Mit einem kleinen Katalog unbekannter Bakterien, schlagen Forscher vor, Mikroben zu erforschen, die bald von schmelzenden Gletschern in der ganzen Welt freigesetzt werden, um Potenziale im Voraus zu erkennen und zu verstehen und Extremophile besser zu verstehen.[129][130]
- 27. Juni: Fortschritte bei Klimaschutz (KS) Living Review-ähnlichen Arbeiten:
Die Website Project Drawdown – eine Art lebendiges Dokument zur Aggregierung, Bewertung, Integration und Überprüfung – fügt 11 neue KS-Lösungen zu seiner organisierten Sammlung von KS-Techniken hinzu.[131][132] Das Modellierungsframework der Website wird in einem Studiendokument verwendet, um zu zeigen, dass das Metallrecycling ein erhebliches Potenzial für CCM hat (2. Juni).[133] Eine überarbeitete oder aktualisierte Version eines großen vorgeschlagenen weltweiten in Länder aufgegliederten Plans und Modells für ein Energiesystem aus 100 % erneuerbare Energien wird veröffentlicht (28. Juni).[134][135]
- 28. Juni: Ein Review beleuchtet den aktuellen Stand der Klimawandel-Extremereignis-Attributions-Wissenschaft, wobei Wahrscheinlichkeiten und zuschreibbare Kosten-Schweregrade – etwa finanzielle Kosten oder Zahlen zu frühzeitigeren Verlusten von Menschenleben – von Zusammenhängen aufgezeigt werden, sowie mögliche Wege zu deren Verbesserung.[136][137]

- 9. Juli: Forscher beschreiben einen kugelmühlenbasierten Prozess zur Separation und Lagerung von Wasserstoff in Form von Pulver, was seine Lagerung und Transport als Speicher erneuerbarer Energien einfacher, billiger und sicherer machen könnte.[138][139]
- 11. Juli: Eine Studie, die auf Studien über das Erlernen grundlegender physikalischer Prinzipien in Kleinkindern basiert, beschreibt wie ein Deep Learning KI-System diese durch Videos, ohne weitere Daten etwa zu den Positionen oder Geschwindigkeiten von Objekten, lernt.[140][141] Am 25. Juli, geben andere Forscher eine zweite KI bekannt, die solche grundlegenden Variablen aus Videos identifiziert, um dadurch das Verhalten von physikalischen Systemen vorherzusagen.[142][143]
- 18. Juli: Eine Studie schlussfolgert, dass außergewöhnliche Hitzewellen im Mittelmeer, die mit dem Klimawandel zusammenhängen, in den Jahren 2015–2019 jeweils zu Massensterben von Meerestieren führten.[144][145]
- 25. Juli: Forscher stellen das Konzept der Nekrobotik vor und demonstrieren es, indem sie tote Spinnen zu Robotergreifern umfunktionieren, wobei sie deren Arme mit Druckluft aktivieren.[146][147]
- 11. Juli: Medien berichten über die Entwicklung von Algen-Biopanelen durch ein Unternehmen zur nachhaltigen Energieerzeugung mit unklarer Viabilität,[148][149] nachdem andere Forscher im Jahr 2013 einen Prototyp des selbstversorgenden „BIQ“-Algenhaus gebaut hatten.[150][151]
- 13. Juli: Eine Studie bestätigt, dass Indikatoren (CSD) darauf hindeuten, dass tropische, trockene und gemäßigte Wälder erheblich an Widerstandskraft verlieren.[152][153] Am 4. Juli berichtet das brasilianische INPE, dass die Regionen des Amazonas-Regenwaldes im ersten Halbjahr 2022 in Rekordhöhe abgeholzt worden sind.[154]
- 28. Juli: Die erste gemeldete Entdeckung eines Tieres, das Algen bei der Fortpflanzung hilft,[155][156] nachdem 2016 erstmals Bestäubung im Meer berichtet wurde.[157]
- 28. Juli: Forscher entwickeln künstlichen Synapsen im Nanomaßstab, die das Ion Proton (H+) nutzen für 'analoges Deep Learning'.[158][159]
- 28. Juli: Wissenschaftler berichten chemische Reaktionen durch potenzielle Komponenten von Ursuppen, die Aminosäuren produzierten und damit Teil der Entstehung des Lebens auf der Erde sein könnten.[160][161]

- 1. August: Eine Meta-Analyse von 224 Policy-Studien kommt zu dem Schluss, dass internationale Verträge zur globalen Zusammenarbeit ihre beabsichtigte Wirkung größtenteils verfehlt haben. Mechanismen zur Durchsetzung sind der Studie zufolge das einzige änderbare Policy-Designelement, das ihre Wirksamkeit verbessert.[162][163]
- 1. August: Forscher berichten, dass das Risiko eines weltweiten gesellschaftlichen Kollapses durch indirekte Folgen des Klimawandels, ein „gefährlich untererforschtes“ globales Thema ist. Es gibt Hinweise darauf, dass solche Worst-Case-Szenarien möglich sind. Laut der Studie fehlt eine „integrierte Katastrophenbewertung“, die auch andere parallele globale Risiken und Effekt-Kaskaden berücksichtigt.[164][165][166]
- 2. August: Wissenschaftler kommen zu dem Schluss, dass die, insgesamt überschrittene (siehe 18. Jan.), planetarische Grenze für „neuartige Entitäten“ (NEs) ein Platzhalter für mehrere verschiedene Grenzen ist, und erklären PFAS-Verschmutzung für eine der solchen neuen Grenzen. Sie zeigen, dass die Konzentrationen dieser persistenten Schadstoffe im Regenwasser – weltweit allgegenwärtig und oft weit – über sicheren Richtwerten liegen.[167][168] Es gibt Bestrebungen, ihre Verwendung einzuschränken und zu ersetzen.[167]
- 8. August: Forscher stellen einen Datensatz von kalkulierten standardisierten detaillierten Umweltauswirkungen von >57.000 im Umlauf befindlichen Lebensmittel Produkten, z. B. um Verbraucher oder Policies zu informieren.[169][170]
- 8. August: Die Schaffung von künstlichen Neuronen, die Dopamin empfangen und freisetzen können – chemische statt elektrische Signale – wird bekanntgegeben. Sie können mit natürlichen Muskel- und Gehirnzellen einer Ratte kommunizieren und haben Potenzial für den Einsatz in BCIs/Prothesen.[171][172]
- ~14. August: Rekordverdächtige Hitzewellen und Dürren beeinträchtigen Wasserversorgung, Flüsse (und dadurch etwa die Schifffahrt und Kühlung von Kernreaktoren), Ökosysteme, Energiesysteme, verschiedene globale Lieferketten, Gesundheit und Landwirtschaft weltweit.[173][174][175][176] Dadurch kommt es unter anderem zu Regulierungen von Technologien, sowie zu Forschung und Entwicklung bzw. der Nutzung, experimentellen Einsatz und verdeutlichter Relevanz der entsprechenden Forschung. Einige Journalisten von Internet-Zeitungen stellten diese Extremwetterereignisse in den Kontext der Anpassung an den Klimawandel und/oder verdeutlichten mögliche Zusammenhänge mit dem Klimaschutz.[177][178][179]
- 17. August: Wissenschaftler berichten, dass zu Beginn des Aussterbens der Dinosaurier wahrscheinlich ein zweiter, kleinerer Asteroid auf der Erde einschlug und den entdeckten „Nadir-Krater“ verursachte.[180][181]
- 17. August: Forscher berichten die Entwicklung von schwimmenden künstliche Blätter für die lichtgetriebene Wasserstoff- und Synthesegas-Kraftstoffproduktion.[182][183]
- 18. August: Ein Forscher berichtet, dass die Social-Media-App TikTok einen Keylogger zu ihrem In-App-Browser in iOS hinzufügt, der es dem chinesischen Unternehmen ermöglicht, z. B. Passwörter, Kreditkartendaten und alles andere zu sammeln, was auf Websites eingegeben wird, die durch Tippen auf externe Links innerhalb der App geöffnet werden. Kurz nach dem Bericht behauptet das Unternehmen, dass solche Fähigkeiten nur für Zwecke wie Debugging genutzt werden.[184][185] Bislang[184][185] ist größtenteils nicht untersucht, welche und in welchem Umfang (andere) Apps Kapazitäten für eine solche oder ähnliche Datenerhebung haben.
- 18. August: Eine Universität meldet die Entwicklung einer unsichtbaren Beschichtung für feuerfestes Holz.[186][187]
- 22. August: Eine Universität meldet die Entwicklung eines Treiber-Isolations-Frameworks zum Schutz von Betriebssystem-Kerneln, vor allem des monolithischen Linux-Kernel, der ~80.000 Commits/Jahr für seine Treiber erhält. Eine solche Isolation würde maßgeblich vor Defekten und Verwundbarkeit in Gerätetreibern schützen,[188][189] wobei die Entwickler – die Mars Research Group – den bisherigen Mangel dieser als einen Hauptfaktor beschreiben, der die Kernel-Sicherheit untergräbt.[190]
- 26. August: Forscher berichten über die Entwicklung von Gewächshausern (bzw. Solarmodulen) durch ein Startup, die Strom aus einem Teil des Spektrums des Sonnenlichts erzeugen, indem sie Spektren durchlassen, die Pflanzen im Inneren nutzen.[191][192]
- ~31. August: KI-Kunst wird ausgefeilt, populär und beginnt Kunstpreise zu gewinnen.[193][194][195] Solche Bilder werden mit „Text-zu-Bild-Generierung“ erstellt, wobei manchmal auch Bilder als Input oder Parameter wie der künstlerische Stil verwendet werden. Die KI „Stable Diffusion“ wird als Open-Source-Software veröffentlicht.[196][197]

- 5. September: Forscher berichten die Entwicklung von ferngesteuerten Cyborg-Kakerlaken, die funktionieren, wenn sie zum Aufladen ins Sonnenlicht gesteuert werden.[198][199]
- 9. September: Eine Studie beschreibt, wie mehrere Kippelemente im Erdklimasystem ausgelöst werden könnten, wenn die globale Erwärmung 1,5 °C übersteigt. Das Überschreiten von Schwellenwerten könnte Rückkopplungseffekte auslösen, die eine sich selbst verstärkende Kaskade weiterer irreversibler Erwärmung bewirken.[200][201][202]
- 9. September: Nachrichtenagenturen berichten über eine Studie, die zeigt, dass geothermische Kraftwerke ihre Energie in ihren Reservoirs speichern können. Das erlaube flexibles Dispatching, um die Intermittenz von Solar- und Windenergie (besser) zu managen.[203][204]
- 12. September: In einer Studie werden die Mittelzuweisungen für öffentliche Investitionen in Forschung, Entwicklung und Demonstration im Energiebereich untersucht. Sie bietet Einblicke in die potenziellen Auswirkungen von Treibern in der Vergangenheit.[205][206]
- 14. September: Die WHO schließt sich der Forderung von Gesundheitsverbänden und Wissenschaftlern nach einem weltweiten Vertrag über die Nichtverbreitung fossiler Brennstoffe an, um das Leben heutiger und künftiger Generationen zu schützen.[207][208]
- 15. September: Die zweitgrößte Kryptowährung, Ethereum, wechselt vom Proof-of-Work-Algorithmus (Stromverbrauch für die Validierung) zum Proof-of-Stake-Algorithmus (gestakte Holdings für die Validierung), wodurch der hohe Stromverbrauch entfernt wird.[209]
- ~22. September: Nachrichtenagenturen berichten über den Einsatz, die Forschung und die Entwicklung neuartiger militärischer Drohnentechnologie im Russisch-Ukrainischen Krieg. Dazu gehören Minenräumungsdrohnen, selbstmodifizierte Hobbydrohnen, Aufklärungsmikrodrohnen, Kamikaze-Drohnen, modifizierte Drohnen zum Bombenabwurf und Gegenmaßnahmen wie elektronische Kriegsführungssysteme.[210][211][212][213][214]
- 29. September: Eine Studie schätzt die Unverhältnismäßigkeit der Verursacher des Klimawandels nach Wohlstand und kommt zu dem Schluss, dass Investitionen der obersten 1 % der Weltbevölkerung für die Gesamtemissionen weitaus wichtiger sind als ihr Verbrauch und die Verschmutzungsungleichheit innerhalb der Länder größer ist als zwischen den Ländern.[215][216]

- 5. Oktober: Forscher skizzieren die großen Potenziale und Vorteile der Algenkultur für die Entwicklung eines zukünftigen gesunden und nachhaltigen Lebensmittelsystems.[217][218]
- 18. Oktober: Eine Studie zeigt, dass in den Schlagzeilen populärer amerikanischer Nachrichtenmedien die Negativität des Sentiments seit dem Jahr 2000 deutlich zugenommen und die emotionale Neutralität abgenommen hat.[219][220]
- 21. Oktober: Nachrichtenagenturen berichten über einen neuartigen Landwirtschaftsroboter zur Unkrautbekämpfung mit Hilfe von Lasern – oder „Laserjäten“.[221] Ähnliche kürzlich vorgestellte, teils autonome, Maschinen für „Präzisionslandwirtschaft“ können geringe Mengen von Herbiziden und Düngemitteln mit hoher Präzision ausbringen und ebenfalls die genauen Standorte der Pflanzen kartieren.[222][223] Deren Vorteile sind gesündere Pflanzen und Böden, geringere Arbeit und Kosten.[221]
- 25. Oktober: Eine umfassende, jährliche Studie stellt fest, dass der Klimawandel „jede Dimension der globalen Gesundheit unterminiert“ und meldet düstere Schlussfolgerungen des Monitorings von Auswirkungsindikatoren.[224][225]
- 26. Oktober: Wissenschaftler schlussfolgern, dass wir auf dem Planeten Erde jetzt den 'Code Red' haben, mit einer warnenden Zusammenfassung jüngster klimabedingter Katastrophen, Bewertungen planetarer Vitalitätszeichen, und Policy-Empfehlungen.[226][227]

#### Bio-, medizinische, Gesundheits- und Neurowissenschaften
- 10. Januar: Die erste erfolgreiche Xenotransplantation eines Herzens von einem genetisch modifizierten Schwein zu einem Menschen wird berichtet.[228]
- 12. Januar: Molekularbiologen zeigen, dass Mutationen nicht zufällig sind – die Häufigkeit nicht reparierter Mutationen kann zwischen verschiedenen Regionen des Genoms variieren.[229][230]
- 13. Januar: Ergebnisse einer umfassenden Studie zeigen auf, dass das gewöhnliche Epstein-Barr-Virus Multiple Sklerose verursacht.[231][232]
- 19. Januar: In einer ersten globalen Bewertung schätzen Wissenschaftler, dass Antibiotikaresistenz im Jahr 2019 zu etwa 5 Millionen Todesfällen beigetragen hat, von denen 1,3 Millionen direkt darauf zurückzuführen sind – damit mehr als bei Malaria oder AIDS.[233][234]
- 24. Januar: Ein Chip mit molekularen Schaltkreisen in Einzelmolekül-(Bio-)Sensoren wird vorgestellt.[235]
- 25. Januar: Chinesische Wissenschaftler berichten in einem öffentlichen Preprint von zwei 'MERS-CoV'-Virusverwandten, die das 'ACE2'-Protein von Fledermäusen effizient für den Zelleintritt nutzen können. Die noch nicht reviewte Studie legt nahe, dass nur eine Mutation von 'NeoCov' zu einem 'MERS-CoV-2' führen könnte, das den ACE2-Rezeptor des Menschen nutzen kann und voraussichtlich eine hohe Sterblichkeit – vergleichbar mit der Sterblichkeit von MERS-CoV, welche bei ca. 35 % lag[236] – und hohe Übertragbarkeit aufweist.[237][238][239]
- 25. Januar: Eine unbekannte Art von Kommunikation zwischen Neuronen im gesunden Gehirn wird bestätigt: transneuronal transportierte Proteine (TNTPs).[240][241]
- 26. Januar: Wissenschaftler berichten über die Entwicklung einer Therapie, mit der Froschbeine innerhalb von 1,5 Jahren nachwachsen können. Dabei wird eine Mischung aus fünf Medikamenten 24 Stunden lang über einen tragbaren Bioreaktor aufgetragen. Wie Menschen, können auch Frösche ihre Gliedmaßen nicht auf natürliche Weise regenerieren.[242][243]

- 7. Februar: Forscher demonstrieren ein Implantat, das per Elektrostimulation Patienten mit Rückenmarksverletzungen ermöglicht, wieder zu laufen.[244][245] Ein separates Team berichtet die ersten künstlichen neuronalen Netze, die aus Stammzellen des Patienten geschaffen wurden und das verletzte Rückenmark regenerieren, wenn sie implantiert werden.[246][247]
- 8. Februar: Eine Studie integriert Meta-Analysen und Daten um relative allgemeine Lebensverlängerungspotenziale für Bevölkerungen von einzelnen Lebensmittelgruppen aufzuzeigen.[248][249]
- 10. Februar: Ergebnisse der ersten kontrollierten Studie zur Kalorienrestriktion bei gesunden nicht-übergewichtigen Menschen, 'CALERIE', werden veröffentlicht. Die Studie bestätigt verschiedene Vorteile, die die menschliche Gesundheits- und Lebensspanne verlängern. Zudem wird ein Protein identifiziert, das für Vorteile verantwortlich ist und in Therapien genutzt werden könnte.[250][251]
- 14. Februar: Eine Studie zeigt, wie Immuntraining mittels einem Mix aus Molekülen aus bestimmten Bakterien, 'OM-85', Säuglinge möglicherweise vor weit verbreiteten schweren Infektionen der unteren Atemwege schützen könnte.[252][253]
- 17. Februar: Bionanotechnologen berichten über die Entwicklung eines Biosensors, 'ROSALIND 2.0', der den Gehalt an verschiedenen Schadstoffen im Wasser nachweisen kann.[254][255]
- 18. Februar: Neurobiologen demonstrieren einen Wnt7a-basierten Ansatz zur Heilung der Blut-Hirn-Schranke bei Mäusen als Behandlung für Erkrankungen des Gehirns.[256][257]
- 28. Februar: Eine der ersten und die umfassendste Übersichtsarbeit zu dieser Frage zeigt, größtenteils auf Basis von Meta-Analysen zu Beobachtungsstudien, dass Krafttraining Sterblichkeit erheblich reduziert.[258][259]

- 4. März: Eine Studie, bei der 36.678 Gehirnscans von Teilnehmern der UK Biobank verwendet wurden, weist nach, dass negative Assoziationen zwischen Alkoholkonsum und Gehirnmakro- und -mikrostruktur bei Personen mit einem durchschnittlichen Konsum von „ein bis zwei Alkoholeinheiten pro Tag“, den manche als geringen oder moderaten Konsum bezeichnen, erkenntlich sind.[260][261] Eine am 25. März veröffentlichte Studie über die Herz-Kreislauf-Gesundheit von 371.463 Teilnehmern der UK Biobank zeigt, dass „leichter bis mäßiger Alkoholkonsum mit gesünderer Lebensstil-Faktoren“ assoziiert war als bei Alkoholabstinenzlern, wobei die Anpassung für solche Faktoren darauf hindeutet, dass eine Minimierung des Alkoholkonsums im Prinzip das Risiko für (oder die negativen Auswirkungen auf) Bluthochdruck und koronare Herzkrankheit für alle Personen senken könnte.[262][263]
- 7. März: Forscher berichten, dass die Nahrungsergänzungsmittel Glycin und NAC in Kombination die Lebensspanne von Mäusen um 24 % verlängern können, wenn die Einnahme im hohen Alter beginnt.[264][265] Frühere Studien und kleines Trial der Autoren[266] zeigten verschiedene positive Wirkungen beim Menschen.
- 7. März: Forscher berichten über eine neue Zellverjüngungstherapie, bei der die iPSC-Reprogrammierung in Mäusen umgekehrt werden kann, ohne Krebs oder andere gesundheitliche Probleme zu verursachen.[267][268]
- 7. März: Forscher berichten die erste künstliche Parthenogenese bei Säugetieren (Mäuse, die aus unbefruchteten Eiern geboren wurden).[269][270]
- 7. März: Eine Studie legt nahe, dass die Hälfte der US-Bevölkerung in der frühen Kindheit einer erheblich schädlichen Bleikonzentration ausgesetzt war – hauptsächlich durch Autoabgase, deren Bleiverschmutzung in den 1970er Jahren ihren Höhepunkt erreichte.[271][272]
- 9. März: Wissenschaftler zeigen die Grenzen und das Ausmaß der Herausforderung einer auf Genetic Editing basierenden De-Extinction auf, was darauf hindeutet, dass die Ressourcen, die für eine umfassendere Ausrottung wie die des Wollhaarmammuts aufgewendet werden, derzeit möglicherweise nicht gut zugeteilt wurden und diese Projekte erheblich begrenzt sind.[273][274]
- 9. März: Ärzte berichten, dass ein antiseptisches Medikament in einer klinischen Studie wiederkehrende Harnwegsinfektionen ebenso wirksam reduziert hat wie Antibiotika, deren weit verbreitete Verwendung mit der Antibiotikaresistenz in Verbindung steht.[275][276]
- 12. März: Biomedizinische Gerontologen weisen einen Mechanismus von Anti-Aging-Senolytika, speziell von Dasatinib plus Quercetin (D+Q), nach – eine Erhöhung von α-Klotho.[277][278]
- 15. März: Neurowissenschaftler berichten, dass Mutationen, durch die Menschen täglich nur ~5 Stunden schlafen („Familial Natural Short Sleep“), die Auswirkungen der Alzheimer-Krankheit bei Mäusen verringern.[279][280] Eine weitere Studie zeigt am 17. März, dass längere und häufigere Nickerchen mit einem höheren Risiko für Alzheimer-Demenz verbunden sind.[281][282]
- 16. März: Ergebnisse einer Studie deuten darauf hin, dass viele frühere Gehirn-Phänotyp-Studien („BWAS“) zu ungültigen Schlussfolgerungen führten, da die Reproduzierbarkeit solcher Studien aufgrund der geringen Effektgrößeen Daten zu Tausenden von Individuen erfordern.[283][284]
- 25. März: Gentechniker berichten Ergebnisse von Feldversuchen, die zeigen, dass die CRISPR-basierte Gen-Knockout-Ausschaltung von KRN2 in Mais und OsKRN2 in Reis die Kornerträge um ~10% und ~8% erhöht und keine negativen Auswirkungen festgestellt wurden.[285][286]

- 1. April: Biochemiker melden die erste vollständige Sequenzierung eines menschlichen Genoms. Zwei Jahrzehnte lang fehlten 8 % des Genoms, was die Bioforschung einschränkte.[287][288]
- 6. April: Eine Studie entschlüsselt elektrische Kommunikation zwischen Pilzen in wortähnliche Komponenten über Spiking-Eigenschaften.[289][290]
- 11. April: Eine Studie bestätigt das Antidepressivum-Potenzial von Psilocybin-Therapie-Protokollen (die den Wirkstoff von Psilocybinhaltigen Pilze verwenden) und liefert fMRT-Daten über einen korrelierten wahrscheinlichen Hauptwirkungsmechanismus – Erhöhung der globalen Gehirn-Netzwerks-Integration.[291][292]
- 20. April: Eine Studie zeigt, dass gängige Einwegplastikprodukte – wie z. B. Kaffeebecher aus Papier, die innen mit einer dünnen Plastikfolie ausgekleidet sind – bei normalem Gebrauch Billionen von Mikroplastik-Nanopartikeln pro Liter in das Wasser abgeben.[293][294]
- 25. April: Eine Übersichtsarbeit über Fleisch und Nachhaltigkeit, Tierschutz und gesunde Ernährung kommt zu dem Schluss, dass Fleischkonsum für einen nachhaltigen Konsum erheblich reduziert werden muss, und nennt grobe mögliche Maßnahmen wie „Beschränkungen oder finanzpolitische Mechanismen“.[295][296]
- 28. April: Ein Unternehmen veröffentlicht Ergebnisse einer klinische Studie der Phase-3, die darauf hindeuten, dass Tirzepatid für einen erheblichen Gewichtsverlust – scheinbar mehr als das zum Stand 2022 ebenfalls teure,[297] von der FDA im Jahr 2021 zugelassene, Semaglutid – bei fettleibigen Menschen verwendet werden könnte.[297][298]
- 28. April: Eine umfassende Übersichtsarbeit bestätigt die wahrscheinlichen gesundheitsfördernden Wirkungen von Zyklen der Kalorienrestriktion und des intermittierendes Fasten sowie der Reduzierung des Fleischkonsums beim Menschen. Es zeigt Probleme mit den gegenwärtigen Ansätzen der Ernährungsforschung auf, schlägt einen Mehrsäulenansatz vor, fasst Erkenntnisse zur Konstruktion von weiterentwickelten Gesundheitsernährungen zusammen und schlägt deren Aufnahme in die standardmäßige Gesundheitsvorsorge vor.[299][300]

- 5. Mai: Ein neuer Ansatz zur Behandlung von neuropathischen Schmerzen wird bei Tieren demonstriert – eine monatelang wirksame Gentherapie für lokale Transgene, die GABA-Freisetzer produzieren.[301][302]
- 5. Mai: Eine Studie zeigt, dass eine 30%ige Kalorienrestriktion die Lebenszeit von männlichen C57BL/6J-Mäusen um 10 % verlängert, während eine Kombination der Kalorienrestriktion mit täglichem Fasten und Essen während der aktivsten Zeit des Tages die Lebensdauer um 35 % verlängert.[303][304]
- 6. Mai: In einer kleinen crowd-finanzierten-Studie wird ein potenzieller Biomarker für Säuglinge mit Risiko für den plötzlichen Kindstod identifiziert.[305][306]
- 11. Mai: Forscher zeigen, dass die Flüssigkeit um Hirnzellen junger Mäuse via Protein FGF17 teilweise alte Gehirne verjüngt.[307][308][309]
- 11. Mai: Eine Studie zeigt, dass bei Kindern im Alter von 8-12 Jahren über einen Zeitraum von zwei Jahren, Zeit die mit digitalen Spielen oder dem Ansehen digitaler Videos verbracht wird, positiv mit Messungen von Intelligenz korreliert sein kann. Allerdings wurden Korrelationen mit der gesamten Bildschirmzeit (einschließlich sozialer Medien, sozialer Mediennutzung und Fernsehen) nicht untersucht und bei der „Spielzeit“ wurde nicht zwischen Kategorien von Videospielen unterschieden (z. B. die Anteile der Plattformen und Genres).[310][311]
- 17. Mai: Eine klinische Studie zeigt, dass Urolithin A die Muskelkraft, Trainingsleistung und Biomarker der Mitochondrien-Gesundheit verbessern kann.[312][313]
- 20. Mai: Forscher projizieren, dass die globale Erwärmung weltweit zu erheblichen Schlafverlust führen wird. Die stärksten Anstiege der Umgebungstemperaturen wurden etwa in der Nacht verzeichnet.[314][315]
- 27. Mai: Ein neues CRISPR-Gene Editing-Werkzeug, das sich für therapeutisches RNA-Editing eignet, wird vorgestellt: Cas7-11.[316][317] Im Gegensatz zum DNA-Editing mit Cas9, hat das RNA-Editing nur vorübergehende Auswirkungen, was es beispielsweise für den Einsatz beim Menschen sicherer machen könnte.
- 21. Mai: Die WHO informiert über den internationalen Ausbruch der Affenpocken in nicht-endemischen Ländern[318] – eine noch nie dagewesene Anzahl von Fällen außerhalb Afrikas,[319] nachdem der erste dieser Fälle am 6. Mai entdeckt wurde.[320] Am 24. Mai erklärt die WHO, dass der Ausbruch eingedämmt werden kann.[321] Die hierbei angewandte Hauptmethode für die frühzeitigen Eindämmung ist die „Ringimpfung“ – die Impfung enger Kontaktpersonen positiver Fälle mit bereits vorhandenen Impfstoffen.[319][322]

- 1. Juni: Wissenschaftler zeigen, dass sich die Vielfalt der Stammzellen, die Blutzellen produzieren, im Alter von etwa 70 Jahren drastisch verringert. Ihre neue Theorie des biologischen Alterns könnte neue Interventionen für gesundes Altern ermöglichen.[323][324]
- 2. Juni: Erster Erfolg einer klinischen Studie für ein Transplantat aus dem 3D Biodrucker, eine Ohrmuschel zur Behandlung von Mikrotie, die aus patienteneigenen Zellen hergestellt wurde.[325]
- 5. Juni: Fortschritte bei der Behandlung von Krebs:
Eine kleine klinische Studie zeigt vollständige Remission einer Darmkrebs-Art durch einen Antikörper ohne Operation und Bestrahlung.[326][327] Am selben Tag zeigt eine Studie, dass ein Antikörper-Medikament-Kombination bei Brustkrebs besser als Chemotherapie sein kann.[328][329] Ein neuartiger Wirkstoff, der Krebszellen eliminieren könnte, wird vorgestellt (2. Juni).[330] Forscher demonstrieren in vitro, dass die Auslösung von Anti-Tumor-Wirkungen von Substanzen durch Licht – Photoimmunotherapie – eine neue mögliche funktionale Form der Krebsbehandlung ist (16. Juni).[331][332]
- 20. Juni: Forscher demonstrieren einen MRT-ML-basierten Ansatz, der frühe Alzheimer-Krankheit und diagnostizieren kann und helfen könnte, unbekannte verbundene Veränderungen im Gehirn zu erkennen.[333][334]
- 22. Juni: Eine Studie kommt zu dem Schluss, dass die Ausbreitung von Brustkrebs während des Schlafs beschleunigt wird.[335][336]
- 23. Juni: Das größte Bakterium mit einer durchschnittlichen Länge von 1,0 cm – 50-mal so groß wie andere Riesenbakterien – wird bekanntgegeben. Obwohl T. magnifica ein Prokaryot ist, ist dessen DNA eingekapselt.[337][338]
- 24. Juni: Eine Studie zum Affenpocken-Ausbruch 2022 (AP) stellt fest, dass das, sich (bis dato) „als langsam entwickelnd vermutetes“, DNA-Virus 6-12 Mal mehr Mutationen entwickelt hat, als man erwarten würde und 15 SNP Mutationen seit Beginn des Ausbruchs.[339][340][341] Frühe Reviews und Übersichten – inklusive aktuellen Wissens über AP-Prävention und -Behandlung – werden veröffentlicht (Juni).[342][343][344][345] Wissenschaftler untersuchen die zirkulierenden MP-Viruslinien und vergleichen sie mit den in Afrika endemischen Linien (Juni).[342][346][347][348]

- 1. Juli: Forscher beschreiben ein neues Cas9-abgeleitetes CRISPR-Geneditierungs-/Reparaturwerkzeug, das eine Alternative zu voll aktivem Cas9 darstellt, da es effektiver ist als Cas9 und weniger Off-Target-Editierungen verursacht. Diese Art der DNA-Reparatur ist bei Organismen anwendbar, deren jeweils zweites Chromosom das gewünschte Gen enthält.[349][350]
- 13. Juli: Eine Studie zeigt, dass der Verlust des Y-Chromosoms in einer Teilmenge von Blutzellen ursächlich zu Fibrose, Herzrisiken und Sterblichkeit beiträgt. Ein solcher Verlust tritt Berichten zufolge bis zum Alter von 70 bei mindestens 40 % von Männern zu einem gewissen Umfang auf.[351][352]
- 23. Juli: Die WHO erklärt den Ausbruch der Affenpocken zu einem internationalen Gesundheitsnotfall, während die Zahl der bestätigten Fälle weltweit 17.000 übersteigt.[353] Am 27. Juli deutet eine Analyse von Studien durch einen Journalisten an, dass „etwa 10 bis 15 % der Fälle ins Krankenhaus kamen, meist wegen Schmerzen und bakterieller Infektionen, die als Folge der Affenpockenläsionen auftreten können“.[354]
- 28. Juli: Ein Unternehmen berichtet, dass seine Deep-Learning-Software AlphaFold die wahrscheinlichen Strukturen von mehr als 200 Millionen gefalteten Proteinen berechnet hat – fast allen, die der Wissenschaft bekannt sind.[355][356] Am 21. Juli beschreiben andere Forscher eine Deep-Learning-Software, die Proteine anhand vorgegebener funktioneller Merkmalen entwirft.[357][358]
- 28. Juli: Forscher beschreiben ein dehnbares haftendes Pflaster, das hochauflösende kontinuierliche Ultraschallbildgebung verschiedener Organe über Tage hinweg ermöglicht. Es könnte neuartige Diagnose- und Überwachungs-Instrumente ermöglichen.[359][360]

- 3. August: Wissenschaftler entwickeln ein Organperfusionssystem, das eine Stunde nach dem Tod mehrere Organe auf zellulärer Ebene regenerieren kann. Es könnte zur Konservierung von Spenderorganen oder bei Notfall-Wiederbelebungen eingesetzt werden.[361][362] 2019 beschrieb das Team eine Methode zur Wiederbelebung von Gehirnen Stunden nach dem Tod – ebenfalls bei Schweinen.[361][363] Früher wurde angenommen, dass Zelltod rapide einsetzt und dauerhaft ist.[361]
- 10. August: Forscher weisen die Übertragung von Affenpocken von Mensch zu Hund nach.[364][365] Ein Preprint legt nahe, dass das Virus das Potenzial hat, eine Vielzahl an europäischen Tieren zu infizieren (15 Aug.).[364][366] Wissenschaftler berichten, dass, trotz hoher Wirksamkeit, frühe Postexpositions-Ringimpfungen „Durchbruchsinfektionen nicht vollständig verhindert haben“ (4 Aug.).[367][368] Abwassermonitoring wird zur Detektion von Affenpocken eingesetzt.[369][370]
- 11. August: Eine bioengineerete Hornhaut aus Schweinehaut stellt das Sehvermögen von Blinden wieder her.[371][372]
- 20. August: Eine GBD systematische Analyse berichtet über den (Nicht-)Fortschritt bei der Bekämpfung Krebs und seinen Ursachen im Jahrzehnt 2010–2019, wobei ~44% der ~4,5 Mio. Todesfälle im Jahr 2019 auf bekannte, eindeutig vermeidbare Risikofaktoren zurückzuführen sind, angeführt von Rauchen, Alkoholkonsum und hohem BMI.[373][374]
- 22. August: Wissenschaftler weisen nach, dass tACS-Gehirnstimulation bei 65-88-jährigen Menschen (je nach Frequenz) einen Monat lang (entweder) das Kurzzeitgedächtnis oder das Langzeitgedächtnis verbessern kann.[375][376]
- 22. August: Eine Universität meldet die erste erfolgreiche Transplantation eines Organoids in einen Menschen, die erstmals am 7. Juli bekannt gegeben wurde,[377] wobei die zugrunde liegende Studie im Februar veröffentlicht wurde.[378]
- 23. August: Eine Studie berichtet, dass Doppelgänger genetische Gemeinsamkeiten haben und Gene teilen, die nicht nur das Gesicht, sondern auch einige Phänotype des Körperbaus und Verhaltens beeinflussen, was auch darauf hindeutet, dass (ihre) Unterschiede im Epigenom und Mikrobiom nur geringfügig zur menschlichen Variabilität der Gesichtsform beitragen.[379][380]
- 25. August: In zwei separaten Studien – die andere wurde am 1. August veröffentlicht – berichten zwei Teams über synthetische Embryonen, die aus embryonalen Stammzellen von Mäusen gezüchtet wurden (wobei in einer der Studien auch andere Stammzellen verwendet wurden) – ohne Spermien oder Eizellen und mit einer naturähnlichen Entwicklung. Einige überlebten bis zum erlaubten 8,5. Tag, an dem die frühe Organogenese, einschließlich der Bildung der Grundlagen des Gehirns, stattfand. Sie wuchsen in vitro und anschließend ex utero in einer künstlichen Gebärmutter.[381][382][383][384]
- 29. August: Wissenschaftler berichten die Schlüsselmechanismen der Verjüngung, die sie bei einem Vergleich von Genomen einer biologisch unsterblichen (T. dohrnii) und einer nicht verjüngenden Qualle ermittelt haben. Die Unterschiede betreffen etwa DNA-Replikation und -Reparatur sowie die Erneuerung von Stammzellen.[385][386]

- 1. September: Neurowissenschaftler berichten die Entdeckung einer neuen Art von Synapsen. Diese Schnittstellen befinden sich an den haarartigen Zilien auf der Oberfläche einer Klasse von Neuronen. Sie werden verwendet, um den epigenetischen Zustand in den Kernen der Gehirnzellen zu verändern – langfristige Änderungen dessen, was die unveränderten Gene der Zellen produzieren.[387][388]
- 2. September: Eine erste raum-zeitliche Karte liefert Erkenntnisse zur Regeneration des Axolotl-Gehirns.[389][390]
- 7. September: Ein neuer Malariaimpfstoff erweist sich als zu ~80% wirksam.[391][392]
- 9. September: Wissenschaftler berichten, dass eine Veränderung im Gen TKTL1, welche mit der Neokortex-Neurogenese zusammenhängt, ein Schlüsselfaktor der jüngsten Gehirnentwicklung der Unterschiede des modernen Menschen zu (anderen) Menschenaffen und Neandertalern ist.[393][394]
- 15. September: Die Forscher beschreiben einen Weg, wie die Alterung ausgewählter T-Zellen des Immunsystems verhindert oder verlangsamt werden kann, was für die Verlängerung des Lebens und die Verbesserung der Haltbarkeit von Impfstoffen von Bedeutung ist.[395][396]
- 15. September: Eine Studie zeigt, dass sich das Mikrobiom auf der Ebene der Stämme parallel zur Phylogenie (Vererbbarkeit durch Abstammung) diversifiziert hat. Die Ergebnisse könnten für Mikrobiom-Interventionen (wie Probiotika) und für die Anpassung von Therapien an Populationen von Bedeutung sein.[397][398]
- 22. September: Wissenschaftler warnen vor einem möglichen Spillover des Fledermaus-Sarbecovirus Khosta-2, das gegen COVID-19-Impfstoffe resistent ist und auch ACE2 verwendet, was darauf hindeutet, dass es oder etwas Ähnliches mit SARS-CoV-2 rekombinieren und eine neue Gefahr darstellen könnte.[399][400] Gleichermaßen wird vor einem Spillover von SHFV gewarnt (30 Sep.)[401][402]
- 22. September: Teams von Nanoingenieuren berichten Tests von biokompatiblen hybriden Mikrorobotern mit Mikroalgen für die aktive Abgabe von Wirkstoffen in der Lunge (22 Sep.) und im Magen-Darm-Trakt (MDT) (28 Sep.). Die Mikroroboter sind mit medizinischen Nanobots verwandt und erweisen sich in Tests mit Mäusen als wirksam.[403][404][405] Ein anderes Team berichtet über die Entwicklung einer Roboterkapsel, die sich durch die Schleimschicht im MDT bohrt, um die Medikamentenaufnahme zu erhöhen (28 Sep.).[406][407]
- 26. September: Eine Studie entkräftet das gängige Argument für hohe Medikamentenkosten, dass sich die entsprechenden Investitionen in Forschung und Entwicklung der Medikamente sich in den Behandlungskosten widerspiegeln und diese bedingen, indem sie keinen Zusammenhang zwischen den Investitionen in Medikamente (in den untersuchten Fällen mit ausreichender Transparenz) und deren Kosten feststellt.[408][409]
- 26. September: Auf der Grundlage von Berichten des CDC und Statements von Gesundheitsbeamten berichten Nachrichtenagenturen, dass der Ausbruch der Affenpocken im Jahr 2022 einen Höhepunkt überschritten hat, während gleichzeitig berichtet wird, dass eine Eliminierung des Ausbruchs in den USA und weltweit unwahrscheinlich ist (oder dass der Ausbruch noch lange nicht beendet ist).[410][411]
- 28. September: Eine Studie zeigt, dass das Krebsrisiko bei chronischer Störung des Tagesrhythmus durch den, mit der Körpertemperatur verbundene, Hitzeschockfaktor 1 verursacht wird.[412][413]
- 29. September: In zwei Studien berichten Wissenschaftler über eine neuartige Methode der Krebsfrüherkennung – Nachweise tumorassoziierter Mykobiome. Er könnte in Synergie mit anderen Biomarkern wie etwa von Bakteriomen verwendet werden.[414][415][416]
- 30. September: Die Entdeckung von „Superneuronen“ im Gehirn von Menschen, die im Alter von über 80 Jahren ein außergewöhnliches episodisches Gedächtnis aufweisen, wird bekanntgegeben.[417][418]

- 5. Oktober: Wissenschaftler berichten, dass es immer noch zu Übertragungen mitochondrialer DNA in die DNA des Zellkerns kommt. Bisher war man davon ausgegangen, dass solche Abschnitte (NUMT) in der nuklearen DNA nur vor vielen Millionen Jahren entstanden sind. Ganzgenomsequenzen deuten darauf hin, dass solche Transfers derzeit einmal pro ~4.000 menschlicher Geburten stattfinden.[419][420]
- 5. Oktober: Wissenschaftler demonstrieren die Verwendung von Organoiden für die Untersuchung der Hirnentwicklung, indem sie genetische Schalter, die einen bedeutenden Einfluss darauf haben, anhand von Einzelzell-Transkriptom-Analysen identifizieren und untersuchen.[421][422]
- 6. Oktober: Neurowissenschaftler berichten dass die weiße Substanz der PFC-Hb Konnektivität sowohl bei Kokain als auch bei Heroin Sucht beeinträchtigt ist.[423][424]
- 7. Oktober: Neurowissenschaftler veröffentlichen experimentelle MRI-Ergebnisse, die darauf hindeuten, dass Protonenspins in „Gehirnwasser“ verschränkt waren und in Gehirnen quantenmechanische Prozesse ablaufen. Das Signalmuster nahm ab, als die menschlichen Teilnehmer einschliefen, was Hypothesen stützt, nach denen die Quantenphysik zur Erklärung des tierischen Bewusstseins erforderlich sein könnte.[425][426]
- 12. Oktober: Forscher berichten über eine erfolgreiche Transplantation von „Organoiden“ aus menschlichem Hirngewebe in Baby-Ratten. Die Gewebe schienen sehr funktionsfähig zu sein, sich zu entwickeln und sich in das Rattengehirn zu integrieren. Solche Forschung könnte diverse ethische Fragen in Bezug auf (nicht-)menschliches Bewusstsein aufwerfen. Sie könnte zur Modellierung der menschlichen Gehirnentwicklung und Entwicklung von Therapien für Krankheiten genutzt werden.[427][428][429]
- 13. Oktober: Wissenschaftler berichten, dass in einigen Fällen einige scheinbar seneszente Zellen – auf die die Anti-Aging-Senolytika abzielen – für Regeneration erforderlich sind.[430][431]
- 14. Oktober: Wissenschaftler der Boston University veröffentlichen Forschungsergebnisse unautorisierter (aber legaler) Forschung zu dem hochgradig übertragbaren  SARS-CoV-2 BA.1 Omicron als Preprint, die von „vielen“, aber nicht allen, als unverantwortliche gain-of-function Forschung bezeichnet wird.[432][433]
- 24. Oktober: „Hybride virale Partikel“ (HVPs) werden gemeldet, die IAV und RSV in vitro kombinieren.[434][435]
- 26. Oktober: Wissenschaftler veröffentlichen neue Erkenntnisse über die Rolle der Epigenetik bei Darmkrebs. Die Epigenetik wird noch während des Lebens geformt und beeinflusst, was die Resultate der eigenen Gene sind. In zwei Studien wird etwa gezeigt, dass Epigenetik ein wichtiger Treiber für Veränderungen innerhalb eines individuellen Tumors ist und dass sie die Anhäufung von DNA-Mutationen beeinflusst.[436][437][438]
- 26. Oktober: Ein magnetisches Leitsystem mit entwickelten bakteriellen Mikrobots für „Precision Targeting“[439] erweist sich als wirksam bei der Bekämpfung von Krebs in Mäusen.[440][441]

#### Astronomie, Kosmologie, Physik und Raumfahrt
- 12. Januar: Astronomen berichten, dass die ~14 Millionen Jahre alte und ~1.000 Lichtjahre breite „Lokale Blase“ fast die gesamte jüngste Sternentstehung in der Nähe der Sonne antreibt.[442][443]
- 2. Februar: Die IAU kündigt ein neues Zentrum für Maßnahmen gegen nachteilige Auswirkungen von Satellitenkonstellationen auf die Astronomie an.[444][445][446]
- 10. Februar: Die Entdeckung eines dritten, leichten Planeten um den nächsten Stern, Proxima Centauri wird bekanntgegeben.[447][448]
- 21. März: Die Zahl der bestätigten Exoplaneten übersteigt 5.000.[449]
- 5. April: Eine Studie legt nahe, dass das Universum innerhalb der nächsten 100 Millionen Jahre beginnen würde zu enden, falls „Quintessenz“ eine gültige Erklärung für die dunkle Energie ist und aktuelle Daten ebenfalls wahr sind. Die beschleunigende Ausdehnung des Universums würde sich langsam in Kontraktion umkehren, wobei das Universum Teil einer zyklischen Kette wäre.[450][451]
- 6. April: Die Entdeckung des ersten identifizierten interstellaren Objekts, CNEOS 2014-01-08, wird vom U.S. Space Command auf Grundlage von Daten von Planetary Defense Sensoren bestätigt. Der ~0,5 Meter große interstellare Meteorit schlug 2014 im Pazifik ein, noch bevor 2017 der, ebenfalls sonderbare,[452][453] interstellare ʻOumuamua und 2019 der gewöhnliche 2I/Borisov entdeckt wurden.[454][455][456]
- 7. April: Physiker des Collider Detector at Fermilab bestimmen die Masse des W-Bosons mit einer Genauigkeit von 0,01 %. Das Ergebnis deutet auf eine Schwachstelle oder Fehler im Standardmodell hin.[457]
- 22. April: Eine Studie begründet Governance von Satelliten und Weltraummüll, wobei der „orbitale Raum um die Erde als ein zusätzliches Ökosystem betrachtet wird, das der gleichen Fürsorge und umfangreichen Regulierung bedarf wie beispielsweise die Ozeane und die Atmosphäre“.[458][459]

- 12. Mai: Astronomen veröffentlichen ein mögliches Bild des Schwarzen Lochs im Zentrum der Milchstraße, Sagittarius A*.[460]
- 12. Mai: Forscher demonstrieren, dass Pflanzen mit Mondboden wachsen können – sie verwendeten dazu eine Nährstofflösung.[461][462]
- 17. Mai: Berichten zufolge könnten die teilweise öffentlichen Anhörungen des US-Kongresses zu UFOs (auch UAP genannt) ab diesem Tag dazu führen, dass die UAP-Frage ernster genommen wird – z. B. eine öffentliche wissenschaftliche Suche nach Antworten und ein gesteigertes Interesse von Wissenschaftlern fördert. Bekannte laufende wissenschaftliche Forschungen werden von gemeinnützigen Forschergruppen durchgeführt, die für neue hochwertigere Daten teure Geräte verwenden oder entwickeln,[463][464] anstatt öffentliche Daten zu analysieren oder systematisch zu organisieren.
- 18. Mai: Wenige Wochen vor ihrer Abschaltung,[465] sendet Voyager 1, das entfernteste menschengemachte Objekt, seltsame Daten, die für 'unmöglich' gehalten wurden und nicht das widerspiegeln, was an Bord geschieht, da die Antenne offenbar weiterhin in ihrer vorgeschriebenen Ausrichtung zur Erde blieb.[466][467]
- 18. Mai: Kosmologen zeigen, wie ein kosmologisches Modell mit zwei Universen Diskrepanzen bei den Messungen der Hubble-Konstante (H0) durch Wechselwirkungen zwischen den beiden Welten erklären könnte.[468][469] In einer separaten Studie (2. Mai) wird gezeigt, dass eine andere Zwillings-Welten-Kosmologie theoretisch in der Lage wäre, das Problem der kleinen kosmologischen Konstante (Λ) zu lösen, welche eng mit der Dunklen Energie zusammenhängt.[470][471]

- 9. Juni: Eine Studie zeigt, dass eine hochgerechnete künftige Raumfahrtindustrie mit Weltraumtourismus erhebliche Auswirkungen auf den Klimawandel und die Ozonschicht haben würde, und kommt zu dem Schluss, dass dies „zur Regulierung motivieren“ sollte.[472][473]
- 24. Juni: Die NASA veröffentlicht Bilder, die einen unerwarteten und unerklärten Doppelkrater zeigen, der wahrscheinlich von einem verbrauchten Raketenkörper verursacht wurde, der am 4. März unbeabsichtigt – nahe dem Hertzsprung-Krater und als erster Weltraummüll – auf die Mondoberfläche aufschlug.[474][475]
- 28. Juni: Physiker berichten, dass interstellare Quantenkommunikation durch ETs möglich und vorteilhaft sein könnte, und nennen einige potenzielle Herausforderungen und Faktoren, die es besser ermöglichen, sie zu entdecken. So könnten sie zum Beispiel Röntgenphotonen für aus der Ferne aufgebaute Kommunikationskanäle und Quantenteleportation als Aömmunikationsmodus verwenden.[476][477]

- 12. Juli: Die NASA veröffentlicht die ersten Bilder des nun voll funktionsfähigen James-Webb-Weltraumteleskops, einen Tag nach der Veröffentlichung von Webb's First Deep Field,[478] dem Bild des frühen Universums mit der höchsten Auflösung.[479] Am 19. Juli berichten Astronomen über GLASS-z12, die möglicherweise jüngste und am weitesten entfernte Galaxie, die jemals entdeckt wurde.[480][481][482]
- 29. Juli: In einem Preprint beschreiben Wissenschaftler des Galileo Projects eine geplante Expedition, um kleine Fragmente des interstellaren Meteors CNEOS 2014-01-08 zu bergen, der „sowohl in der Zusammensetzung als auch in der Geschwindigkeit seltsam zu sein scheint“ und bei dem nicht ausgeschlossen wird, dass es sich um „extraterrestrische Ausrüstung“ handelt,[483] wobei vor allem ein Magnetschlitten auf dem Meeresboden der Einschlagsregion verwendet werden soll.[484][485]

- 25. August: Der erste eindeutige Beweis für Kohlendioxid in der Atmosphäre eines Exoplaneten wird veröffentlicht. Bei dem Planeten handelt es sich um einen heißen Jupiter, der etwa 700 Lichtjahre von der Erde entfernt ist und mit dem James-Webb-Weltraumteleskop untersucht wurde.[486][487][488]

- 20. September: Astronomen, die Mitglieder des Galileo-Projekts sind, verkünden ihre zweite Entdeckung eines interstellaren Objekts – möglicherweise das vierte insgesamt. In einem Preprint berichten sie, dass die seltsame Materialstärke der beiden Objekte darauf hindeutet, dass diese „aus einer Population mit einer charakteristisch höheren Materialstärke“ stammen als bekannte Meteore aus dem Sonnensystem.[489][490]
- 26. September: Die NASA-Raumsonde DART stürzt im ersten Test einer möglichen planetarischen Verteidigung auf den Asteroiden Dimorphos.[491] Im Oktober wird der Erfolg einer leichten Veränderung der Flugbahn des etwa 170 Meter großen Asteroiden bekanntgegeben.[492]

- 1. Oktober: Eine neue Simulation der NASA kommt zu dem Ergebnis, dass der Mond wahrscheinlich innerhalb weniger Stunden entstanden ist, während frühere Theorien von Monaten oder Jahren ausgingen.[493]
- 8. Oktober: Forscher geben Empfehlungen bezüglich potentieller geopolitischer Implikationen möglicher zukünftiger Informationen über oder von außerirdischer Intelligenz.[494][495]
- 9. Oktober: Der Gammastrahlenblitz GRB 221009A ist das energiereichste jemals beobachtete Ereignis dieser Art.[496] Bei diesem Gammablitz wurde mit 18 TeV die bisher höchste bei einem Gammablitz beobachtete Photonenenergie nachgewiesen.[497] Die Gesamtenenergie des Blitzes wird auf 3,0·1047 J geschätzt.[498]
- 26. Oktober: Eine Studie kommt zu dem Schluss, dass kosmische Strahlungsereignisse in Baumring-Kohlenstoffdatensätzen, die so genannten „Miyake-Ereignisse“, nicht wie bisher angenommen durch den Sonnenzyklus (d. h. Sonneneruptionen) verursacht werden und von längerer Dauer sind. Sie treten im Durchschnitt alle ~1.000 Jahre auf und könnten in diesem Jahrhundert eine Bedrohung für globale Technologien darstellen.[499][500]

### Religion
- 6. / 7. Januar: orthodoxe Weihnachten
- 3. – 5. Februar: 3. Versammlung des Synodalen Weges in Frankfurt am Main
- Erstmals sind in Deutschland weniger als 50 Prozent der Deutschen Mitglied in der römisch-katholischen Kirche oder in einer der 20 Landeskirchen der EKD.[501]
- 15. April: Karfreitag
- 17. April: Ostern
- 24. April: orthodoxe Ostern
- 16. Mai: Vesakh
- 25. – 29. Mai: 102. Deutscher Katholikentag in Stuttgart
- 26. Mai: Christi Himmelfahrt
- 5. Juni: Pfingsten
- 5. Juni: Die im März von Papst Franziskus veröffentlichte Apostolische Konstitution Praedicate Evangelium tritt in Kraft. Sie regelt die Struktur der Kurie, darunter die Zuschnitte der Dikasterien des Heiligens Stuhls neu und ersetzt die seit 1988 geltende Apostolische Konstitution Pastor Bonus. Die Dikasterien können künftig auch von Laien beiderlei Geschlechts geleitet werden.
- 16. Juni: Fronleichnam
- 10. Juli: Islamisches Opferfest
- 3. Oktober: Tag der offenen Moschee
- 5. Oktober: Jom Kippur 5783
- 24. Oktober: Diwali
- 31. Oktober: Gedenktag der Reformation
- 1. November: Allerheiligen
- 16. November: Buß- und Bettag
- 19. – 26. Dezember: Chanukka
- 25. Dezember: Weihnachten

### Astronomie
- 30. April: Partielle Sonnenfinsternis – sichtbar über dem Südlichen Ozean Südamerika, Pazifik, Atlantik, Antarktis[502]
- 15.–16. Mai: Totale Mondfinsternis – sichtbar in Süd-/West-Europa, Süd-/West-Asien, Afrika, Großteil von Nordamerika, Südamerika, Pazifik, Atlantik, Indischer Ozean, Antarktis[502]
- 25. Oktober: Partielle Sonnenfinsternis – sichtbar in Europa, Süd-/West-Asien, Nord-/Ost-Afrika, Atlantik[502]
- 8. November: Totale Mondfinsternis – sichtbar in Nord-/Ost-Europa, Australien, Nordamerika, Großteil von Südamerika, Pazifik, Atlantik, Indischer Ozean, Arktis, Antarktis[502]

### Kultur
- 18. Juni bis 25. September: documenta fifteen

### Sport
- 9. Jan. bis 6. Feb.: 33. Afrika-Cup in Kamerun
- 10. bis 16. Jan.: 114. Eiskunstlauf-Europameisterschaften in Tallinn, Estland
- 4. bis 20. Feb.: XXIV. Olympische Winterspiele in Peking, China
- 13. Feb.: Super Bowl LVI im SoFi Stadium in Inglewood, Kalifornien
- 4. bis 13. Mär.: XIII. Winter-Paralympics in Peking, China
- 6. März bis 6. November.: Austragung der 74. FIM-Motorrad-Straßenweltmeisterschaft
- 20. März bis 20. November: Austragung der 73. Formel-1-Weltmeisterschaft
- 21. bis 27. Mär.: 111. Eiskunstlauf-Weltmeisterschaften in Montpellier, Frankreich
- 6. bis 22. Mai: 85. Eishockey-Weltmeisterschaft der Männer in Finnland
- 12. Juni: Bei einem Fußballspiel in El Salvador wird der 63-jährige Schiedsrichter Jose Arnoldo Amaya durch den tätlichen Angriff eines Spielers getötet.[503]
- 6. bis 31. Juli: Frauenfußball: 13. Fußball-Europameisterschaft in England. England gewinnt das Turnier durch einen Finalsieg gegen Deutschland. Im selben Monat gewinnt Brasilien die Copa América.
- 28. Juli: Sebastian Vettel gibt das Ende seiner Formel-1-Karriere bekannt.
- 1. bis 18. Sep.: 41. Basketball-Europameisterschaft in Deutschland, Georgien, Italien und Tschechien
- 25. Sep.: Die Vienna Vikings gewinnen in Klagenfurt am Wörthersee die zweite Meisterschaft der European League of Football
- 9. Okt: Max Verstappen gewinnt zum zweiten Mal die Formel-1-Weltmeisterschaft
- 6. Nov: Francesco Bagnaia gewinnt zum ersten Mal den Weltmeistertitel in der MotoGP
- 12. November: Neuseeland gewinnt das Finale der Frauen-Rugby-Union-Weltmeisterschaft in Auckland 34:31 gegen England.
- 13. November: England gewinnt den achten T20 World Cup in Australien, indem es im Finale Pakistan mit 5 Wickets besiegt.
- 13. November: Die US-amerikanische National Football League (NFL) trägt in der Münchner Allianz Arena erstmals eine American-Football-Partie der regulären Saison innerhalb der NFL International Series in Deutschland aus.[504]
- 20. Nov. bis 18. Dez.: 22. Fußballweltmeisterschaft der Männer in Katar (erstmals im kalendarischen Herbst);[505] Argentinien gewinnt das Turnier durch einen Finalsieg gegen Frankreich. Kroatien kommt zum zweiten Mal in Folge unter die ersten drei.

### Wissenschaftspreise

#### Nobelpreise
Die Bekanntgabe der Nobelpreisträger des Jahres 2022 fand zwischen dem 3. und 10. Oktober statt. Verliehen wurden die Auszeichnungen am 10. Dezember, dem Todestag Alfred Nobels.
- Physiologie oder Medizin: Svante Pääbo
- Physik: Alain Aspect, John Clauser und Anton Zeilinger
- Chemie: Carolyn Bertozzi, Morten Meldal und K. Barry Sharpless
- Literatur: Annie Ernaux
- Frieden: Ales Bjaljazki, Memorial und Center for Civil Liberties
- Alfred-Nobel-Gedächtnispreis für Wirtschaftswissenschaften: Ben Bernanke, Douglas W. Diamond und Philip Dybvig

#### Fields-Preis
- Hugo Duminil-Copin, für die Lösung langjähriger Probleme in der probabilistischen Theorie von Phasenübergängen in der statistischen Physik, insbesondere in den Dimensionen drei und vier.
- June Huh, für die Übertragung der Ideen der Hodge-Theorie auf die Kombinatorik, den Beweis der Dowling-Wilson-Vermutung für geometrische Gitter, den Beweis der Heron-Rota-Welsh-Vermutung für Matroide, die Entwicklung der Theorie der Lorentzschen Polynome und den Beweis der Starken Mason-Vermutung.
- James Maynard, für Beiträge zur analytischen Zahlentheorie, die zu großen Fortschritten im Verständnis der Struktur der Primzahlen und in der diophantischen Approximation geführt haben.
- Maryna Viazovska, für den Beweis, dass das E8-Gitter die dichteste Packung identischer Kugeln in 8 Dimensionen liefert, und weitere Beiträge zu verwandten Extremalproblemen und Interpolationsproblemen in der Fourier-Analyse.

#### Turing Award
- Robert Metcalfe, für die Erfindung, Standardisierung und Kommerzialisierung von Ethernet.

### Gedenktage
- 6. Januar: 200. Geburtstag des deutschen Archäologen Heinrich Schliemann
- 14. Januar (vermutlich): 400. Geburtstag des französischen Schauspielers, Theaterdirektors und Dramatikers Molière, eigentlich Jean-Baptiste Poquelin
- 17. Januar: 100. Geburtstag der US-amerikanischen Schauspielerin Betty White
- 21. Januar: 100. Geburtstag des US-amerikanischen Schauspielers Telly Savalas
- 12. Februar: 100. Geburtstag des bayrischen Volksschauspielers Gustl Bayrhammer
- 1. März: 100. Geburtstag des israelischen Politikers und Friedensnobelpreisträgers Jitzchak Rabin
- 3. April: 100. Geburtstag der US-amerikanischen Schauspielerin Doris Day
- 27. April: 200. Geburtstag des US-amerikanischen Politikers Ulysses S. Grant, 18. Präsident der USA
- 27. Mai: 100. Geburtstag des britischen Schauspielers Christopher Lee
- 24. Juni: 100. Todestag des deutschen Politikers und Reichsaußenministers Walther Rathenau
- 25. Juni: 200. Todestag des deutschen Schriftstellers und Komponisten E. T. A. Hoffmann
- 20. Juli: 200. Geburtstag des Mönchs und Naturforscher Johann Gregor Mendel
- 15. August: 150. Geburtstag des indischen Dichters, Philosophen, Integral-Yogi und Politikers Aurobindo Ghose
- 25. August: 200. Todestag des deutschen Astronomen und Komponisten Wilhelm Herschel
- 4. Oktober: 200. Geburtstag des 19. US-Präsidenten Rutherford B. Hayes
- 8. November: 400. Geburtstag des schwedischen Königs Karl X. Gustav
- 16. November: 100. Geburtstag des portugiesischen Schriftstellers José Saramago
- 18. November: 100. Todestag des französischen Schriftstellers Marcel Proust
- 26. November: 200. Todestag des preußischen Staatsmannes Karl August von Hardenberg
- 23. Dezember: 200. Geburtstag des deutschen Ingenieurs Wilhelm Bauer
- 27. Dezember: 200. Geburtstag des französischen Mikrobiologen Louis Pasteur
- 28. Dezember: 100. Geburtstag des US-amerikanischen Comicautors Stan Lee

## Coronavirus
Die COVID-19-Pandemie bleibt zu Beginn des Jahres weiterhin prägend. Weltweit schreiten die Impfkampagnen voran; in vielen Staaten wird bereits die dritte Impfdosis verabreicht. Trotzdem kommt es in den ersten Monaten des Jahres vor allem durch die Omikron-Virusvariante zu heftigen Infektionswellen, darunter in Deutschland, Frankreich und Großbritannien. Weltweit haben sich bis Anfang Januar 2022 300 Millionen Menschen mit dem Coronavirus infiziert; im April wird die Zahl von 500 Millionen Infektionen mit dem Virus überschritten.

## Jahrestage
- 1. März: 150. Jahrestag der Gründung des Yellowstone-Nationalparks
- 2. März: 50. Jahrestag der Veröffentlichung des Berichts Grenzen des Wachstums vom Club of Rome
- 5. September: 50. Jahrestag des Münchner Olympia-Attentats

## Kulturelle Referenzen
Im Jahr 2022 spielen folgende Filme:
- … Jahr 2022 … die überleben wollen (1973)
- Flucht aus Absolom (1994)
- The Purge – Die Säuberung (2013)

Folgende Anime spielt in diesem Jahr:
- Sword Art Online (2012–2020)

## Gestorben

### Januar
- 1. Januar: Dan Reeves, US-amerikanischer American-Football-Trainer und -Spieler (* 1944)
- 2. Januar: Gianni Celati, italienischer Schriftsteller und Übersetzer (* 1937)
- 2. Januar: Richard Leakey, kenianischer Paläoanthropologe (* 1944)
- 3. Januar: Beatrice Mintz, US-amerikanische Genetikerin und Krebsforscherin (* 1921)
- 5. Januar: Francisco Álvarez Martínez, spanischer Kardinal (* 1925)
- 6. Januar: Peter Bogdanovich, US-amerikanischer Filmschaffender (* 1939)
- 6. Januar: Sidney Poitier, bahamaisch-US-amerikanischer Schauspieler (* 1927)
- 9. Januar: Bob Saget, US-amerikanischer Schauspieler und Filmregisseur (* 1956)
- 9. Januar: Toshiki Kaifu, japanischer Politiker (* 1931)
- 10. Januar: Herbert Achternbusch, deutscher Filmemacher, Schriftsteller und Maler (* 1938)
- 10. Januar: Alejandro Quiroz, mexikanischer Moderner Fünfkämpfer (* 1920)
- 11. Januar: David Sassoli, italienischer Politiker und Präsident des Europäischen Parlaments (* 1956)
- 11. Januar: Ernest Shonekan, nigerianischer Politiker, Jurist und Industrieller (* 1936)
- 12. Januar: Ronnie Spector, US-amerikanische Sängerin (* 1943)
- 13. Januar: Jean-Jacques Beineix, französischer Filmregisseur (* 1946)
- 14. Januar: Ricardo Bofill, spanischer Architekt (* 1939)
- 15. Januar: Nino Cerruti, italienischer Modeschöpfer und Gründer des Modeunternehmens Cerruti (* 1930)
- 15. Januar: Jochen Stay, deutscher Umweltaktivist und Publizist (* 1965)
- 16. Januar: Ibrahim Boubacar Keïta, malischer Politiker und Staatspräsident von Mali (* 1945)
- 17. Januar: Yvette Mimieux, US-amerikanische Schauspielerin (* 1942)
- 19. Januar: Hans-Jürgen Dörner, deutscher Fußballspieler und -trainer (* 1951)
- 19. Januar: Hardy Krüger, deutscher Schauspieler und Schriftsteller (* 1928)
- 19. Januar: Gaspard Ulliel, französischer Schauspieler (* 1984)
- 20. Januar: Heidi Biebl, deutsche Skirennläuferin (* 1941)
- 20. Januar: Ulrich Diederichs, deutscher Bauingenieur und Hochschullehrer (* 1948)
- 20. Januar: Meat Loaf, US-amerikanischer Sänger und Schauspieler (* 1947)
- 20. Januar: Juro Mětšk, sorbischer Komponist (* 1954)
- 20. Januar: Elza Soares, brasilianische Samba-Sängerin (* 1930)
- 22. Januar: Hartmut Becker, deutscher Schauspieler (* 1938)
- 22. Januar: Thích Nhất Hạnh, vietnamesischer Mönch und Autor (* 1926)
- 23. Januar: Thierry Mugler, französischer Modedesigner (* 1948)
- 23. Januar: Reinhold E. Schmidt, deutscher Mediziner und Hochschullehrer (* 1951)
- 26. Januar: Ernst Stankovski, österreichischer Schauspieler, Regisseur und Chansonnier (* 1928)
- 30. Januar: Leonid Kurawljow, russischer Filmschauspieler (* 1936)
- 31. Januar: Ekkehardt Belle, deutscher Schauspieler und Synchronsprecher (* 1954)

### Februar
- 1. Februar: Ellen Tiedtke, deutsche Schauspielerin und Kabarettistin (* 1930)
- 2. Februar: Monica Vitti, italienische Schauspielerin (* 1931)
- 3. Februar: Dieter Mann, deutscher Schauspieler und Theaterintendant (* 1941)
- 3. Februar: Christos Sartzetakis, griechischer Präsident (* 1929)
- 4. Februar: Donald Johnston, kanadischer Politiker (* 1936)
- 6. Februar: George Crumb, US-amerikanischer Komponist (* 1929)
- 6. Februar: Ronnie Hellström, schwedischer Fußballtorhüter (* 1949)
- 6. Februar: Hans Neuenfels, deutscher Regisseur und Autor (* 1941)
- 7. Februar: Douglas Trumbull, US-amerikanischer Spezialeffektkünstler (* 1942)0
- 8. Februar: Gerhard Roth, österreichischer Schriftsteller (* 1942)
- 8. Februar: Götz Werner, deutscher Unternehmer (* 1944)
- 8. Februar: Luc Montagnier, französischer Virologe und Nobelpreisträger (* 1932)
- 9. Februar: Betty Davis, US-amerikanische Sängerin (* 1944)
- 12. Februar: Ivan Reitman, kanadischer Regisseur und Filmproduzent (* 1946)
- 15. Februar: Martina Fietz, deutsche Journalistin und Pressesprecherin (* 1959)
- 15. Februar: Peter Merseburger, deutscher Journalist und Autor (* 1928)
- 16. Februar: Luigi de Magistris, italienischer Kardinal (* 1926)
- 16. Februar: Amos Sawyer, liberianischer Präsident (* 1945)
- 16. Februar: Gail Halvorsen, US-amerikanischer Militärpilot (* 1920)
- 18. Februar: Gabriel Bach, israelischer Jurist und stv. Ankläger im Eichmann-Prozess (* 1927)
- 19. Februar: Dan Graham, US-amerikanischer Konzeptkünstler (* 1942)
- 23. Februar: Tatjana Birschtein, sowjetisch-russische Physikerin (* 1928)
- 23. Februar: Riky Rick, südafrikanischer Rapper, Sänger und Songwriter (* 1987)
- 25. Februar: Manfred Borges, deutscher Schauspieler (* 1928)

### März
- 1. März: Claus Seibel, deutscher Fernsehjournalist (* 1936)
- 4. März: Anne Beaumanoir, französische Widerstandskämpferin und Neurophysiologin (* 1923)
- 5. März: Agostino Cacciavillan, italienischer Kardinal (* 1926)
- 6. März: Volker Elis Pilgrim, deutscher Schriftsteller (* 1942)
- 7. März: Rafiq Tarar, pakistanischer Präsident (* 1929)
- 8. März: Sigi Bergmann, österreichischer Sportjournalist (* 1938)
- 9. März: Inge Deutschkron, deutsch-israelische Journalistin und Autorin (* 1922)
- 9. März: Günter Spielmeyer, deutscher Jurist, Richter am Bundessozialgericht (* 1925)
- 10. März: Emilio Delgado, US-amerikanischer Schauspieler und Musiker (* 1940)
- 10. März: Jürgen Grabowski, deutscher Fußballspieler (* 1944)
- 11. März: Rupiah Banda, sambischer Politiker (* 1937)
- 12. März: Karl Offmann, mauritischer Politiker (* 1940)
- 13. März: Erhard Busek, österreichischer Politiker (* 1941)
- 13. März: Vic Elford, britischer Automobilrennfahrer (* 1935)
- 13. März: William Hurt, US-amerikanischer Schauspieler (* 1950)
- 13. März: Brent Renaud, US-amerikanischer Journalist und Dokumentarfilmer (* 1971)
- 16. März: Egidius Braun, deutscher Fußballfunktionär (* 1925)
- 18. März: Chaim Kaniewski, israelischer Rabbiner und Gelehrter (* 1928)
- 18. März: Borys Romantschenko, ukrainischer Ingenieur und KZ-Überlebender (* 1926)
- 18. März: Don Young, US-amerikanischer Politiker (* 1933)
- 19. März: Shahabuddin Ahmed, bangladeschischer Politiker (* 1930)
- 22. März: Rick Sutherland, US-amerikanischer Autorennfahrer (* 1956)
- 23. März: Madeleine Albright, US-amerikanische Politikerin (* 1937)
- 25. März: Rupprecht Grzimek, deutscher Brigadegeneral, Abteilungsleiter im Bundesnachrichtendienst (* 1923)
- 25. März: Taylor Hawkins, US-amerikanischer Schlagzeuger (* 1972)
- 27. März: Ayaz Mütəllibov, sowjetischer bzw. aserbaidschanischer Politiker (* 1938)
- 28. März: Antonios Naguib, ägyptischer Patriarch und Kardinal (* 1935)

### April
- 2. April: Estelle Harris, US-amerikanische Schauspielerin (* 1928)
- 3. April: June Brown, britische Schauspielerin (* 1927)
- 3. April: Gerda Weissmann-Klein, polnisch-US-amerikanische Holocaust-Überlebende, Menschenrechtlerin und Autorin (* 1924)
- 5. April: Sidney Altman, kanadischer Physiker, Biochemiker und Nobelpreisträger (* 1939)
- 6. April: Wladimir Schirinowski, russischer Politiker (* 1946)
- 7. April: Franz Mon, deutscher Schriftsteller und Dichter (* 1926)
- 8. April: Uwe Bohm, deutscher Schauspieler (* 1962)
- 9. April: Michael Degen, deutscher Schauspieler und Schriftsteller (* 1928)
- 9. April: Jack Higgins, britischer Schriftsteller (* 1929)
- 11. April: Kai Tobias, deutscher Umweltplaner und Ökologe (* 1961)
- 12. April: Wolfgang Fahrian, deutscher Fußballspieler (* 1941)
- 12. April: Gilbert Gottfried, US-amerikanischer Komiker und Schauspieler (* 1955)
- 13. April: Michel Bouquet, französischer Schauspieler (* 1925)
- 13. April: Thomas Rosenlöcher, deutscher Schriftsteller und Lyriker (* 1947)
- 15. April: Bernhard Germeshausen, deutscher Bobpilot (* 1951)
- 15. April: Henry Plumb, britischer Politiker (* 1925)
- 15. April: Liz Sheridan, US-amerikanische Schauspielerin (* 1929)
- 16. April: Joachim Streich, deutscher Fußballspieler (* 1951)
- 17. April: Radu Lupu, rumänischer Pianist (* 1945)
- 18. April: Harrison Birtwistle, britischer Komponist (* 1934)
- 18. April: Hermann Nitsch, österreichischer Aktionskünstler (* 1938)
- 19. April: Tanaka Kane, japanische Supercentenarian (* 1903)
- 20. April: Javier Lozano Barragán, mexikanischer Kardinal (* 1933)
- 21. April: Mwai Kibaki, kenianischer Politiker und Präsident (* 1931)
- 22. April: John Rulon-Miller, US-amerikanischer Autorennfahrer (* 1939)
- 24. April: Willi Resetarits, österreichischer Sänger und Menschenrechtsaktivist (* 1948)
- 26. April: Klaus Schulze, deutscher Komponist und Musikproduzent (* 1947)
- 27. April: Carlos Amigo Vallejo, spanischer Kardinal (* 1934)
- 28. April: Neal Adams, US-amerikanischer Comic-Zeichner (* 1941)
- 29. April: Martin Kruse, deutscher Theologe und Bischof (* 1929)
- 30. April: Mino Raiola, italienischer Spielervermittler (* 1967)

### Mai
- 1. Mai: Ricardo Alarcón, kubanischer Politiker und Diplomat (* 1937)
- 1. Mai: Ivica Osim, jugoslawischer bzw. bosnischer Fußballspieler und -trainer (* 1941)
- 3. Mai: Tony Brooks, britischer Automobilrennfahrer (* 1932)
- 3. Mai: Ulrich Weiß, deutscher Regisseur (* 1942)
- 4. Mai: Stanislau Schuschkewitsch, belarussischer Politiker (* 1934)
- 6. Mai: Patricia A. McKillip, US-amerikanische Schriftstellerin (* 1948)
- 7. Mai: Jürgen Blin, deutscher Schwergewichtsboxer (* 1943)
- 10. Mai: Leonid Krawtschuk, ukrainischer Politiker (* 1934)
- 11. Mai: Shireen Abu Akleh, palästinensisch-amerikanische Journalistin (* 1971)
- 11. Mai: Jeroen Brouwers, niederländischer Schriftsteller (* 1940)
- 13. Mai: Ben Mottelson, US-amerikanisch-dänischer Physiker und Nobelpreisträger (* 1926)
- 13. Mai: Chalifa bin Zayid Al Nahyan, Präsident der Vereinigten Arabischen Emirate (* 1948)
- 15. Mai: Rainer Basedow, deutscher Schauspieler und Kabarettist (* 1938)
- 15. Mai: Klara Höfels, deutsche Schauspielerin (* 1949)
- 16. Mai: Josef Abrhám, tschechischer Schauspieler (* 1939)
- 17. Mai: Ademola Okulaja, deutscher Basketballspieler und Spielerberater (* 1975)
- 17. Mai: Vangelis, griechischer Musiker und Komponist (* 1943)
- 23. Mai: Hans Scheibner, deutscher Kabarettist und Liedermacher (* 1936)
- 26. Mai: Ray Liotta, US-amerikanischer Schauspieler (* 1954)
- 26. Mai: Andrew Fletcher, britischer Musiker (* 1961)
- 27. Mai: Michael Sela, israelischer Biochemiker und Immunologe (* 1924)
- 27. Mai: Angelo Sodano, italienischer Kardinal (* 1927)
- 28. Mai: Walter Abish, US-amerikanischer Schriftsteller (* 1931)
- 28. Mai: Evaristo Carvalho, são-toméischer Politiker (* 1941)
- 28. Mai: Marion van de Kamp, deutsche Schauspielerin (* 1925)
- 28. Mai: Bujar Nishani, albanischer Politiker (* 1966)
- 30. Mai: Friedrich Christian Delius, deutscher Schriftsteller (* 1943)
- 30. Mai: Boris Pahor, italo-slowenischer Schriftsteller (* 1913)
- 31: Mai: Götz von Tschirnhaus, deutscher Autorennfahrer (* 1939)

### Juni
- 1. Juni: Joseph Zoderer, italienischer Schriftsteller (* 1935)
- 8. Juni: Paula Rego, portugiesisch-britische Malerin (* 1935)
- 11. Juni: Peter Reusse, deutscher Schauspieler und Schriftsteller (* 1941)
- 12. Juni: Philip Baker Hall, US-amerikanischer Schauspieler (* 1931)
- 14. Juni: Abraham B. Jehoshua, israelischer Schriftsteller (* 1936)
- 17. Juni: Jean-Louis Trintignant, französischer Schauspieler (* 1930)
- 20. Juni: Regimantas Adomaitis, litauischer Schauspieler (* 1937)
- 22. Juni: Yves Coppens, französischer Paläontologe und Paläoanthropologe (* 1934)
- 23. Juni: Juri Schatunow, russischer Sänger (* 1973)
- 23. Juni: Ernst Jacobi, deutscher Schauspieler (* 1933)
- 26. Juni: Hans Hollmann, österreichisch-schweizerischer Regisseur (* 1933)
- 27. Juni: Joe Turkel, US-amerikanischer Schauspieler (* 1927)
- 28. Juni: Martin Bangemann, deutscher Politiker (* 1934)
- 30. Juni: William Cohn, deutscher Sprecher und Schauspieler (* 1957)
- 30. Juni Technoblade, US-amerikanischer Streamer und Gaming Youtuber  (* 1999)

### Juli
- 2. Juli: Peter Brook, britischer Theaterregisseur (* 1925)
- 3. Juli: Jacques Berndorf, deutscher Journalist und Schriftsteller (* 1936)
- 3. Juli: Robert F. Curl, US-amerikanischer Chemiker und Nobelpreisträger (* 1933)
- 4. Juli: Remco Campert, niederländischer Lyriker und Schriftsteller (* 1929)
- 4. Juli: Cláudio Hummes, brasilianischer Kardinal (* 1934)
- 4. Juli: Kazuki Takahashi, japanischer Comiczeichner (* 1961)
- 4. Juli: Kurt Tetzlaff, deutscher Dokumentarfilmer (* 1933)
- 5. Juli: Lenny Von Dohlen, US-amerikanischer Schauspieler (* 1958)
- 6. Juli: James Caan, US-amerikanischer Schauspieler (* 1940)
- 7. Juli: Klaus Lemke, deutscher Filmemacher (* 1940)
- 8. Juli: Shinzō Abe, japanischer Politiker (* 1954)
- 8. Juli: Luis Echeverría Álvarez, mexikanischer Politiker (* 1922)
- 8. Juli: Gregory Itzin, US-amerikanischer Schauspieler (* 1948)
- 8. Juli: José Eduardo dos Santos, angolanischer Politiker (* 1942)
- 11. Juli: Johannes Willms, deutscher Historiker und Kulturpublizist (* 1948)
- 13. Juli: Dieter Wedel, deutscher Regisseur und Drehbuchautor (* 1939)
- 14. Juli: Francisco Morales Bermúdez, peruanischer General und Präsident (* 1921)
- 14. Juli: Ivana Trump, US-amerikanisch-tschechische Unternehmerin und Model (* 1949)
- 16. Juli: Josefine Ollmann, deutsche Altersrekordlerin (* 1908)
- 18. Juli: Claes Oldenburg, schwedisch-US-amerikanischer Künstler der Pop Art (* 1929)
- 21. Juli: Paddy Hopkirk, britischer Autorennfahrer (* 1933)
- 21. Juli: Uwe Seeler, deutscher Fußballspieler und Manager (* 1936)
- 23. Juli: Zayar Thaw, birmanischer Politiker, Hip-Hop-Künstler und Dissident (* 1981)
- 24. Juli: Lotte Ingrisch, österreichische Schriftstellerin, Theater- und Hörspielautorin (* 1930)
- 24. Juli: David Warner, britischer Schauspieler (* 1941)
- 25. Juli: Paul Sorvino, US-amerikanischer Schauspieler (* 1939)
- 25. Juli: David Trimble, nordirischer Politiker und Friedensnobelpreisträger (* 1944)
- 26. Juli: Klaus Barner, deutscher Schauspieler und Hörspielsprecher (* 1933)
- 26. Juli: Uri Orlev, polnisch-israelischer Schriftsteller (* 1931)
- 29. Juli: Joachim Jauer, deutscher Fernseh- und Hörfunk-Journalist (* 1940)
- 30. Juli: Nichelle Nichols, US-amerikanische Schauspielerin und Sängerin (* 1932)
- 31. Juli: Aiman az-Zawahiri, ägyptischer Terrorist (* 1951)
- 31. Juli: Fidel Ramos, philippinischer General und Präsident (* 1928)
- 31. Juli: Bill Russell, US-amerikanischer Basketballspieler und -trainer (* 1934)

### August
- 1. August: Hans Weilbächer, deutscher Fußballspieler (* 1933)
- 5. August: Clu Gulager, US-amerikanischer Schauspieler (* 1928)
- 5. August: Mike Lang, US-amerikanischer Jazz- und Studiomusiker (* 1941)
- 5. August: Wolfgang Schikowski, deutscher Brigadegeneral (* 1938)
- 7. August: Roger E. Mosley, US-amerikanischer Schauspieler (* 1938)
- 8. August: Gustav Burosch, deutscher Mathematiker und Hochschullehrer (* 1938)
- 8. August: Lamont Dozier, US-amerikanischer Songwriter und Produzent (* 1941)
- 8. August: Olivia Newton-John, britisch-australische Sängerin und Schauspielerin (* 1948)
- 8. August: Zofia Posmysz, polnische Widerstandskämpferin und KZ-Überlebende (* 1923)
- 8. August: Jozef Tomko, slowakischer Kardinal (* 1924)
- 9. August: Heinz Behrens, deutscher Schauspieler (* 1932)
- 9. August: Willi O. Hoffmann, deutscher Fußballfunktionär (* 1930)
- 11. August: Anne Heche, US-amerikanische Schauspielerin (* 1969)
- 11. August: Jean-Jacques Sempé, französischer Zeichner und Karikaturist (* 1932)
- 12. August: Wolfgang Petersen, deutscher Filmregisseur und Drehbuchautor (* 1941)
- 13. August: Anshu Jain, britischer Bankmanager (* 1963)
- 15. August: Karl Senne, deutscher Fernsehmoderator (* 1934)
- 16. August: Eva-Maria Hagen, deutsche Schauspielerin, Sängerin, Malerin und Autorin (* 1934)
- 16. August: Hans Peterson, schwedischer Kinder- und Jugendbuchautor (* 1922)
- 17. August: Ralf Schenk, deutscher Filmjournalist und -publizist (* 1956)
- 19. August: Felix Huby, deutscher Journalist und Autor (* 1938)
- 24. August: Kazuo Inamori, japanischer Unternehmer (* 1932)
- 27. August: Karl Lamers, deutscher Politiker (* 1935)
- 29. August: Hans-Christian Ströbele, deutscher Rechtsanwalt und Politiker (* 1939)
- 30. August: Michail Gorbatschow, sowjetischer bzw. russischer Politiker und Staatspräsident der UdSSR, Friedensnobelpreisträger (* 1931)

### September
- 1. September: Rawil Maganow, russischer Unternehmer (* 1954)
- 2. September: Frank Drake, US-amerikanischer Astronom und Astrophysiker (* 1930)
- 4. September: Isolde Schmitt-Menzel, deutsche Designerin, Autorin und Illustratorin (* 1930)
- 5. September: Lars Vogt, deutscher Pianist und Dirigent (* 1970)
- 7. September: Marsha Hunt, US-amerikanische Schauspielerin (* 1917)
- 7. September: Dagmar Schipanski, deutsche Physikerin und Politikerin (* 1943)
- 8. September: Elisabeth II., britische Monarchin (* 1926)
- 10. September: William Klein, US-amerikanischer Fotograf und Filmemacher (* 1926)
- 11. September: Javier Marías, spanischer Schriftsteller (* 1951)
- 11. September: Alain Tanner, schweizerischer Filmregisseur (* 1929)
- 13. September: Jean-Luc Godard, französisch-schweizerischer Filmregisseur (* 1930)
- 13. September: Günter Kütemeyer, deutscher Schauspieler und Synchronsprecher (* 1928)
- 14. September: Irene Papas, griechische Schauspielerin (* 1926)
- 15. September: Fritz Pleitgen, deutscher Journalist und Intendant (* 1938)
- 16. September: Mahsa Amini, iranisches Opfer von Polizeigewalt (* 1999)
- 20. September: Christoph Schroth, deutscher Theaterregisseur und -intendant (* 1937)
- 22. September: Hilary Mantel, britische Schriftstellerin (* 1952)
- 23. September: Louise Fletcher, US-amerikanische Schauspielerin (* 1934)
- 23. September: Franciszek Pieczka, polnischer Schauspieler (* 1928)
- 24. September: Pharoah Sanders, US-amerikanischer Jazzmusiker (* 1940)
- 26. September: Herbert Pilz, deutscher Koch, Gastronomiehistoriker, Fach- und Kochbuchautor (* 1930)
- 27. September: Hans Selmair, deutscher Gastroenterologe (* 1936)
- 28. September: Coolio, US-amerikanischer Rapper und Schauspieler (* 1963)
- 28. September: Rüdiger Döhler, deutscher Orthopäde, Chirurg, sowie Medizin- und Studentenhistoriker (* 1948)
- 29. September: Paul Veyne, französischer Historiker und Essayist (* 1930)

### Oktober
- 3. Oktober: Jerzy Urban, polnischer Journalist und Publizist (* 1933)
- 4. Oktober: Günter Lamprecht, deutscher Schauspieler (* 1930)
- 4. Oktober: Loretta Lynn, US-amerikanische Country-Sängerin und -Songwriterin (* 1932)
- 4. Oktober: Jürgen Sundermann, deutscher Fußballspieler und -trainer (* 1940)
- 5. Oktober: Wolfgang Kohlhaase, deutscher Drehbuchautor und Schriftsteller (* 1931)
- 5. Oktober: Barbara Stamm, deutsche Politikerin (* 1944)
- 8. Oktober: Gerben Karstens, niederländischer Radrennfahrer (* 1942)
- 9. Oktober: Bruno Latour, französischer Soziologe und Philosoph (* 1947)
- 10. Oktober: Anita Kerr, US-amerikanische Sängerin und Musikproduzentin (* 1927)
- 11. Oktober: Angela Lansbury, britische Schauspielerin (* 1925)
- 13. Oktober: James McDivitt, US-amerikanischer Astronaut (* 1929)
- 14. Oktober: Robbie Coltrane, britischer Schauspieler (* 1950)
- 14. Oktober: Ralf Wolter, deutscher Schauspieler (* 1926)
- 18. Oktober: Robert Gordon US-amerikanischer Sänger und Songwriter (* 1947)
- 20. Oktober: Roland Hoffmann, deutscher Baseballspieler und -trainer (* 1936)
- 21. Oktober: Zilli Reichmann, deutsche Porajmos-Überlebende (* 1924)
- 22. Oktober: Dietrich Mateschitz, österreichischer Unternehmer (* 1944)
- 23. Oktober: Don Edwards, US-amerikanischer Sänger und Schauspieler (* 1939)
- 24. Oktober: Leslie Jordan, US-amerikanischer Schauspieler (* 1955)
- 25. Oktober: Pierre Soulages, französischer Maler (* 1919)
- 28. Oktober: Jerry Lee Lewis, US-amerikanischer Sänger und Pianist (* 1935)
- 28. Oktober: Heinz Winkler, deutsch-italienischer Koch und Autor (* 1949)
- 30. Oktober: Mevlüde Genç, deutsche Aktivistin für gesellschaftliche Versöhnung (* 1943)

### November
- 1. November: Takeoff, US-amerikanischer Rapper (* 1994)
- 4. November: Jan Spitzer, deutscher Synchronsprecher und Schauspieler (* 1947)
- 5. November: Aaron Carter, US-amerikanischer Sänger (* 1987)
- 6. November: Edward C. Prescott, US-amerikanischer Ökonom und Nobelpreisträger (* 1940)
- 7. November: Leslie Phillips, britischer Schauspieler (* 1924)
- 8. November: Pierre Kartner, niederländischer Musiker (* 1935)
- 9. November: Hans-Joachim Klein, deutscher Terrorist der 1970er-Jahre (* 1947)
- 9. November: Werner Schulz, deutscher Bürgerrechtler und Politiker (* 1950)
- 11. November: John Aniston, US-amerikanischer Schauspieler (* 1933)
- 18. November: Ned Rorem, US-amerikanischer Komponist und Literat (* 1923)
- 19. November: Greg Bear, US-amerikanischer Schriftsteller (* 1951)
- 20. November: Jean-Marie Straub, französischer Filmemacher (* 1933)
- 21. November: Jürgen Nöldner, deutscher Fußballspieler (* 1941)
- 22. November: Pablo Milanés, kubanischer Liedermacher (* 1943)
- 24. November: Hans Magnus Enzensberger, deutscher Dichter und Schriftsteller (* 1929)
- 25. November: Irene Cara, US-amerikanische Sängerin (* 1959)
- 27. November: Richard Baawobr, ghanaischer Kardinal (* 1959)
- 28. November: Tobias Langhoff, deutscher Schauspieler (* 1962)
- 28. November: Dieter Oesterhelt, deutscher Biochemiker (* 1940)
- 29. November: Roland Oehme, deutscher Regisseur (* 1935)
- 30. November: Meinhard von Gerkan, deutscher Architekt (* 1935)
- 30. November: Christiane Hörbiger, österreichische Schauspielerin (* 1938)
- 30. November: Jiang Zemin, chinesischer Politiker (* 1926)
- 30. November: Christine McVie, britische Musikerin (* 1943)

### Dezember
- 01. Dezember: Mylène Demongeot, französische Schauspielerin (* 1935)
- 01. Dezember: Harald Schießl, deutscher Jurist (* 1974)
- 04. Dezember: Nick Bollettieri, US-amerikanischer Tennistrainer (* 1931)
- 04. Dezember: Manuel Göttsching, deutscher Musiker und Komponist (* 1952)
- 04. Dezember: Dominique Lapierre, französischer Schriftsteller (* 1931)
- 04. Dezember: Karl Merkatz, österreichischer Schauspieler (* 1930)
- 04. Dezember: Patrick Tambay, französischer Automobilrennfahrer (* 1949)
- 05. Dezember: Kirstie Alley, US-amerikanische Schauspielerin (* 1951)
- 09. Dezember: Joseph Kittinger, US-amerikanischer Pilot und Luftfahrtpionier (* 1928)
- 11. Dezember: Angelo Badalamenti, US-amerikanischer Filmkomponist (* 1937)
- 11. Dezember: Wolf Erlbruch, deutscher Kinderbuchautor und Illustrator (* 1948)
- 12. Dezember: Wolfgang Ziffer, deutscher Synchronsprecher und Schauspieler (* 1941)
- 13. Dezember: Christoph-Adolf Fürus, deutscher Generalmajor (* 1928)
- 13. Dezember: Josef Mattausch, deutscher Germanist und Goethe-Forscher (* 1934)
- 14. Dezember: Wulf Kirsten, deutscher Lyriker und Prosaautor (* 1934)
- 14. Dezember: Sybil Gräfin Schönfeldt, österreichisch-deutsche Schriftstellerin und Journalistin (* 1927)
- 16. Dezember: Hans Peter Hallwachs, deutscher Schauspieler (* 1938)
- 17. Dezember: Charlie Gracie, US-amerikanischer Rockabilly-Musiker (* 1936)
- 17. Dezember: Dieter Henrich, deutscher Philosoph (* 1927)
- 17. Dezember: Severino Poletto, italienischer Kardinal (* 1933)
- 17. Dezember: Marie-Luise Scherer, deutsche Schriftstellerin und Journalistin (* 1938)
- 20. Dezember: Barbara Noack, deutsche Schriftstellerin (* 1924)
- 21. Dezember: Franz Gertsch, Schweizer Maler und Grafiker (* 1930)
- 23. Dezember: Michael Braun, deutscher Literaturkritiker (* 1958)
- 23. Dezember: George Cohen, englischer Fußballspieler (* 1939)
- 23. Dezember: Maxi Jazz, britischer Sänger und Songwriter (* 1957)
- 23. Dezember: Philippe Streiff, französischer Automobilrennfahrer (* 1955)
- 24. Dezember: Franco Frattini, italienischer Politiker (* 1957)
- 27. Dezember: Manuel Soubeyrand, deutscher Theaterintendant und Schauspieler (* 1957)
- 28. Dezember: Arata Isozaki, japanischer Architekt (* 1931)
- 29. Dezember: Eduard Artemjew, sowjetischer bzw. russischer Komponist (* 1937)
- 29. Dezember: Max Markgraf von Baden, deutscher Unternehmer und Chef des Hauses Baden (* 1933)
- 29. Dezember: Pelé, brasilianischer Fußballspieler (* 1940)
- 29. Dezember: Edgar Savisaar, estnischer Politiker (* 1950)
- 29. Dezember: Vivienne Westwood, britische Modedesignerin (* 1941)
- 30. Dezember: Barbara Walters, US-amerikanische Journalistin und Moderatorin (* 1929)
- 31. Dezember: Benedikt XVI., deutscher Theologe und 265. Papst (* 1927)

### Galerie der Verstorbenen

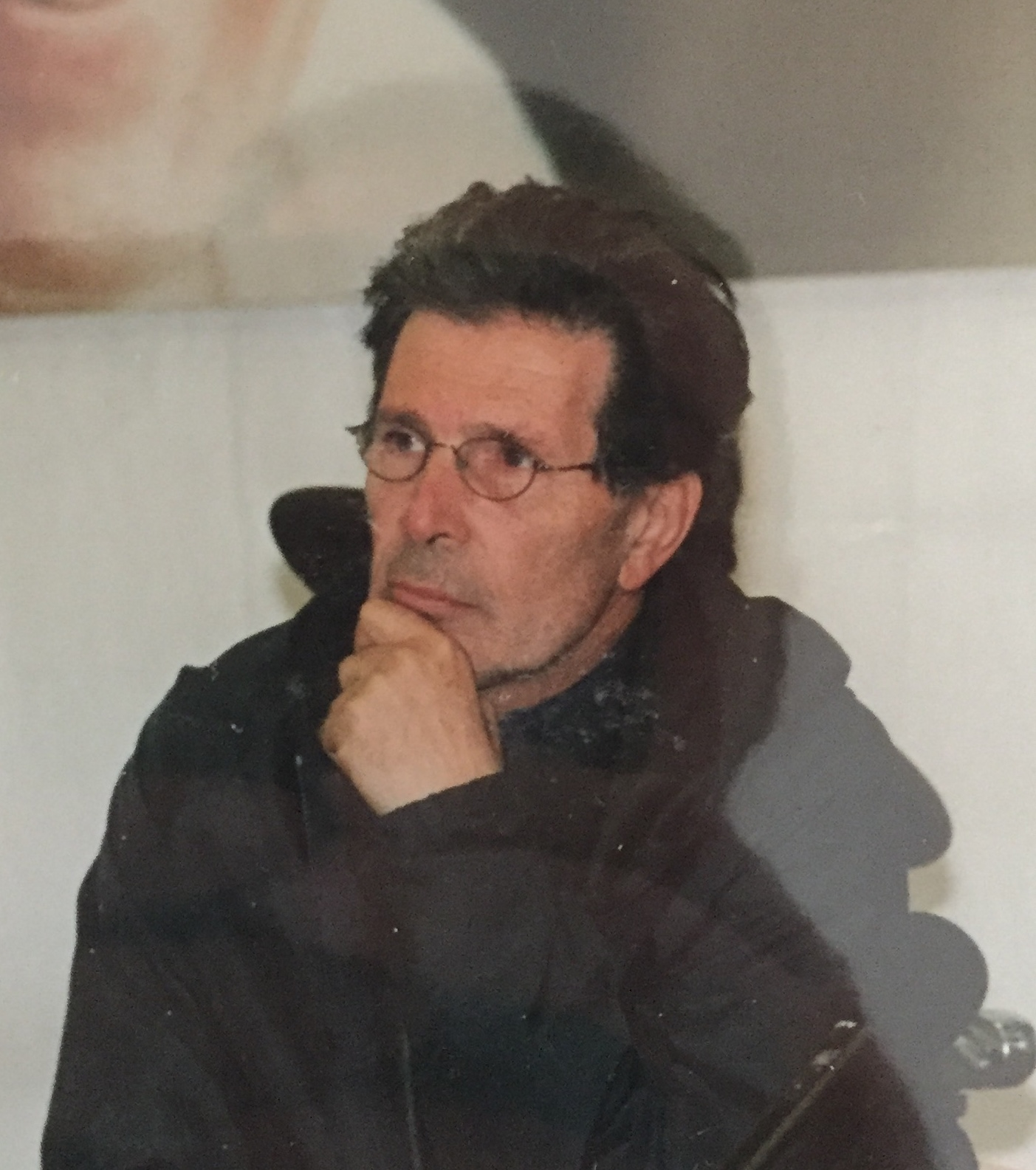
2. Januar: Gianni Celati (2001) (84)
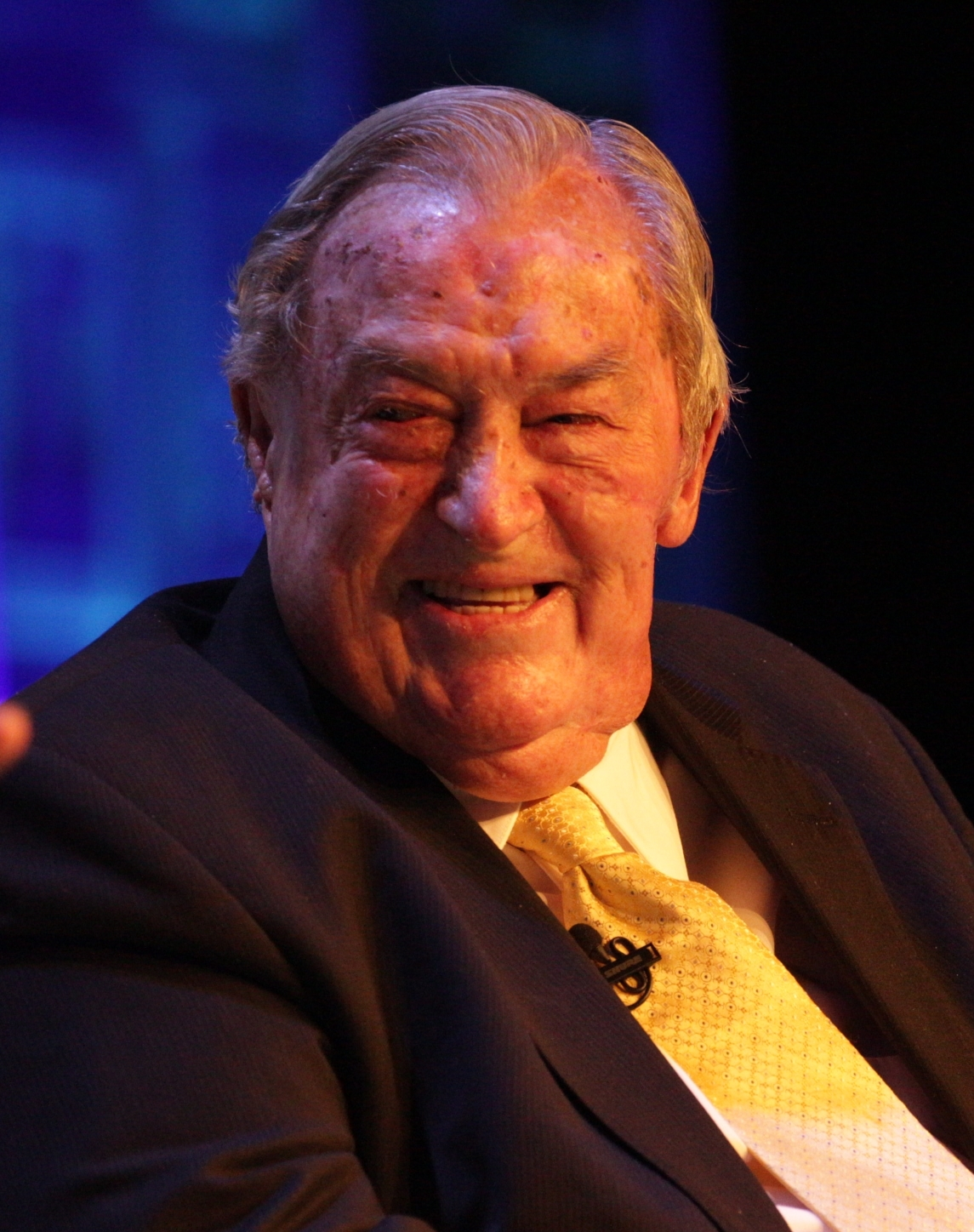
2. Januar: Richard Leakey (2015) (77)
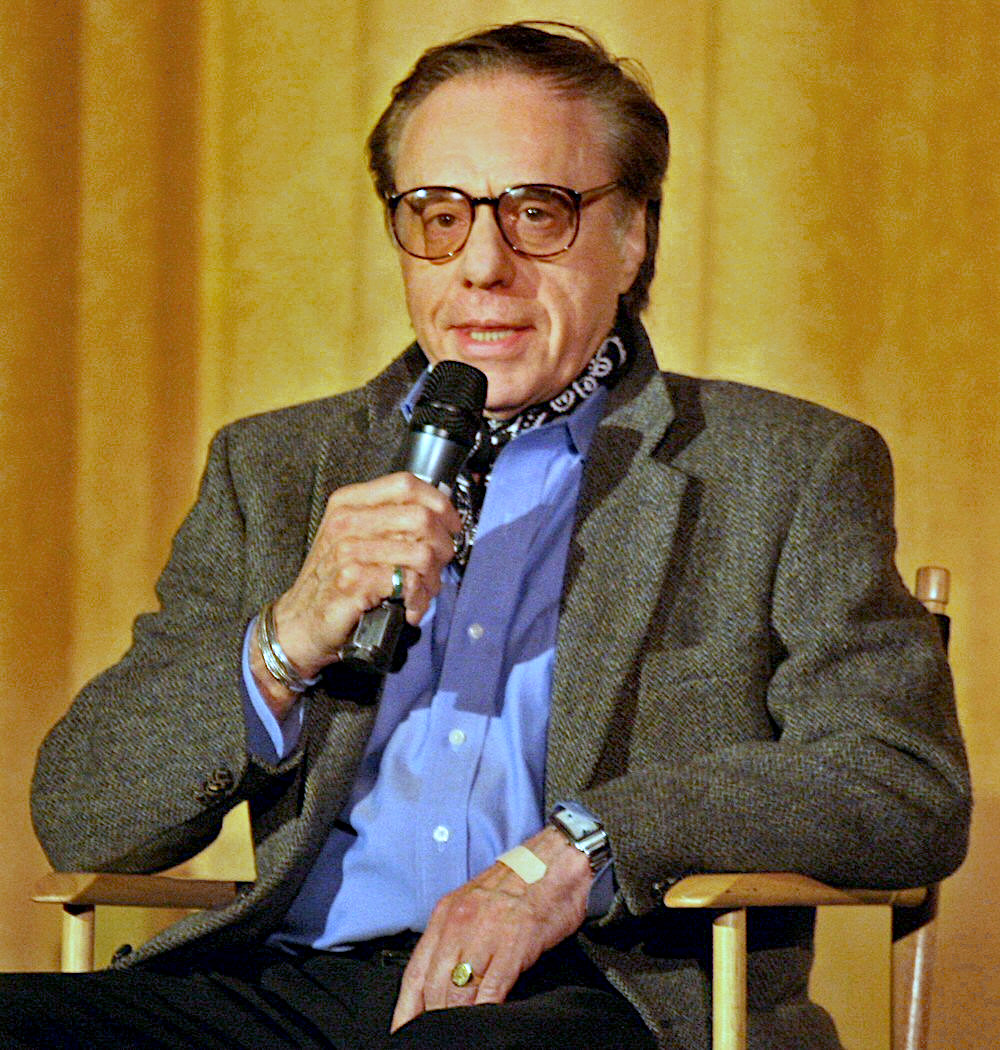
6. Januar: Peter Bogdanovich (2008) (82)
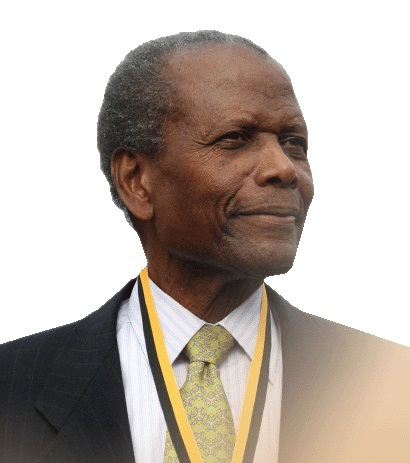
6. Januar: Sidney Poitier (2013) (94)
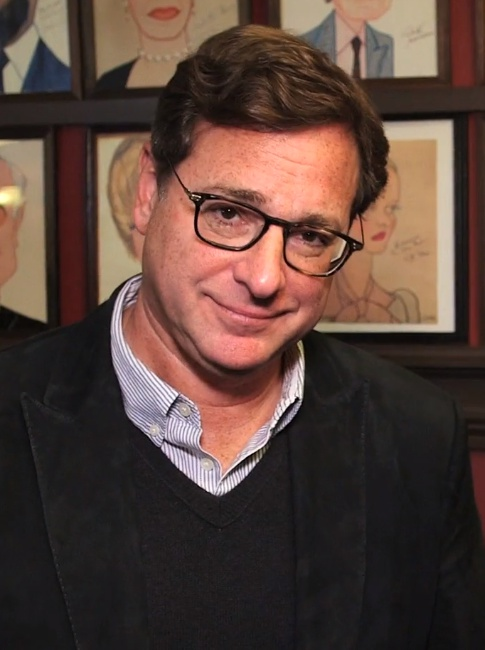
9. Januar: Bob Saget (2015) (65)
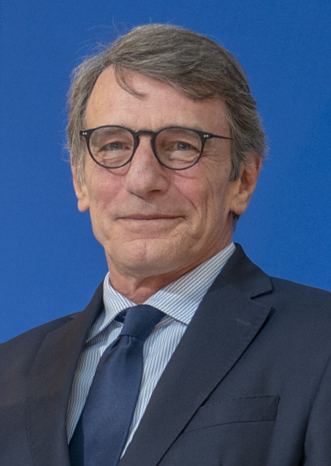
11. Januar: David Sassoli (2020) (65)
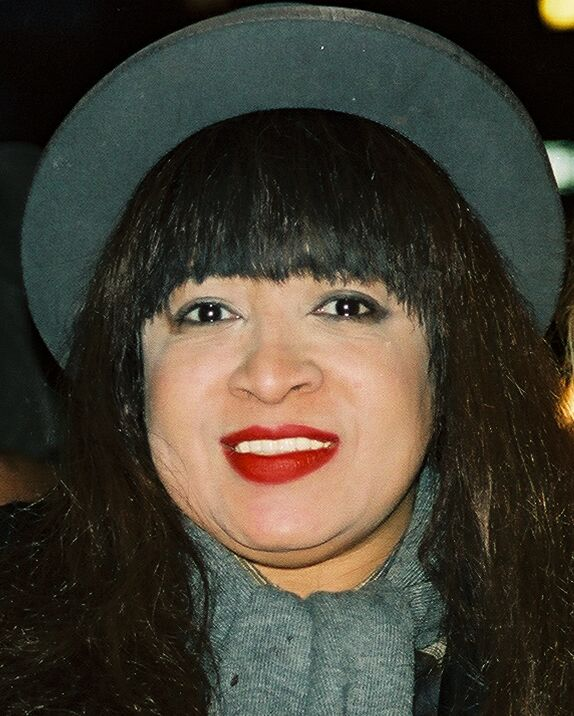
12. Januar: Ronnie Spector (2000) (78)
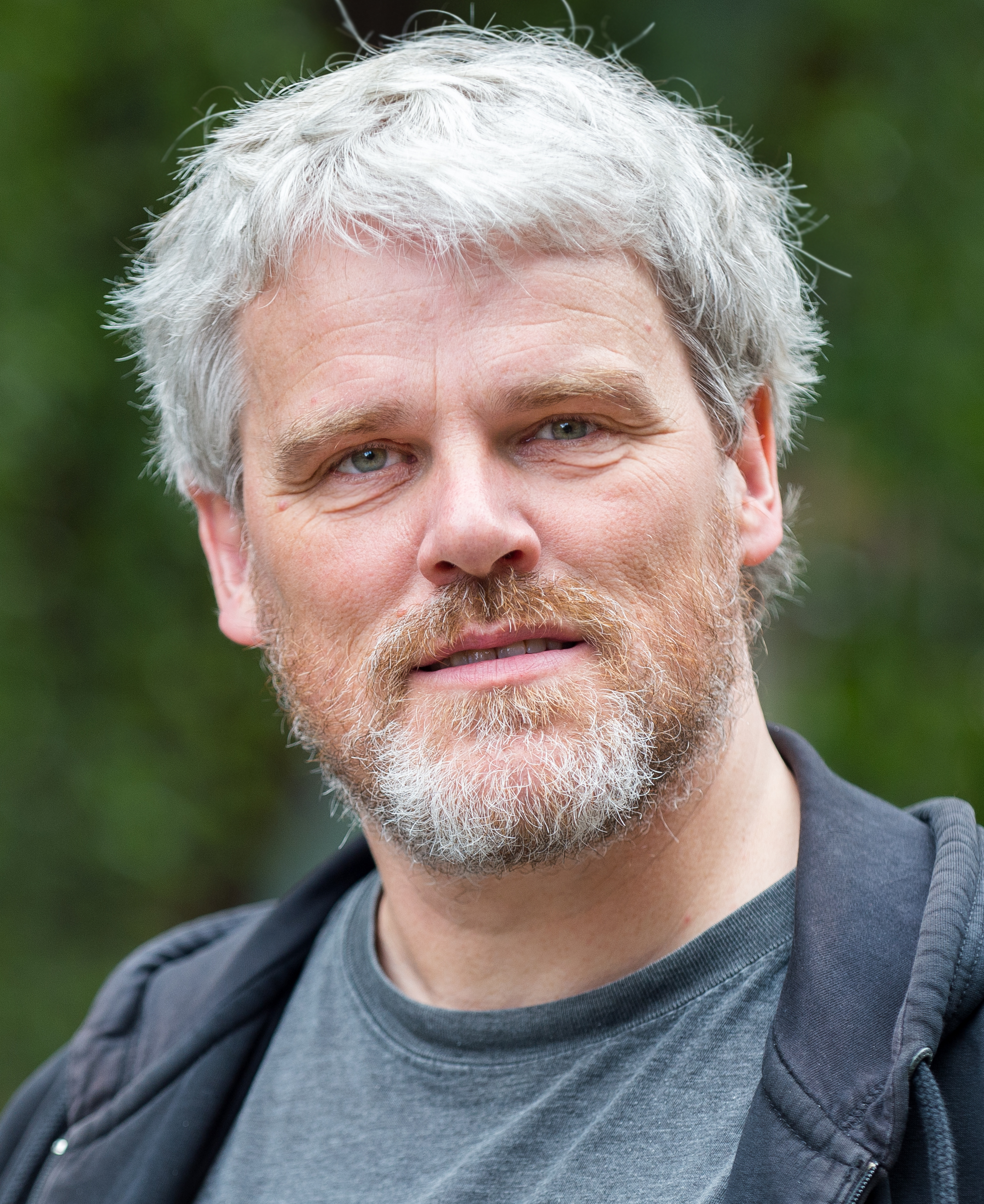
15. Januar: Jochen Stay (2014) (56)
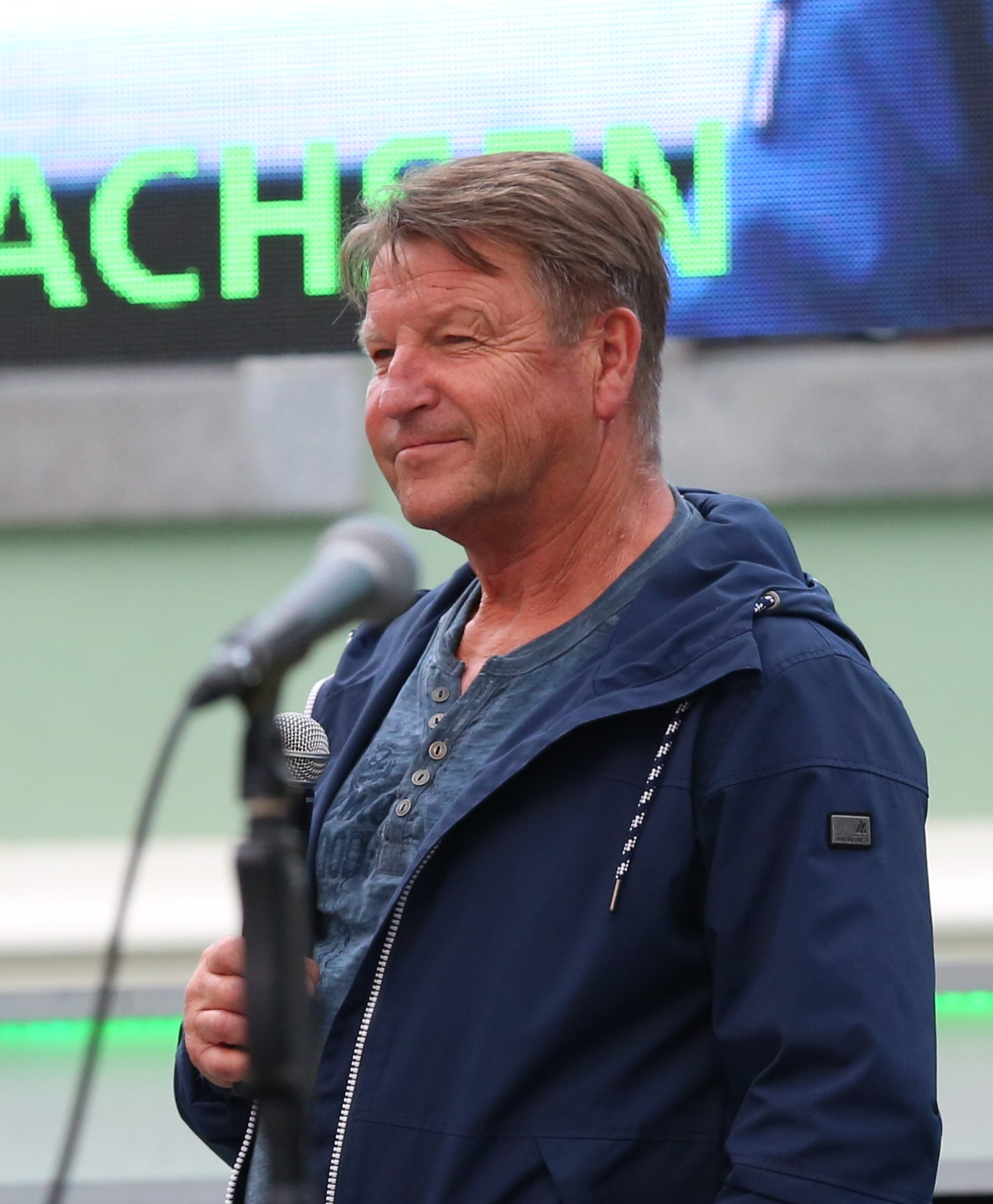
19. Januar: Hans-Jürgen Dörner (2017) (70)
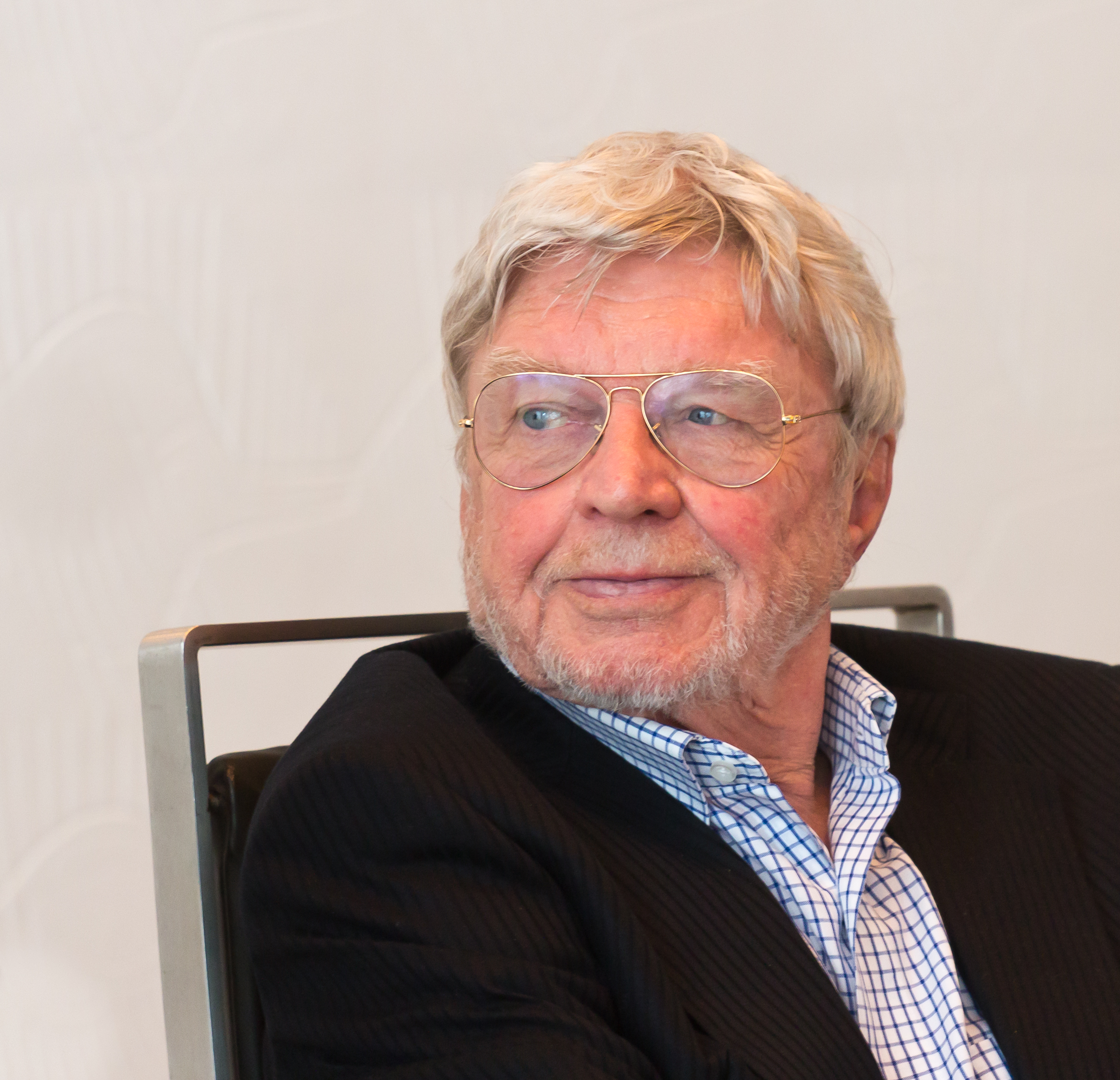
19. Januar: Hardy Krüger (2013) (93)
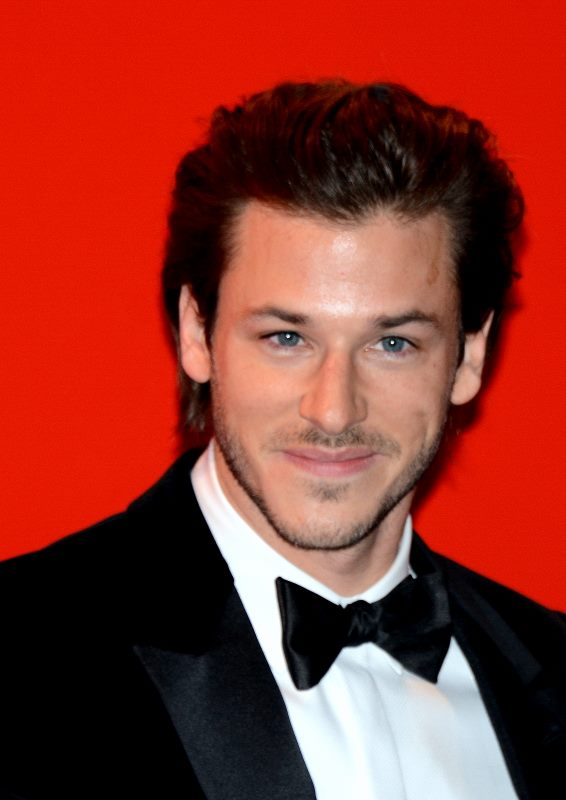
19. Januar: Gaspard Ulliel (2015) (37)
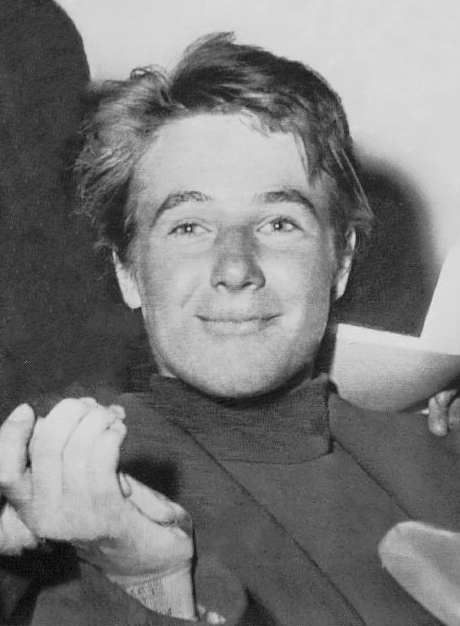
20. Januar: Heidi Biebl (1960) (80)
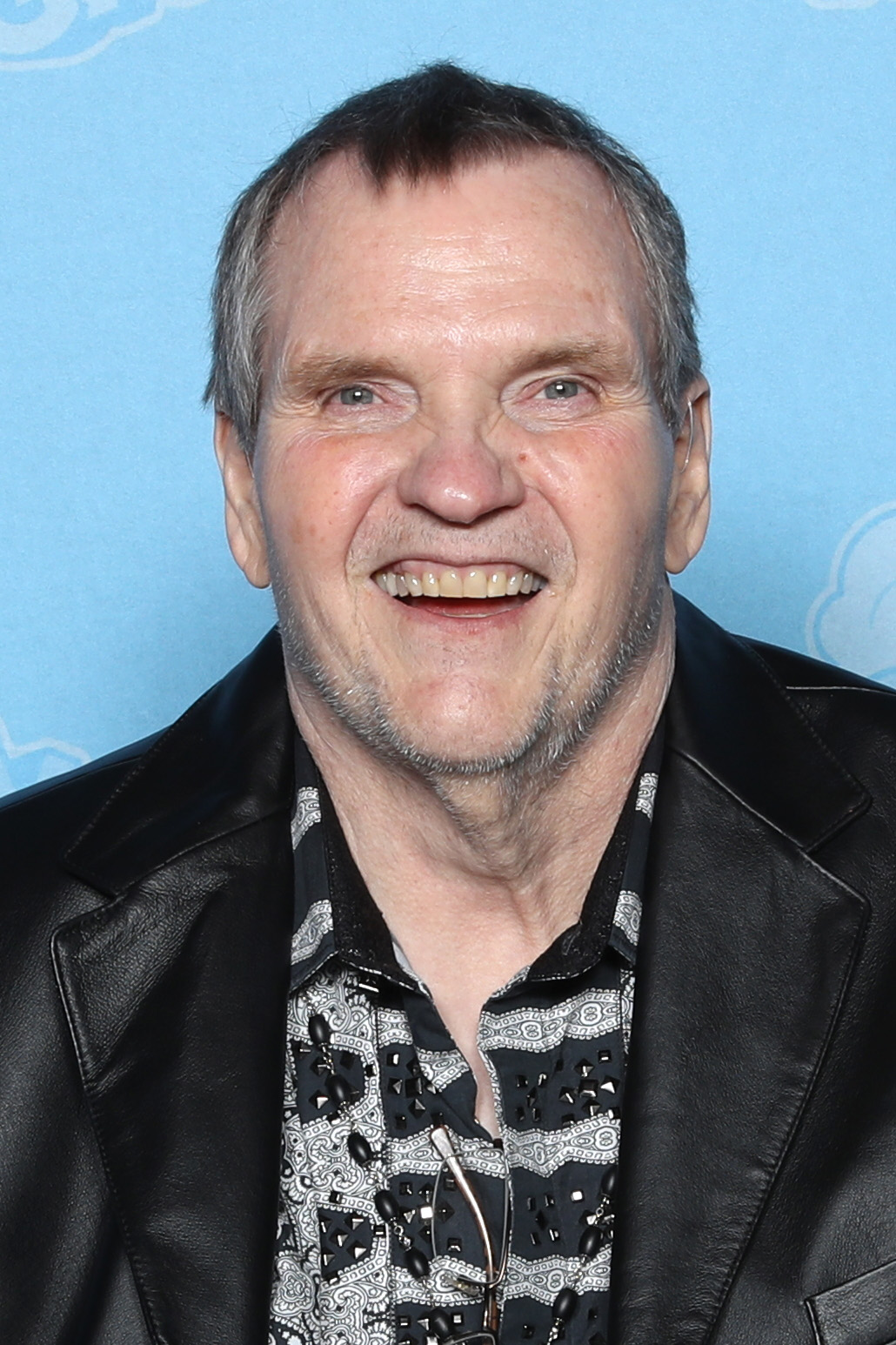
20. Januar: Meat Loaf (2019) (74)
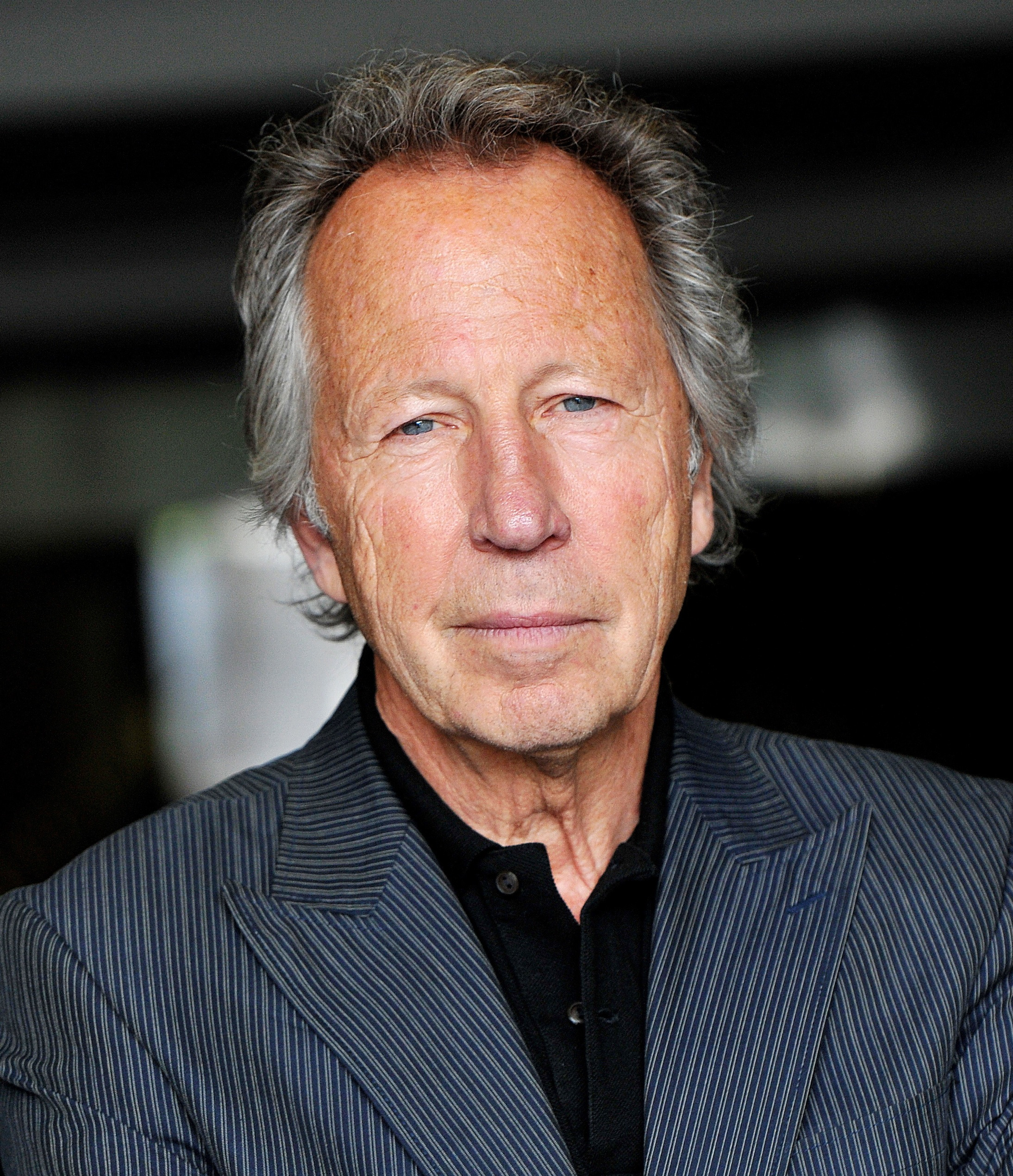
22. Januar: Hartmut Becker (2012) (83)
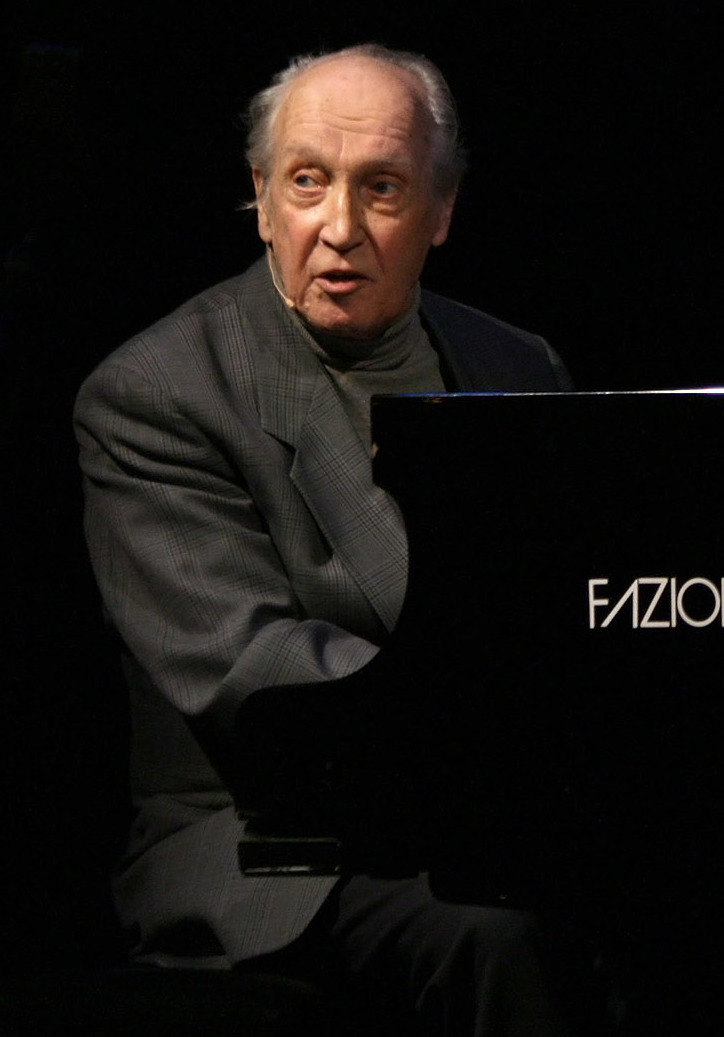
26. Januar: Ernst Stankovski (2011) (93)
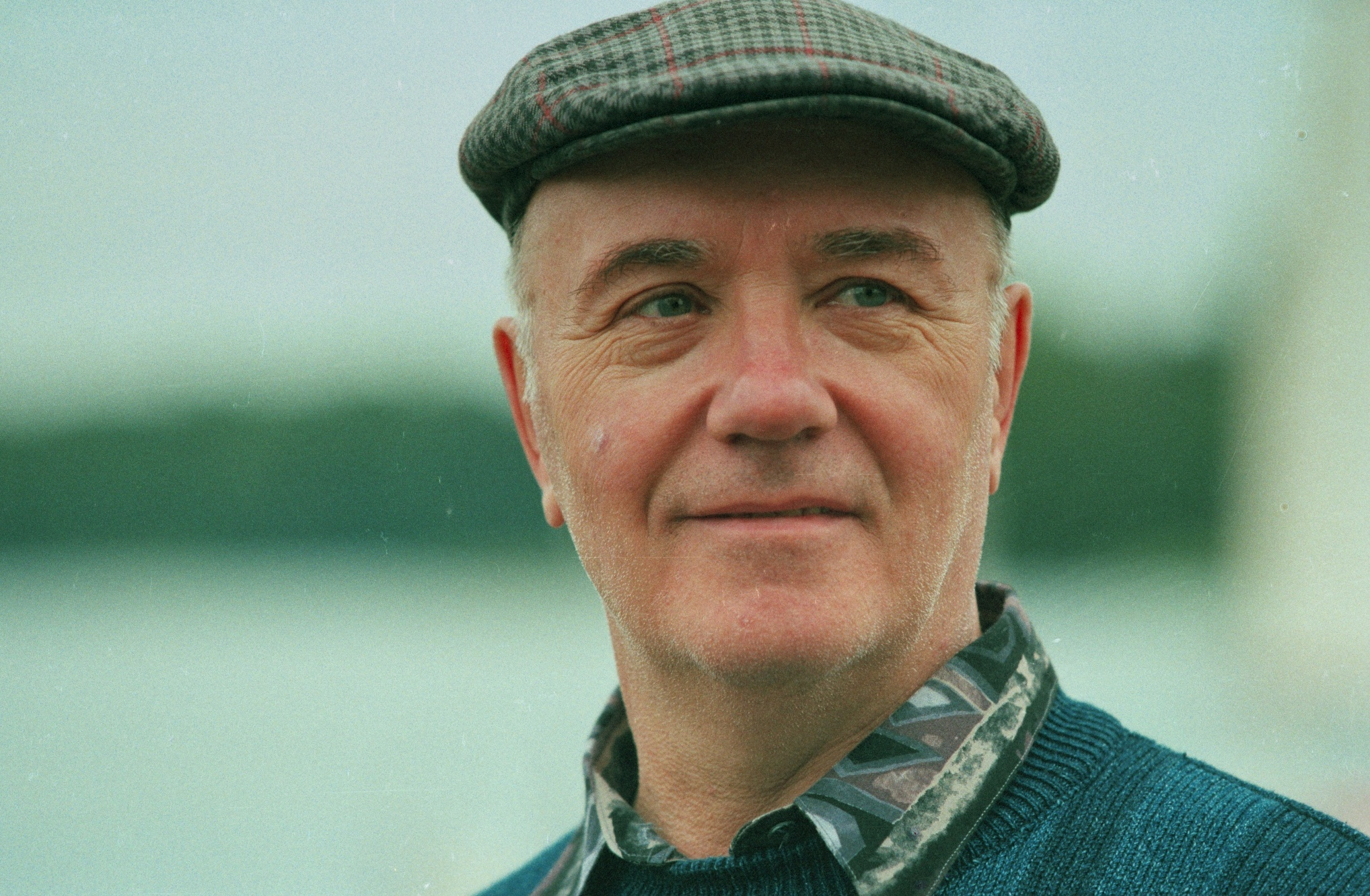
30. Januar: Leonid Kurawljow (1997) (85)
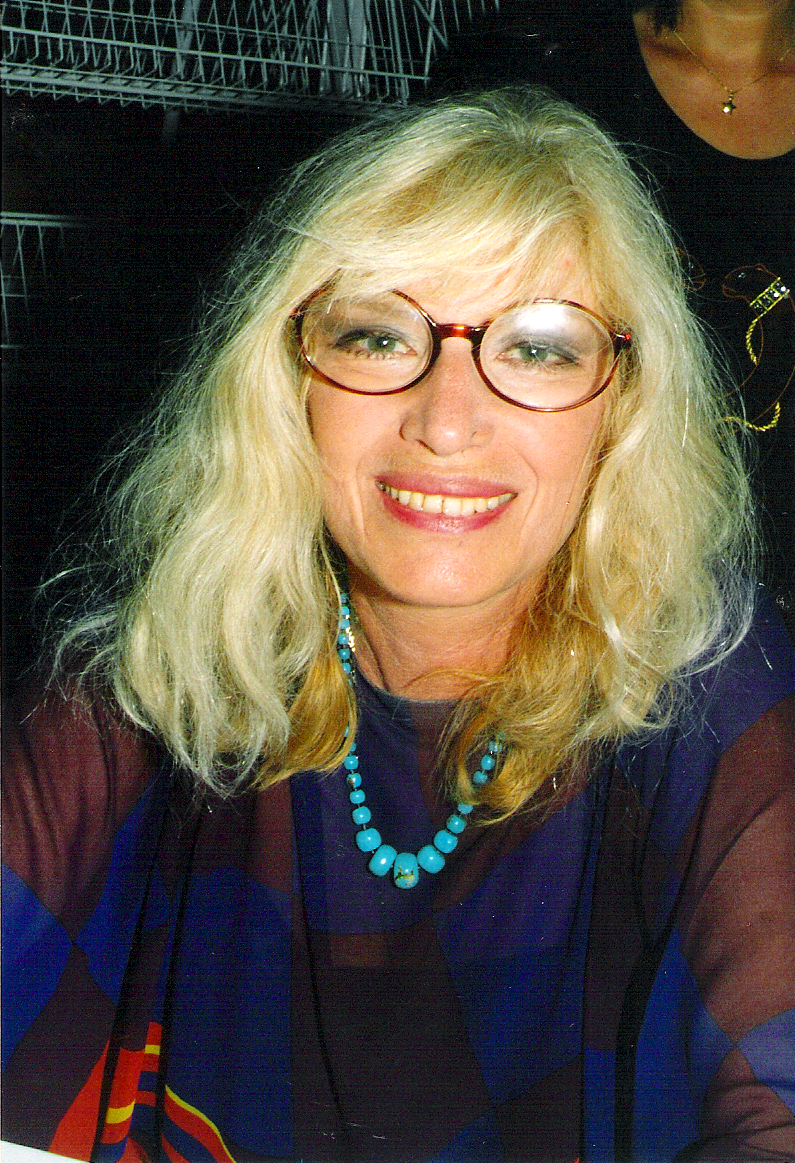
2. Februar: Monica Vitti (2008) (90)
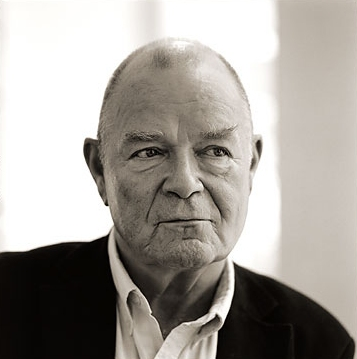
3. Februar: Dieter Mann (2007) (80)
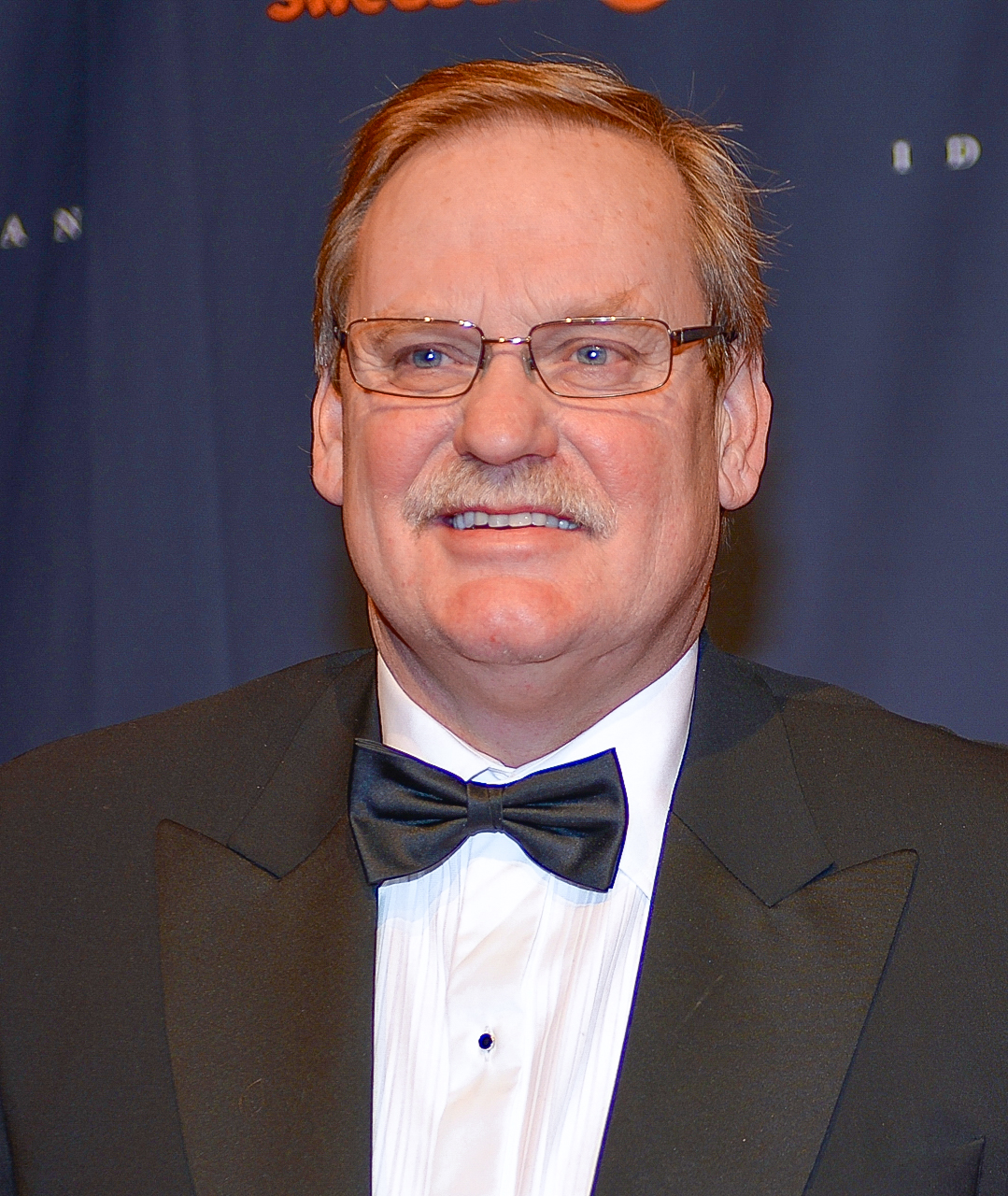
6. Februar: Ronnie Hellström (2014) (72)
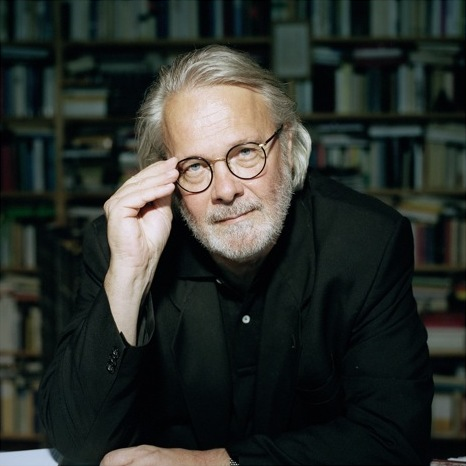
8. Februar: Gerhard Roth (2012) (79)
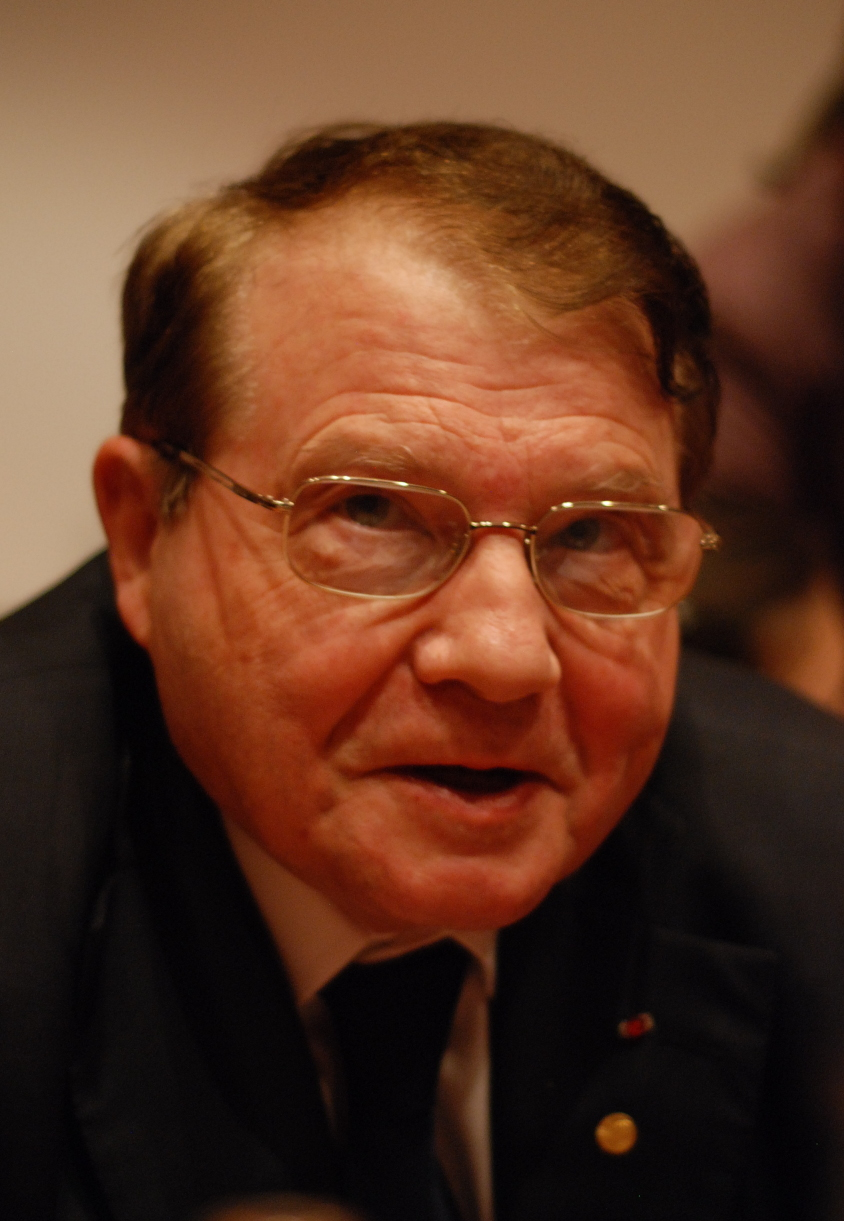
8. Februar: Luc Montagnier (2008) (89)
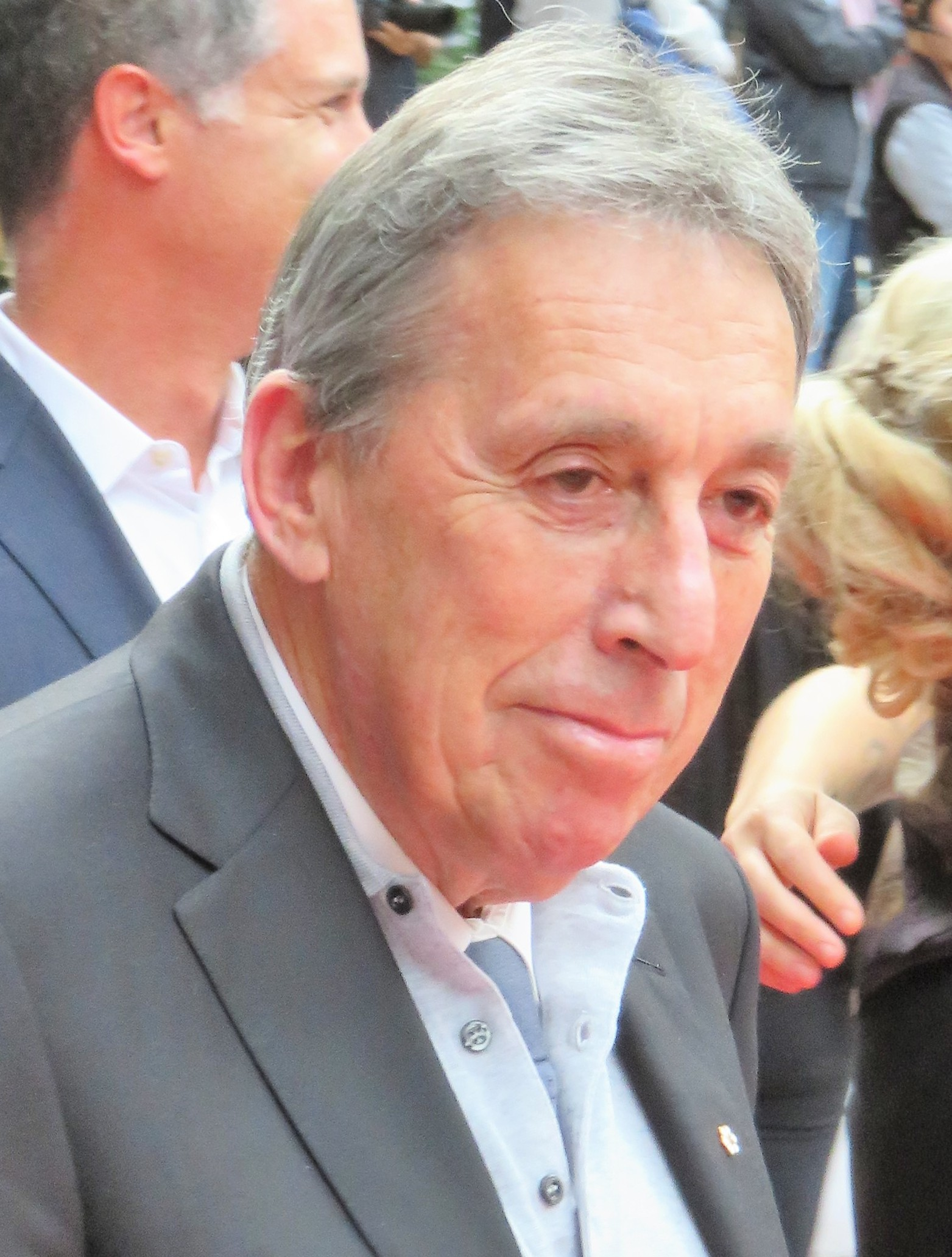
12. Februar: Ivan Reitman (2018) (75)
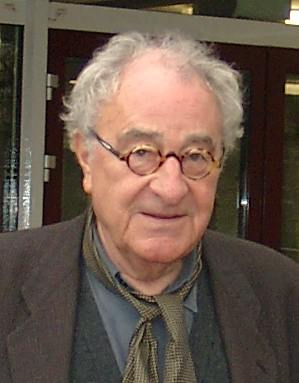
15. Februar: Peter Merseburger (2004) (93)
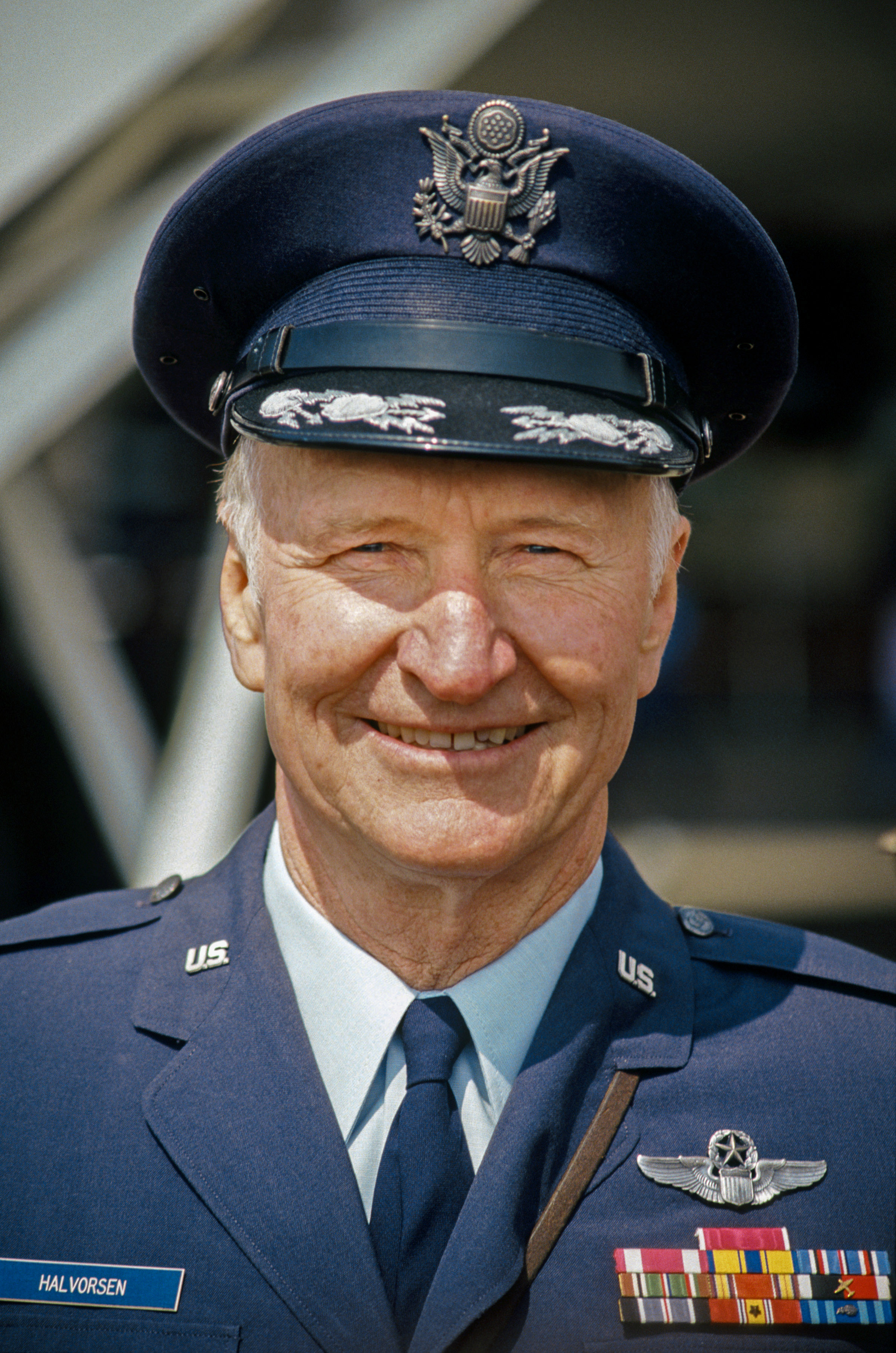
16. Februar: Gail Halvorsen (etwa 1983) (101)
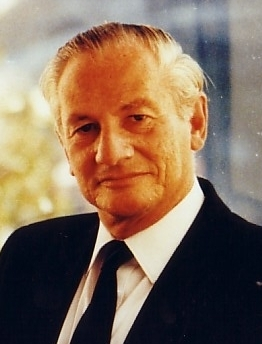
18. Februar: Gabriel Bach (2012) (94)
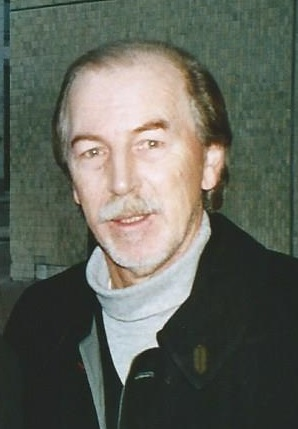
10. März: Jürgen Grabowski (2005) (77)
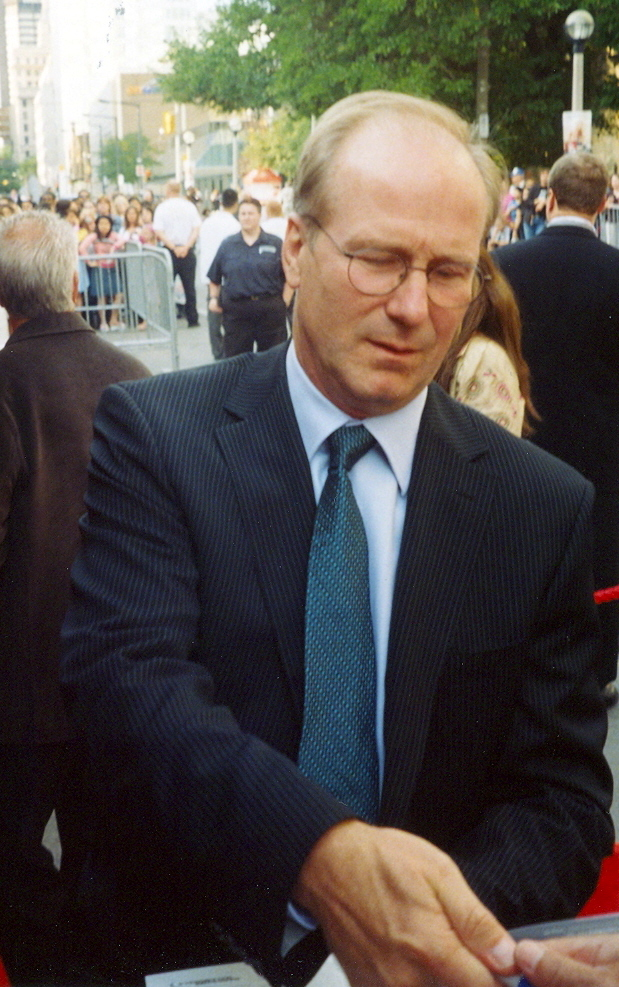
13. März: William Hurt (2005) (72)
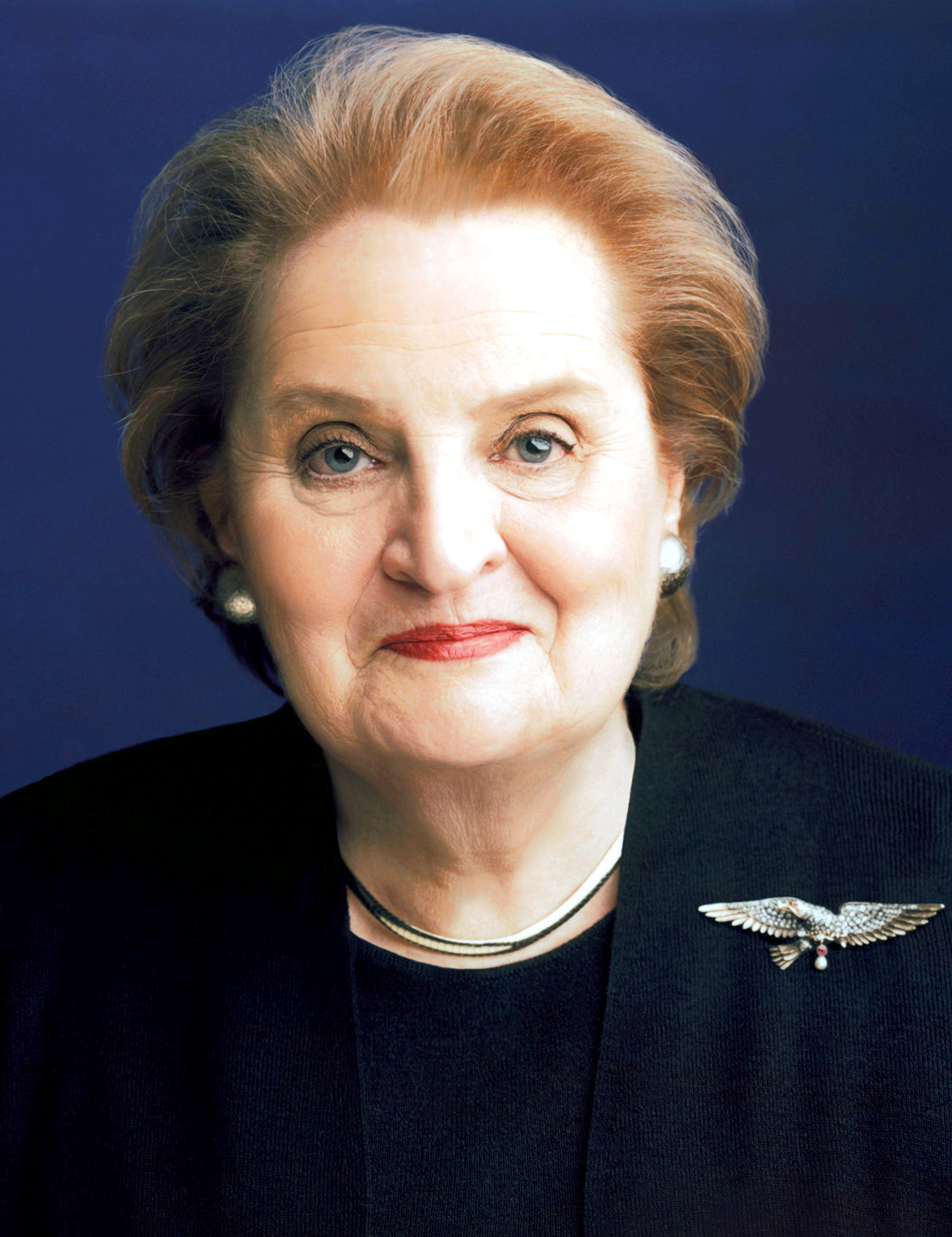
23. März: Madeleine Albright (1997) (84)
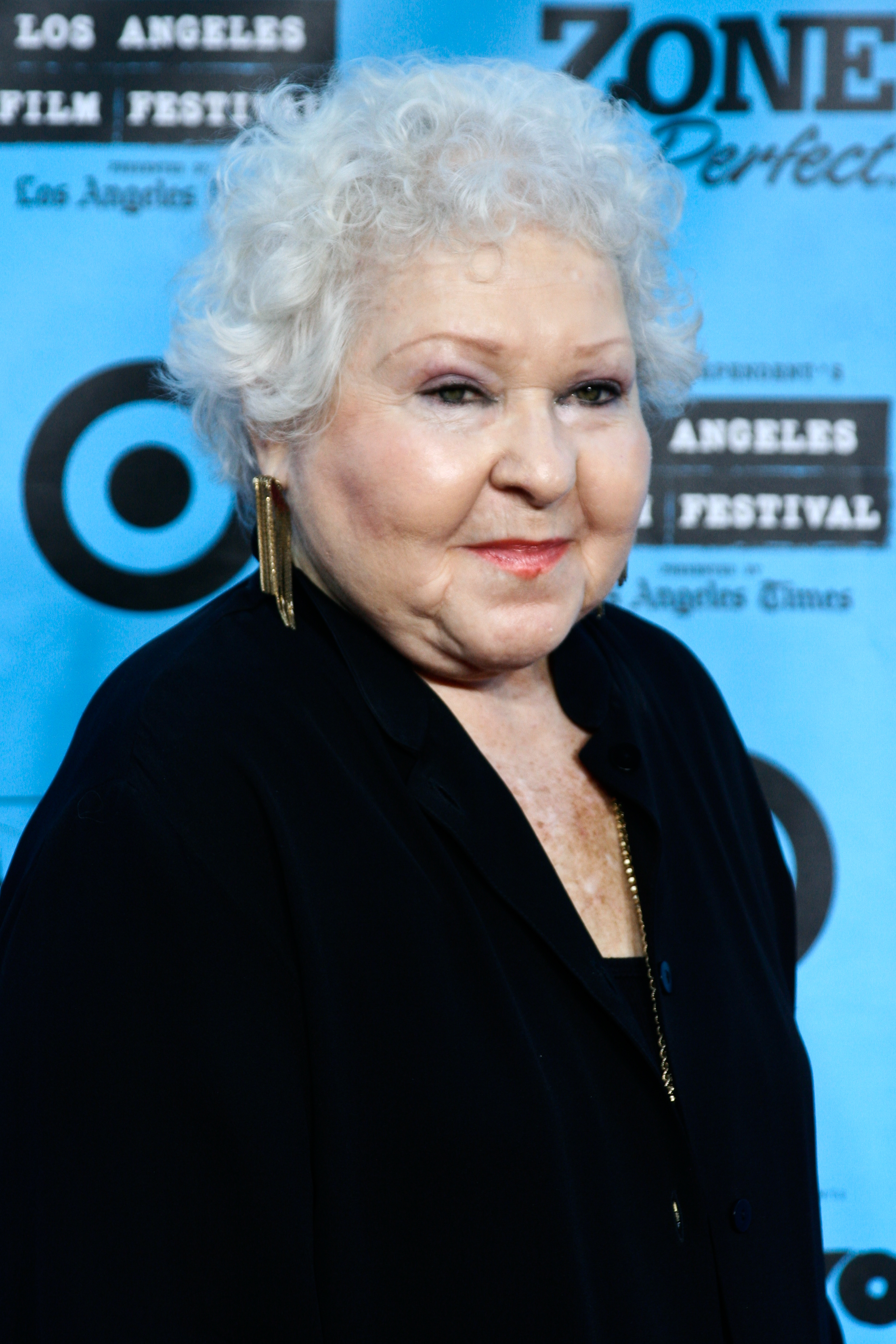
2. April: Estelle Harris (2009) (94)
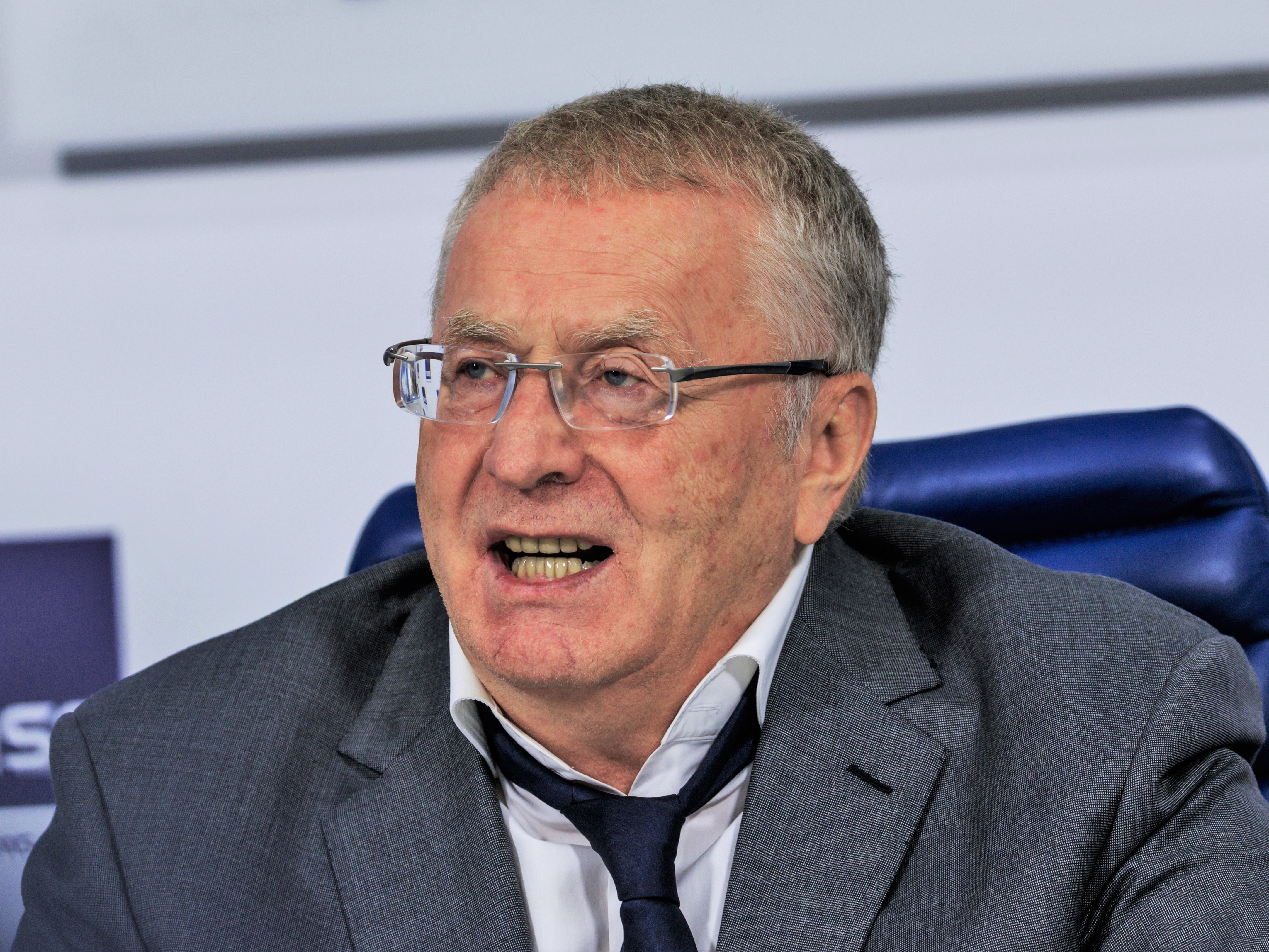
6. April: Wladimir Schirinowski (2016) (75)
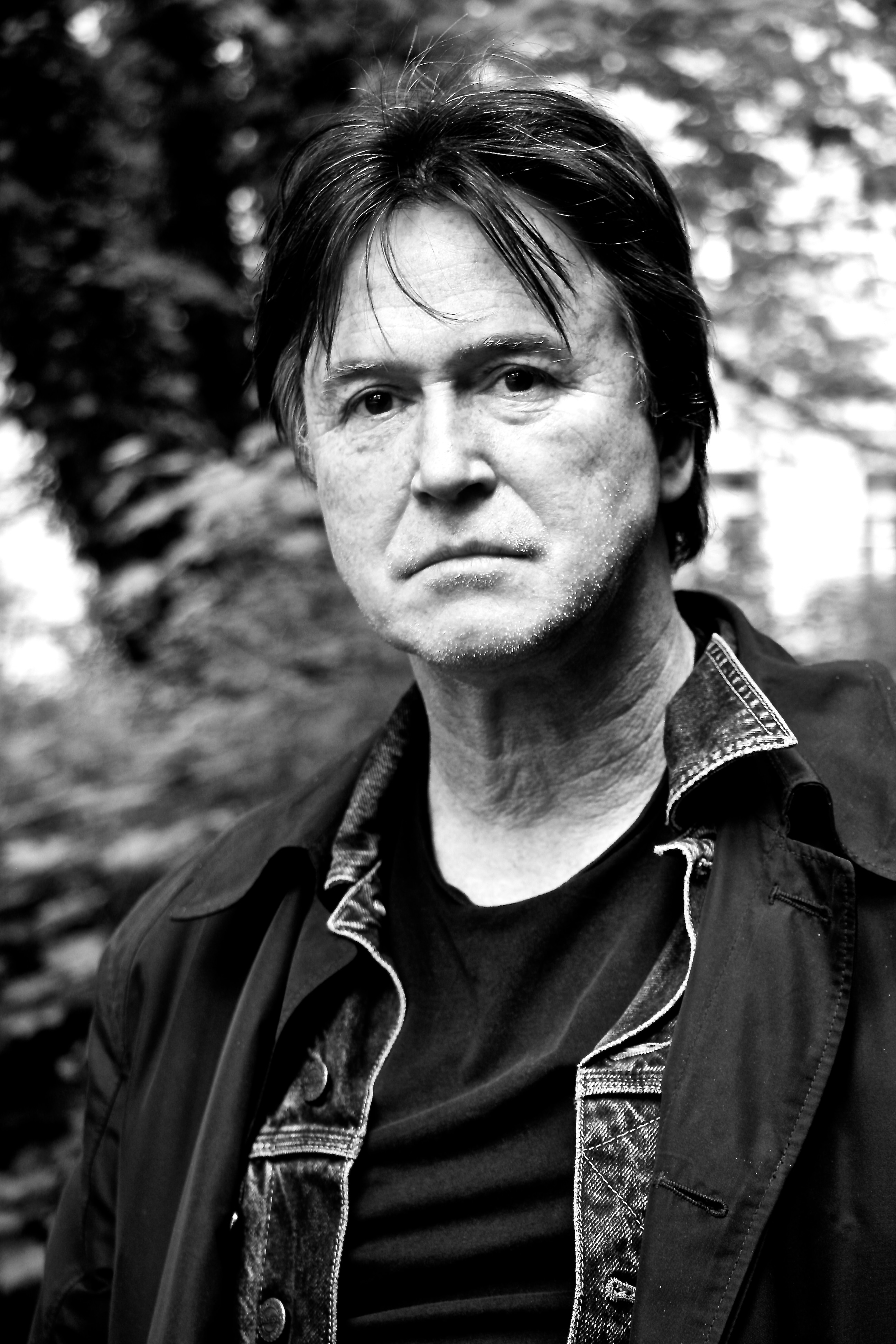
8. April: Uwe Bohm (2019) (60)
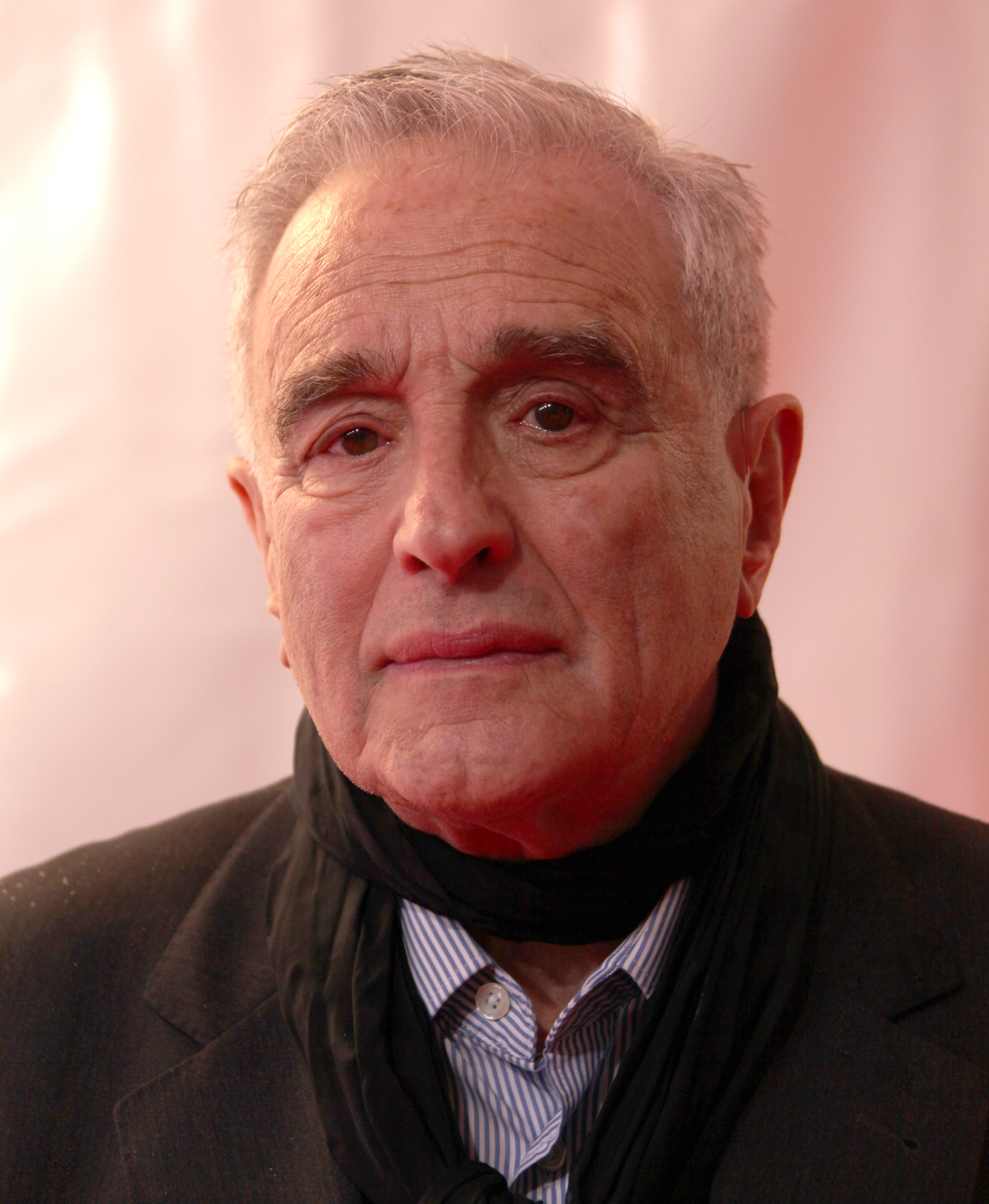
9. April: Michael Degen (2012) (94)
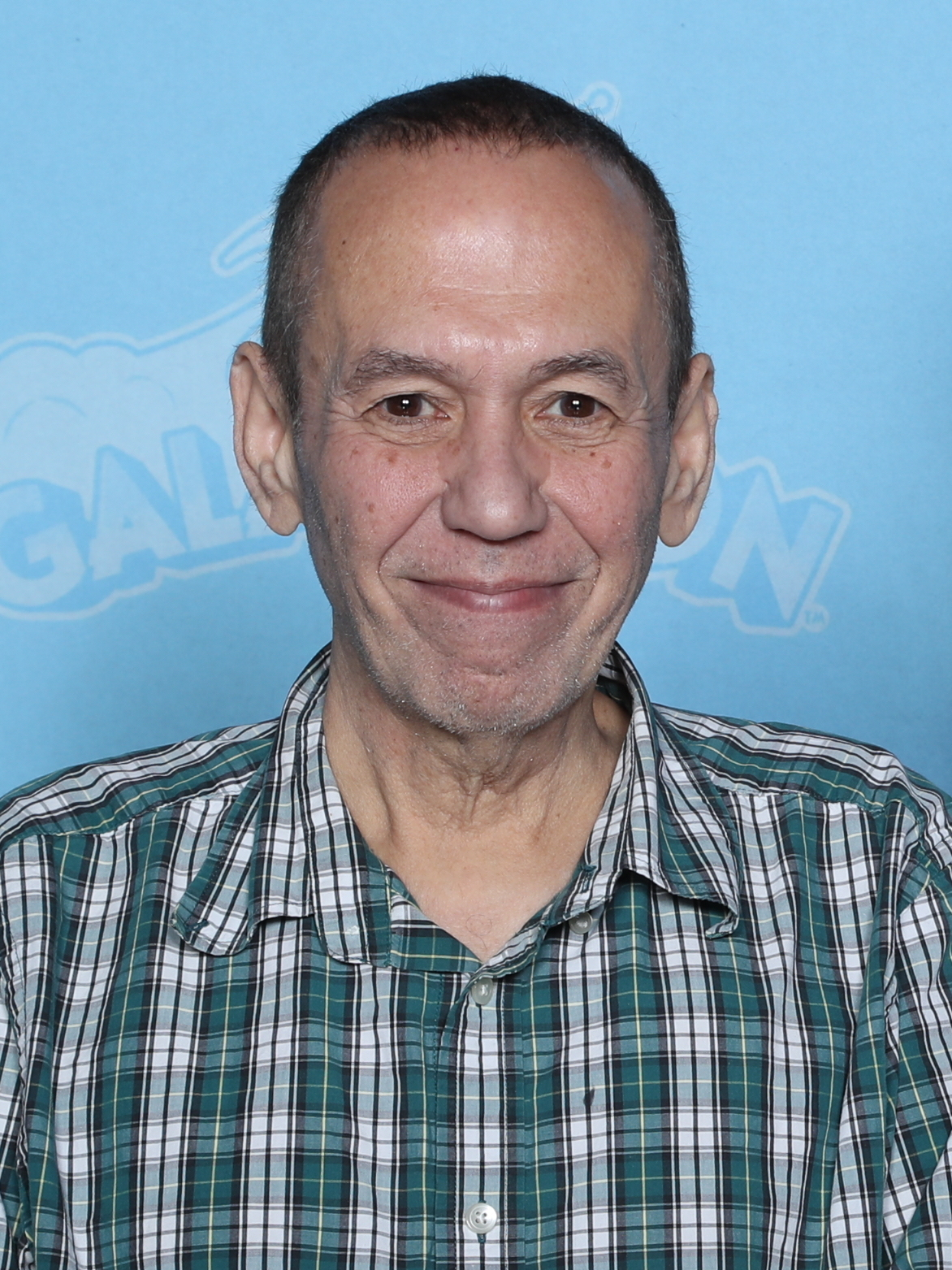
12. April: Gilbert Gottfried (2020) (67)
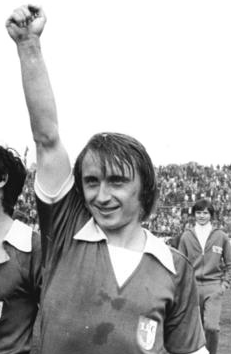
16. April: Joachim Streich (1978) (71)
18. April: Hermann Nitsch (2009) (83)
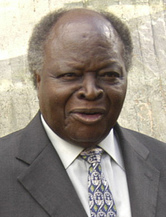
21. April: Mwai Kibaki (2006) (90)
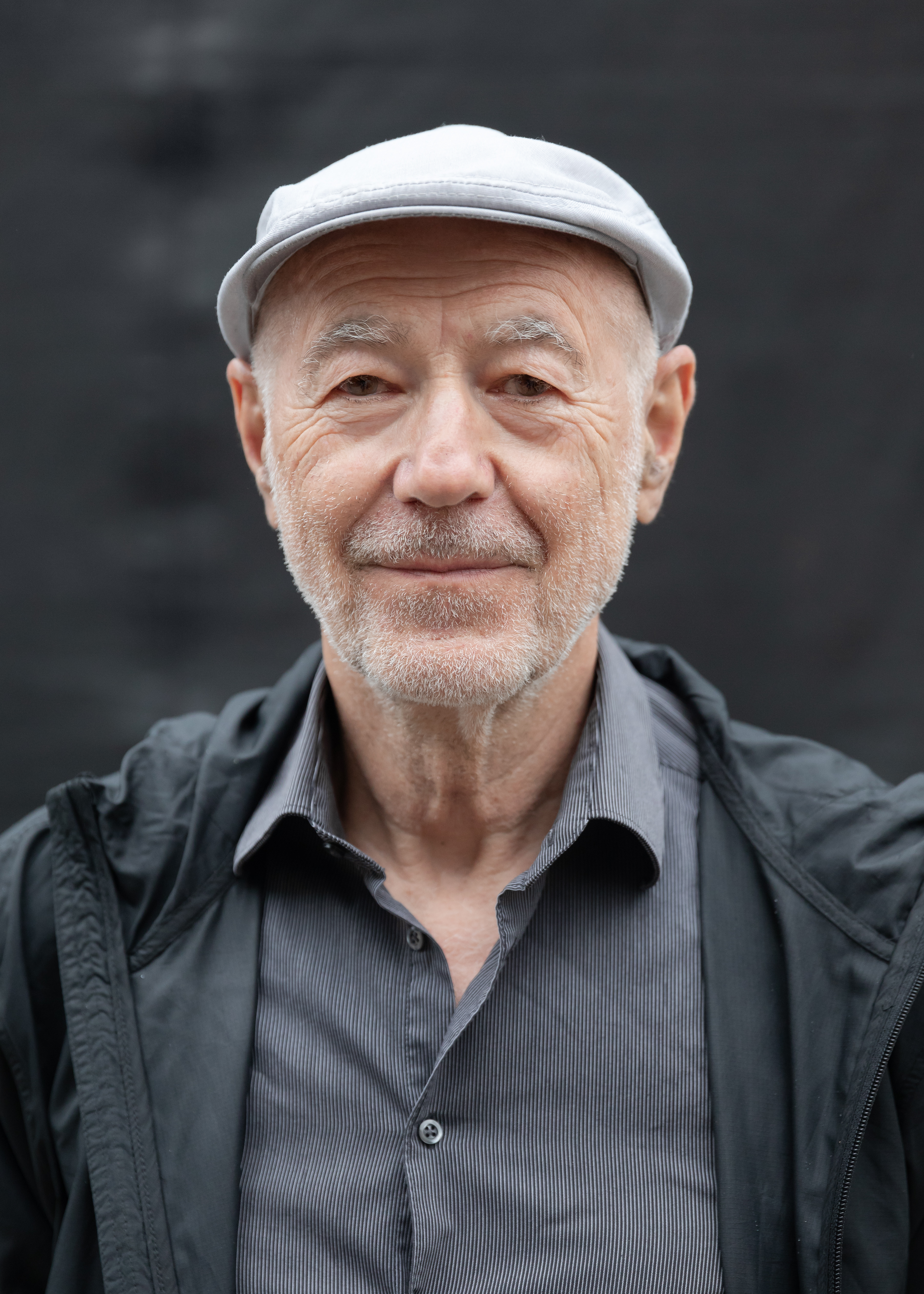
24. April: Willi Resetarits (2018) (73)
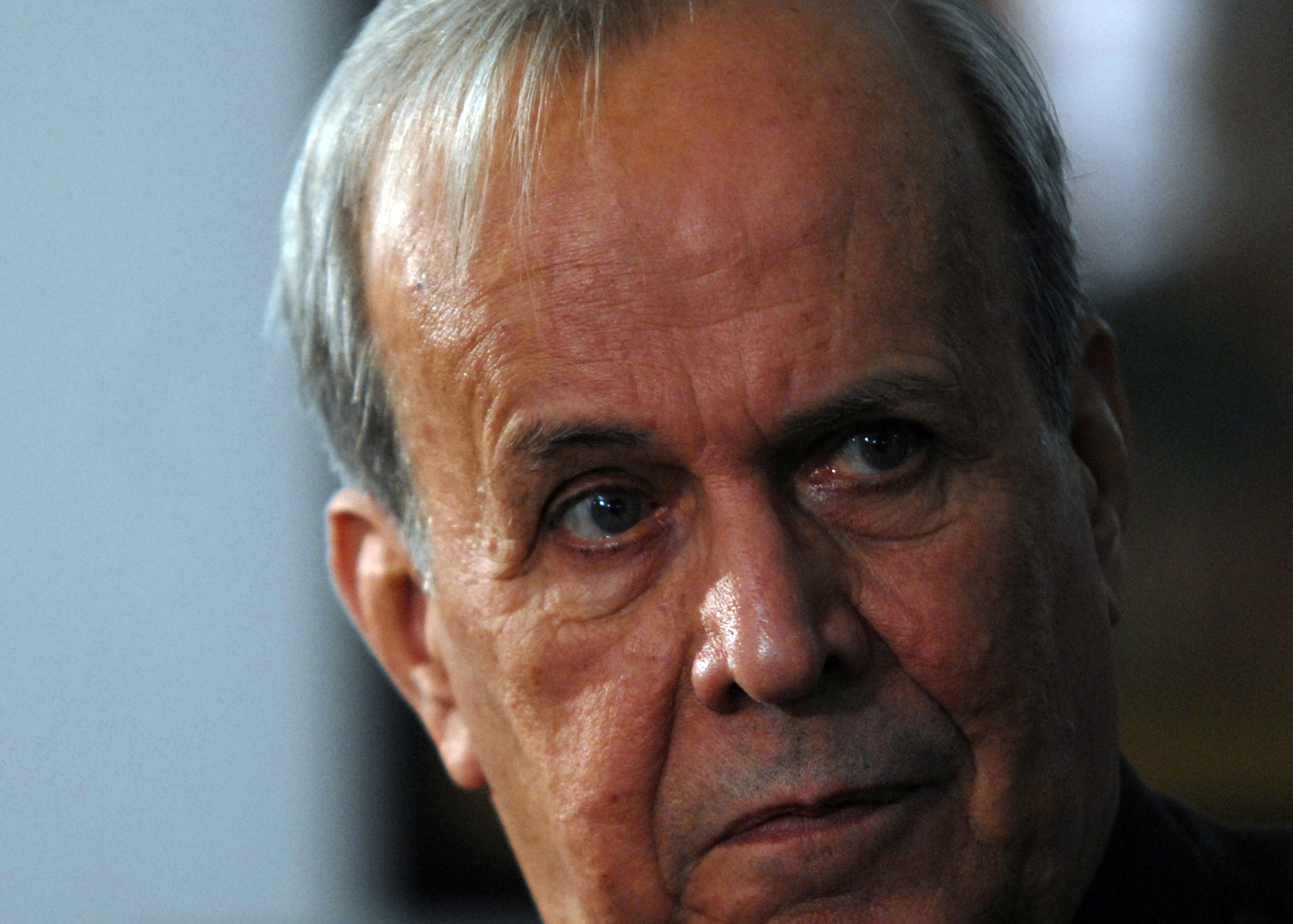
1. Mai: Ricardo Alarcón (2008) (84)
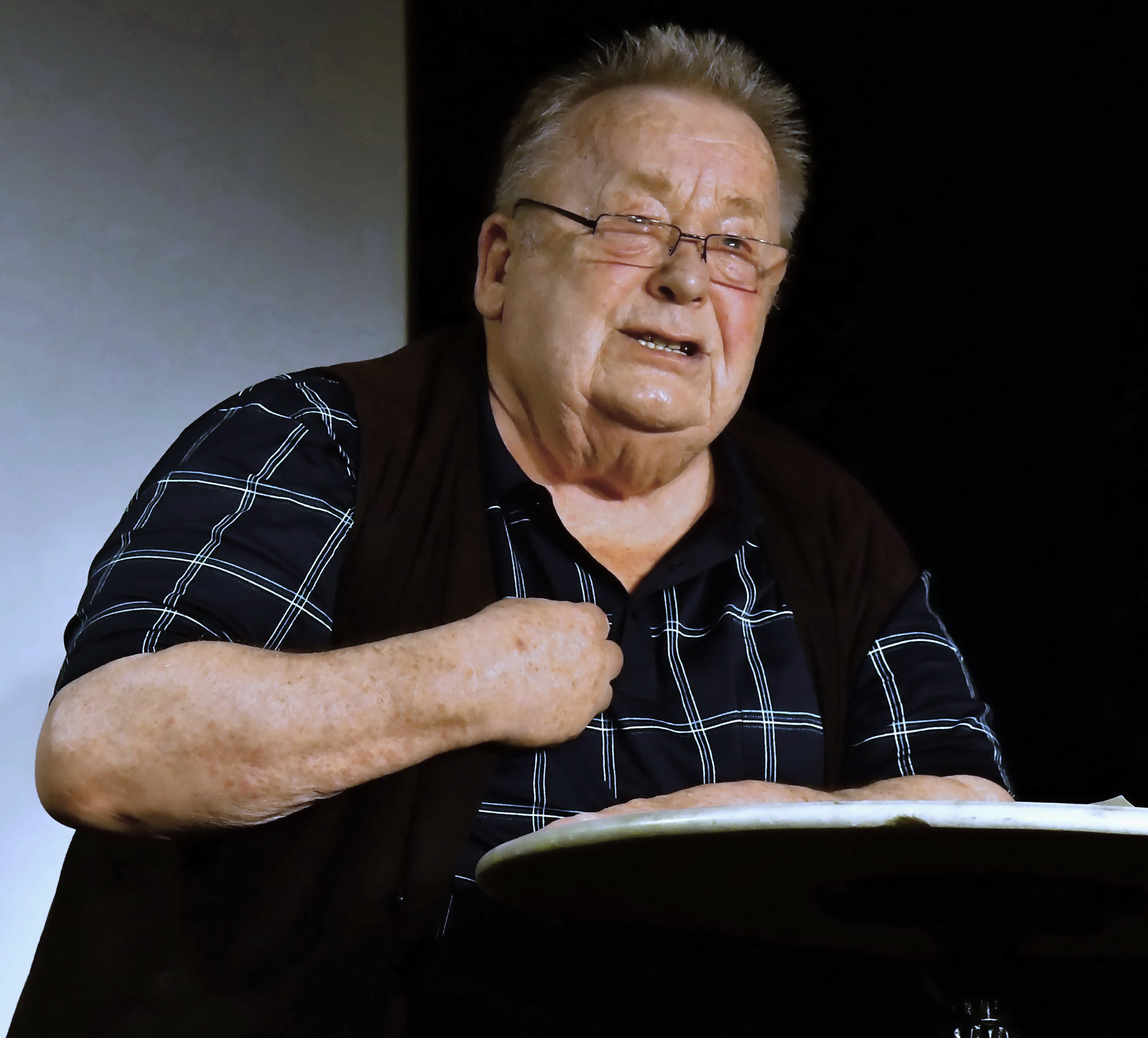
15. Mai: Rainer Basedow (2017) (83)
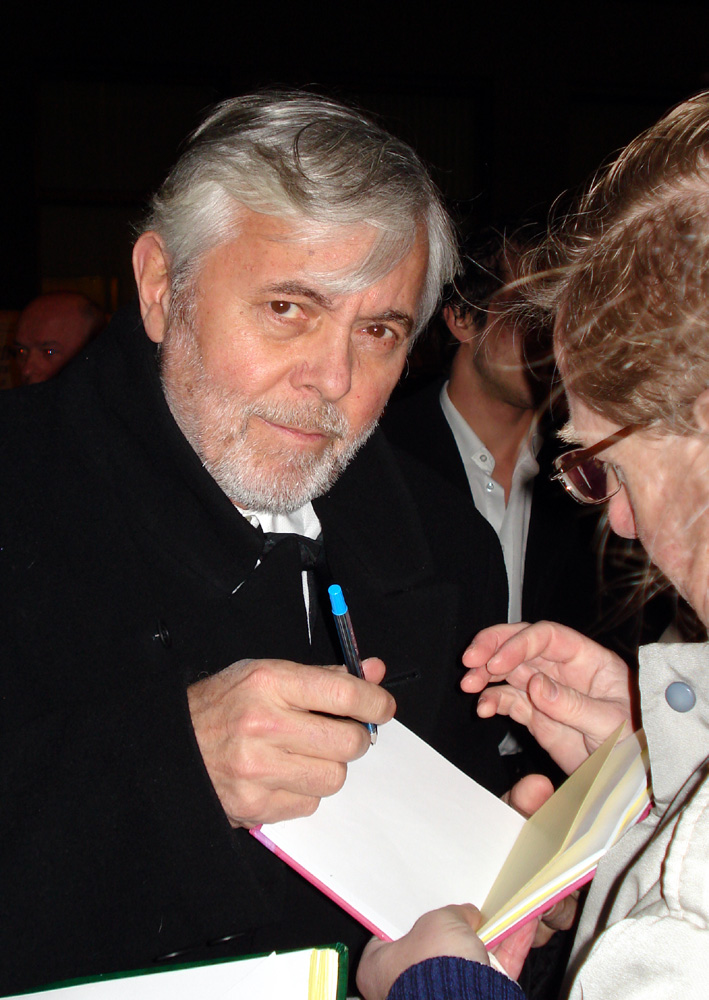
16. Mai: Josef Abrhám (2006) (82)
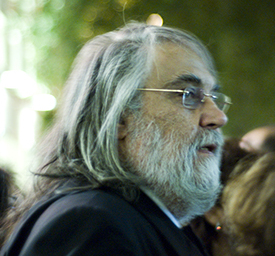
17. Mai: Vangelis (2007) (79)
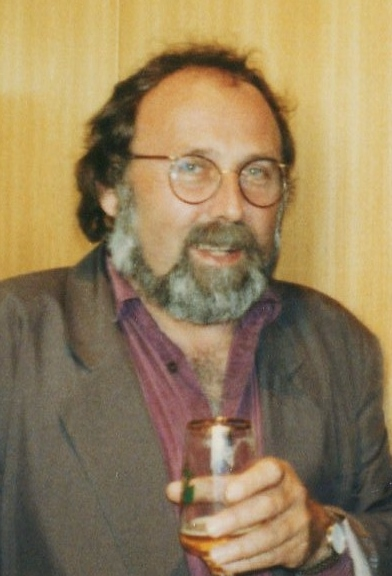
23. Mai: Hans Scheibner (Jahr unbek.) (85)
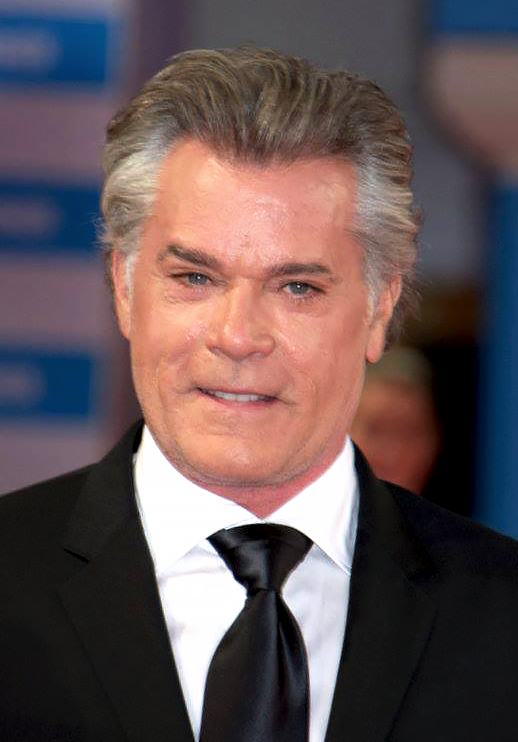
26. Mai: Ray Liotta (2014) (67)
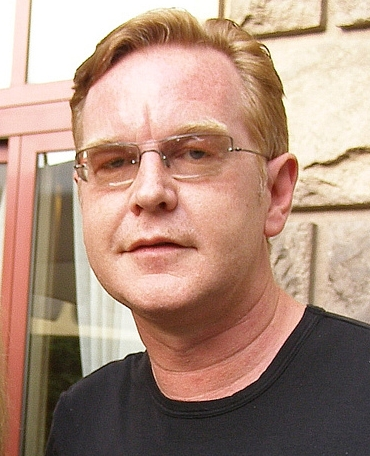
26. Mai: Andrew Fletcher (2006) (60)
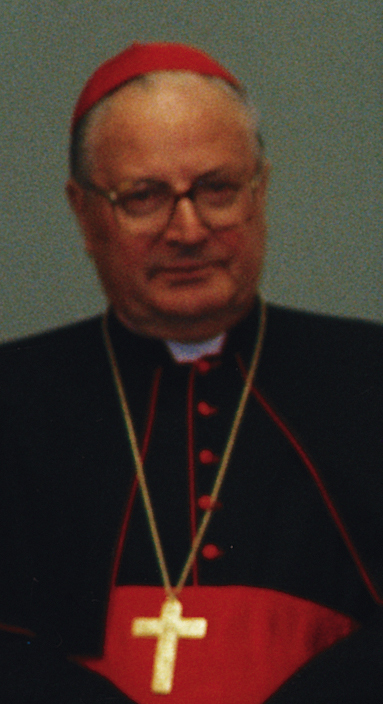
27. Mai: Angelo Sodano (1999) (94)
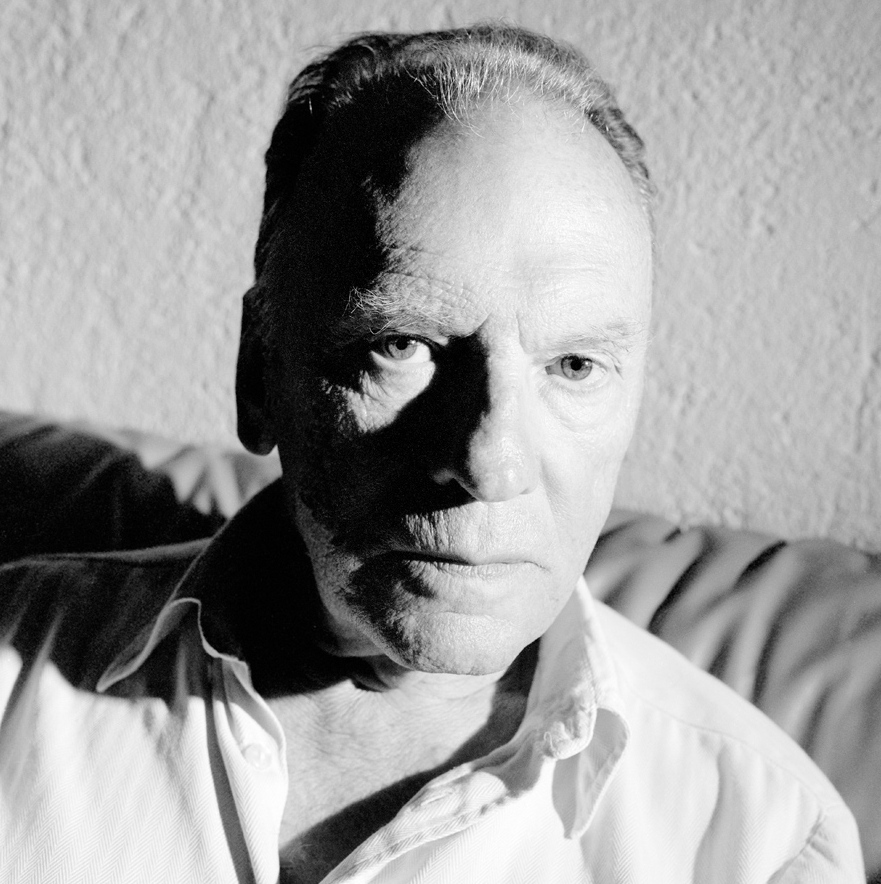
17. Juni: Jean-Louis Trintignant (2007) (91)
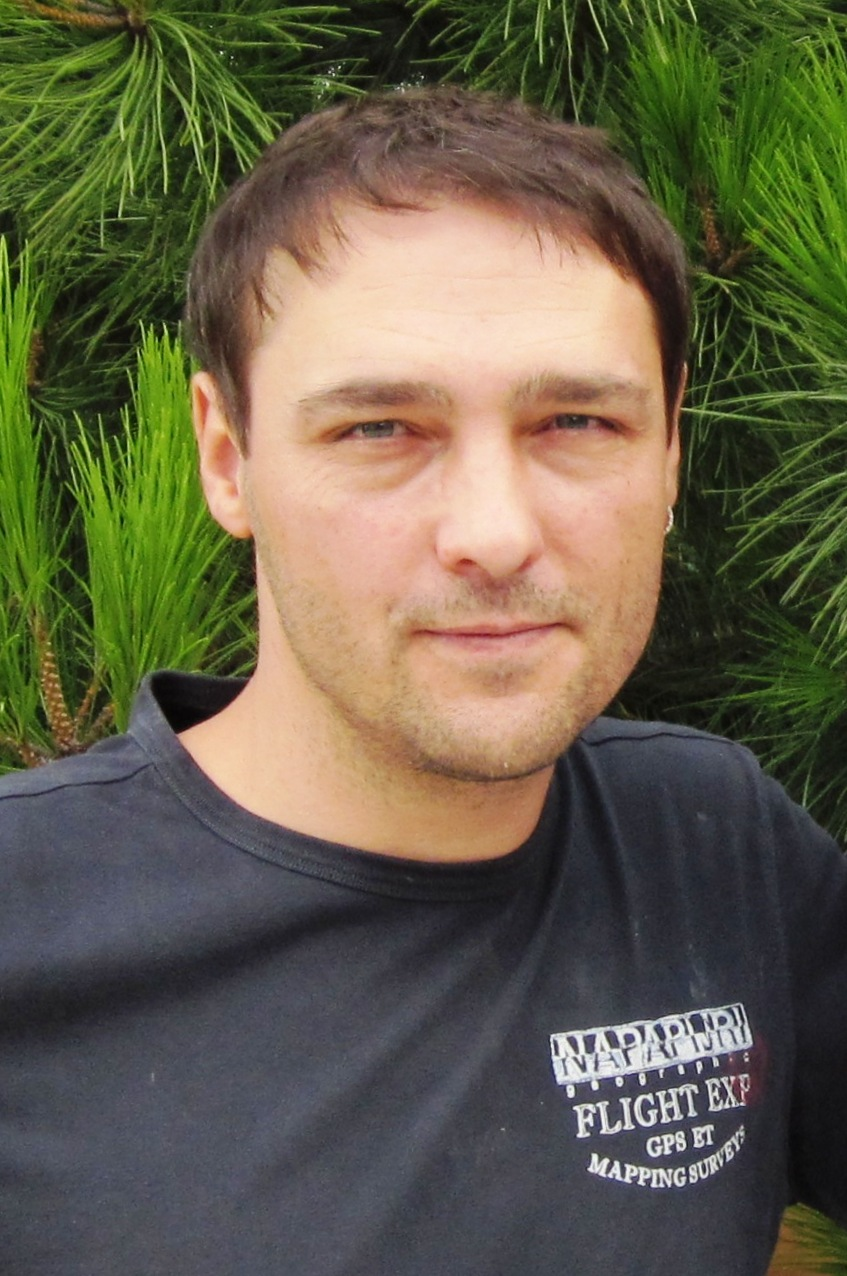
23. Juni: Juri Schatunow (2011) (48)
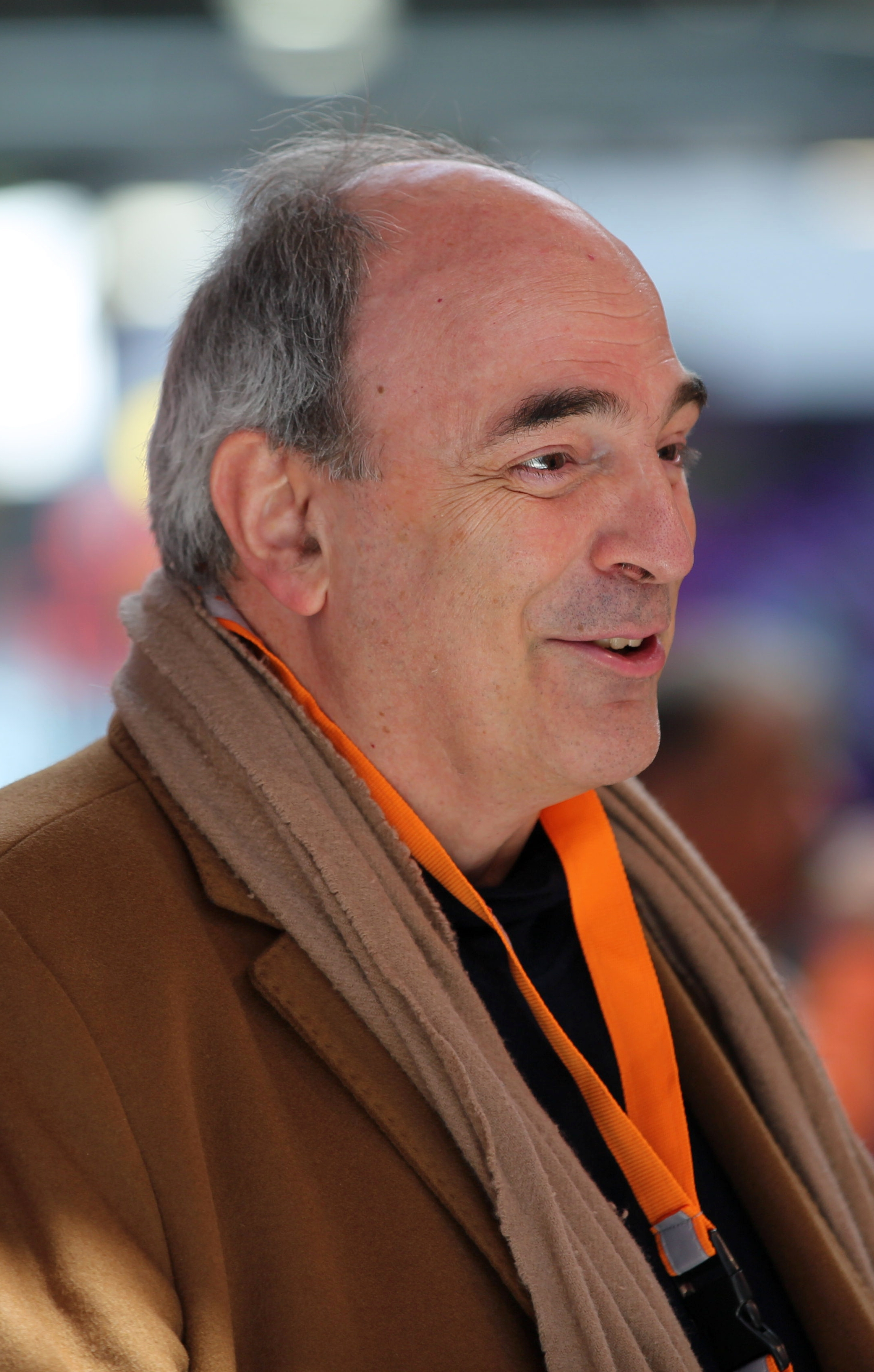
30. Juni: William Cohn (2017) (65)
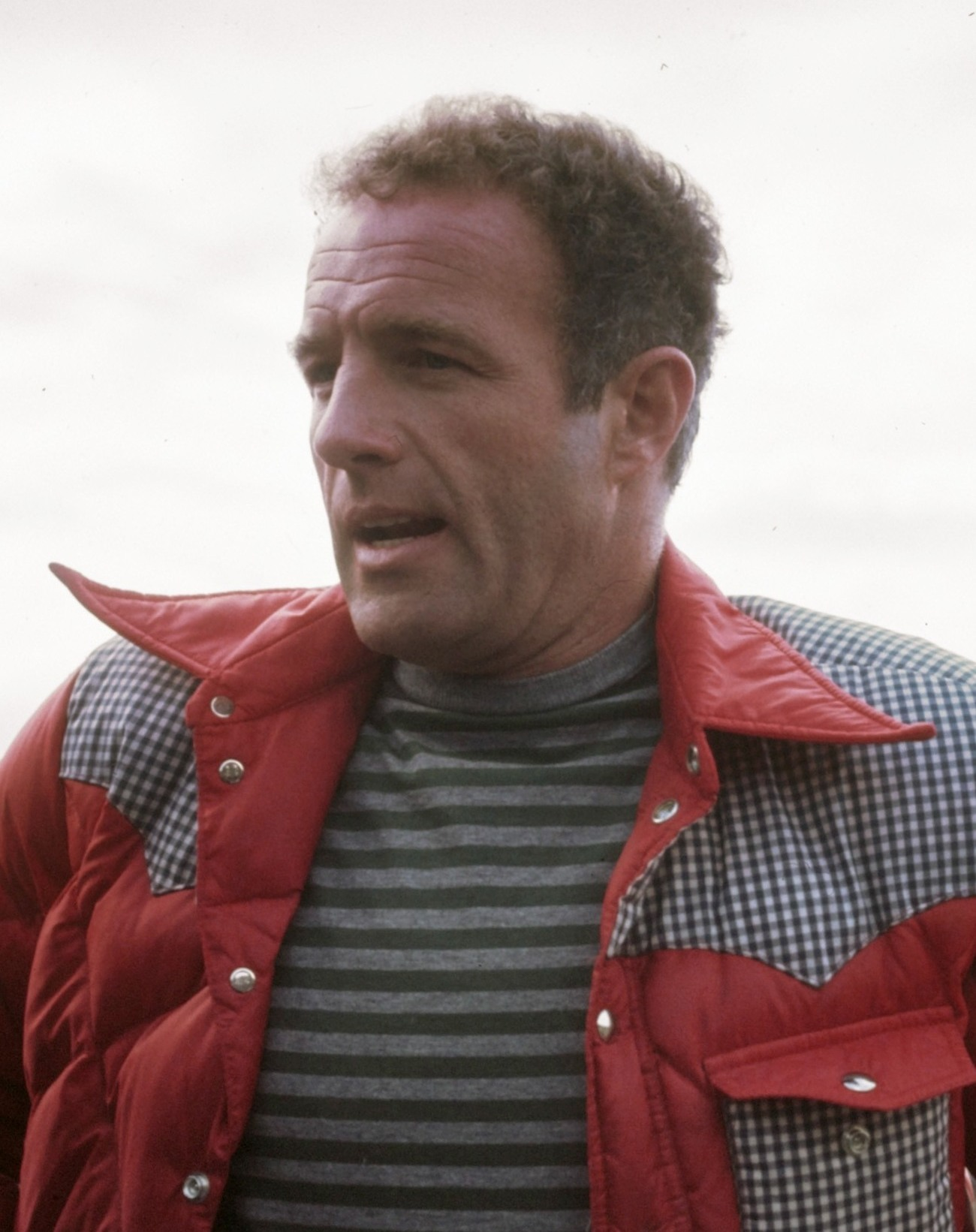
6. Juli: James Caan (1976) (82)
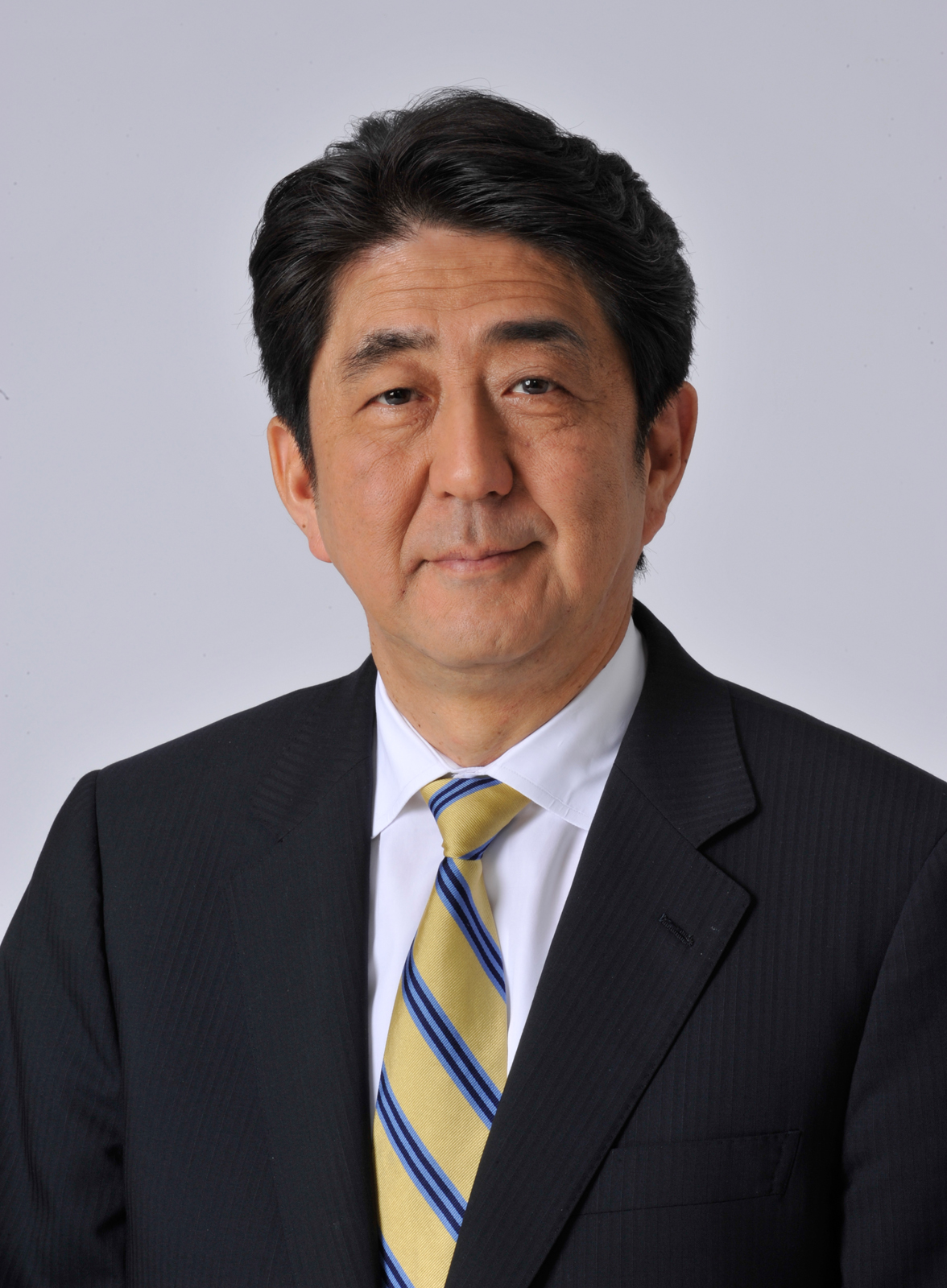
8. Juli: Shinzō Abe (2012) (67)
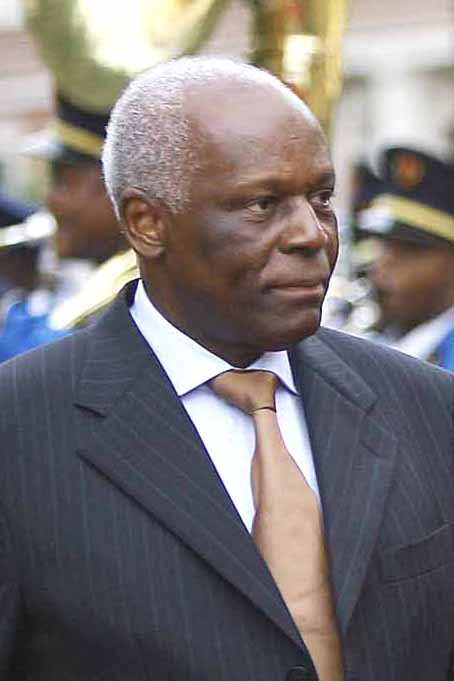
8. Juli: José Eduardo dos Santos (2007) (79)
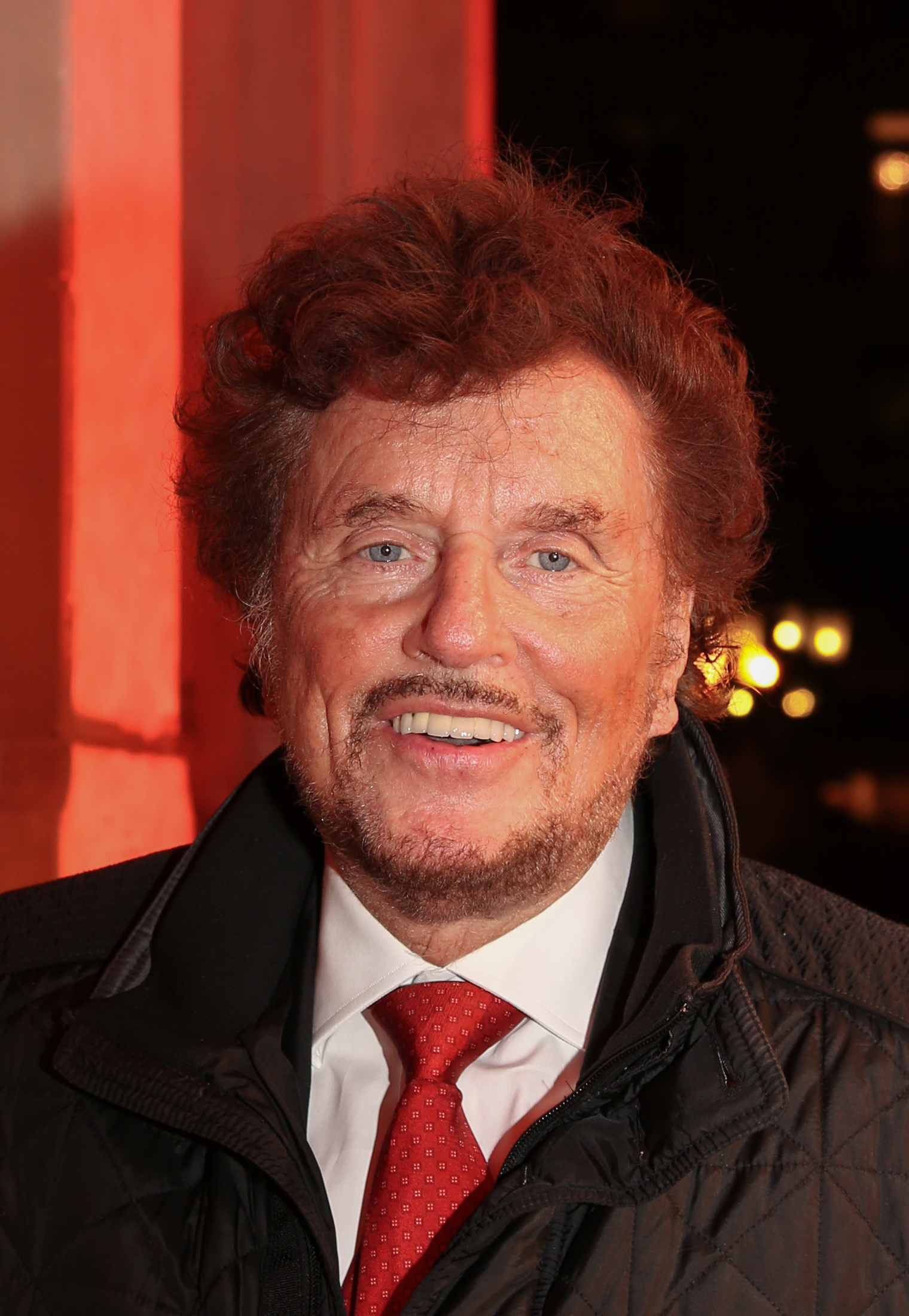
13. Juli: Dieter Wedel (2016) (82)
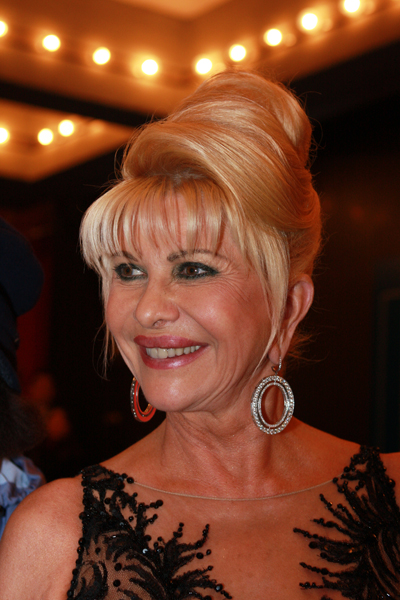
14. Juli: Ivana Trump (2007) (73)
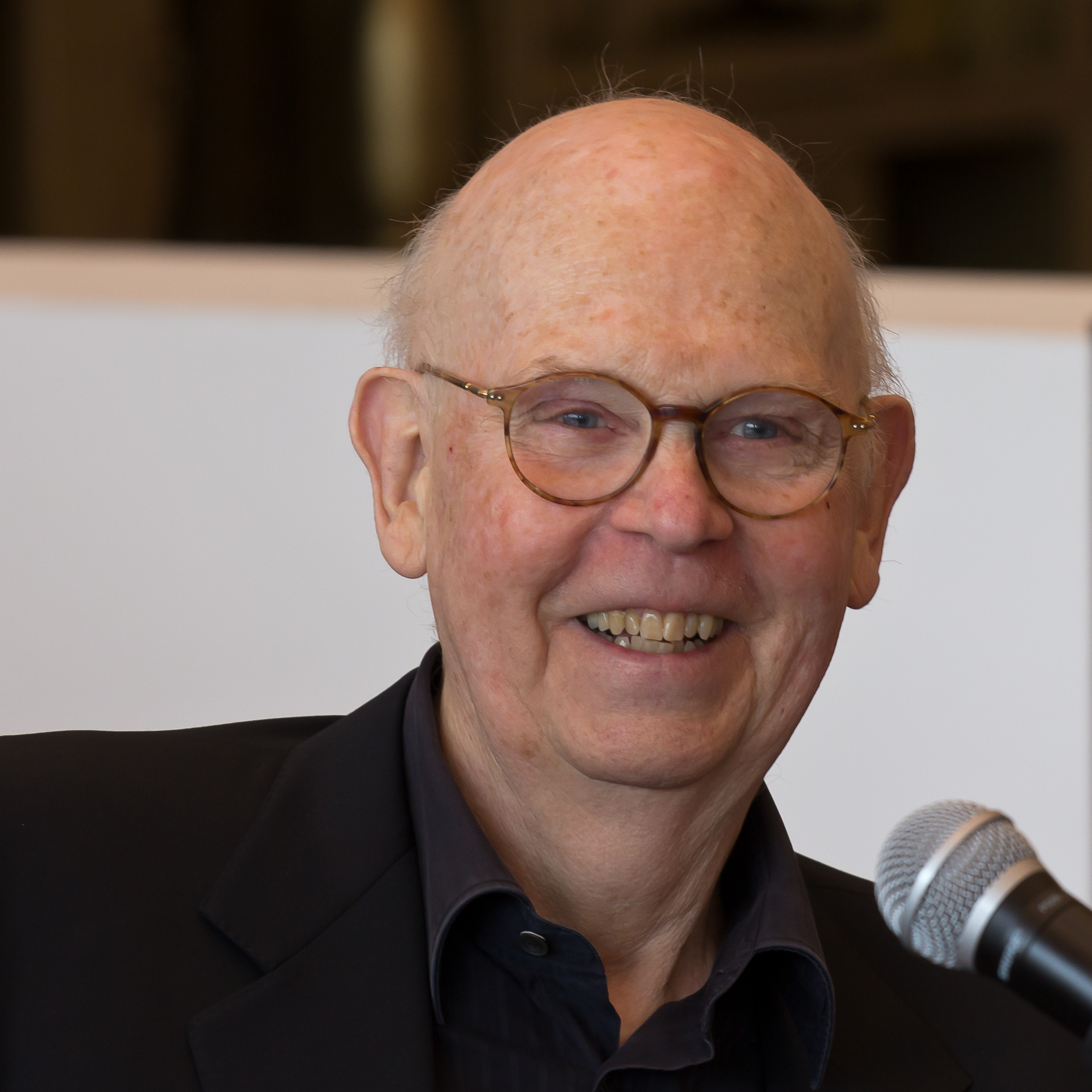
18. Juli: Claes Oldenburg (2012) (93)
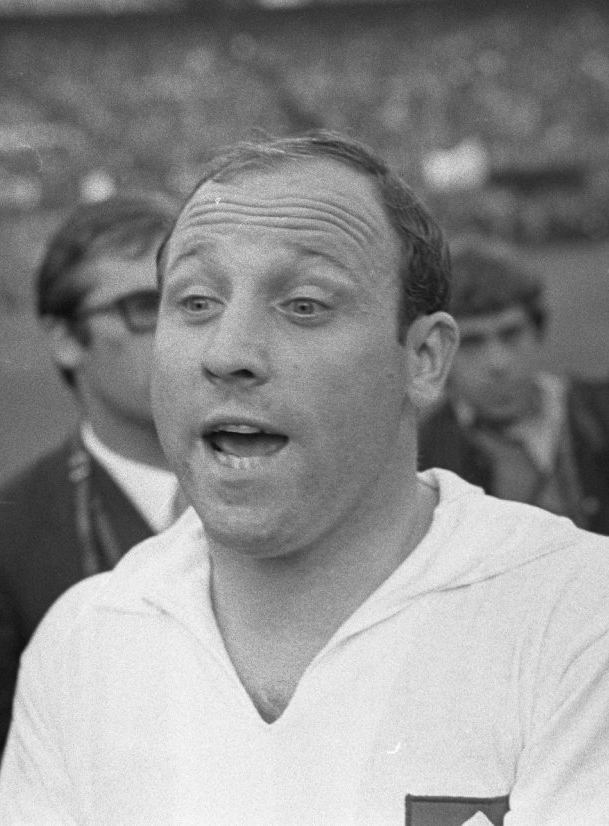
21. Juli: Uwe Seeler (1968) (85)
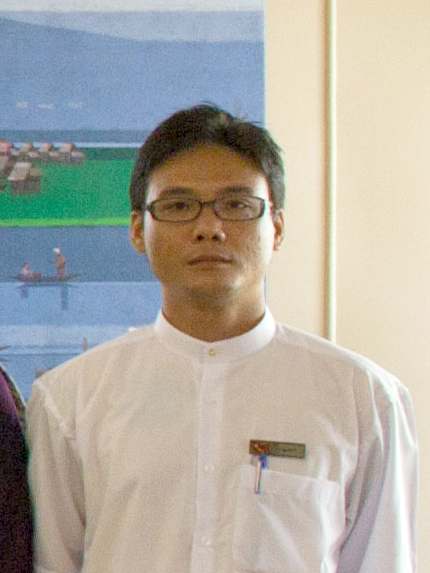
23. Juli: Zayar Thaw (2011) (41)
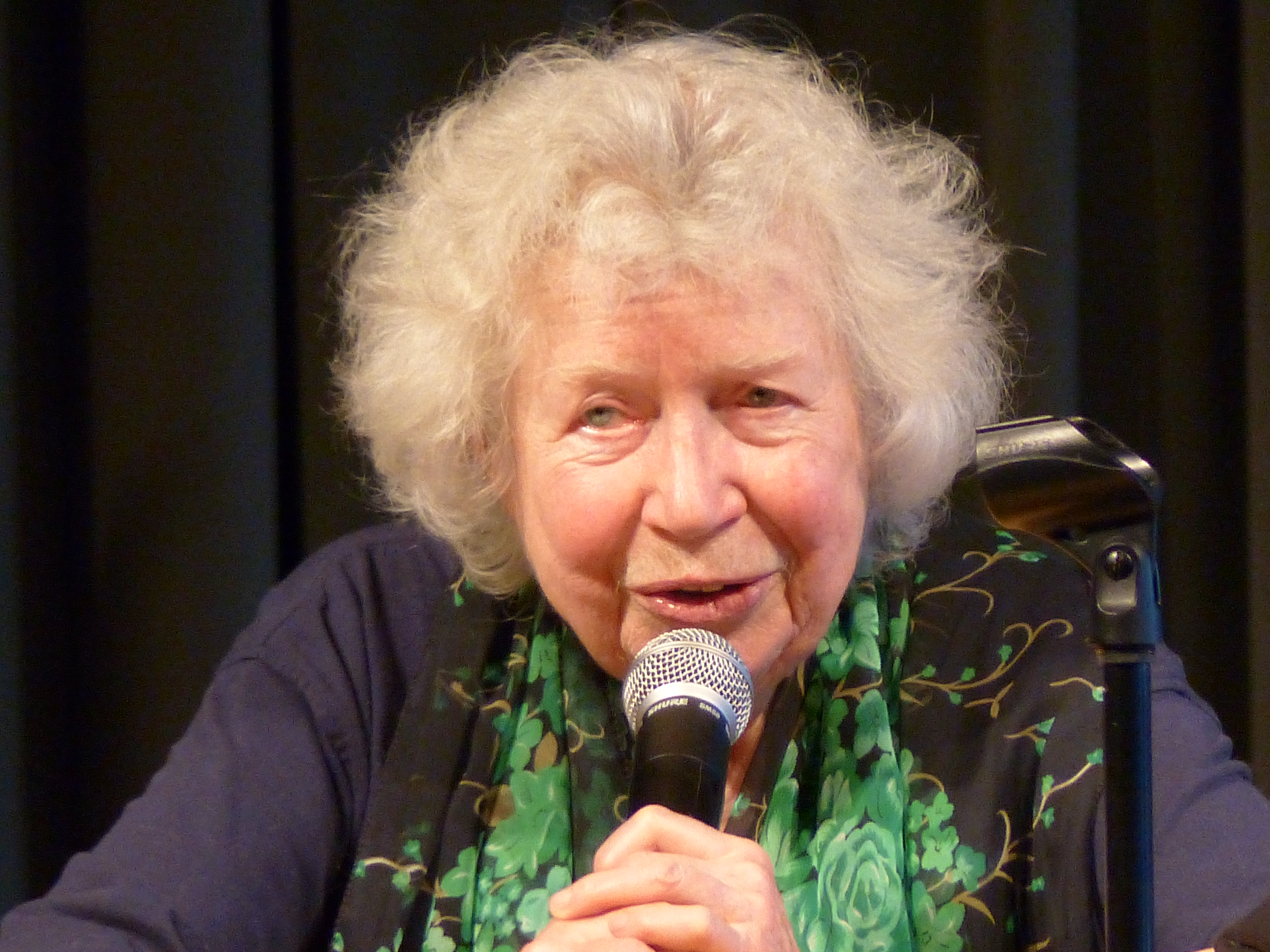
24. Juli: Lotte Ingrisch (2017) (92)
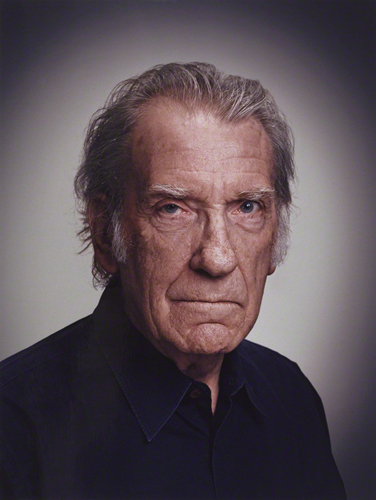
24. Juli: David Warner (2013) (81)
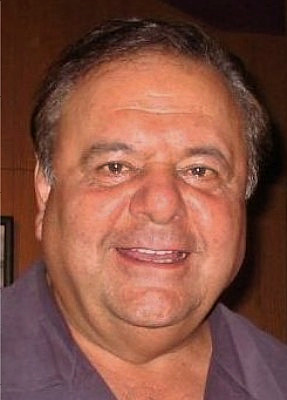
25. Juli: Paul Sorvino (2008) (83)
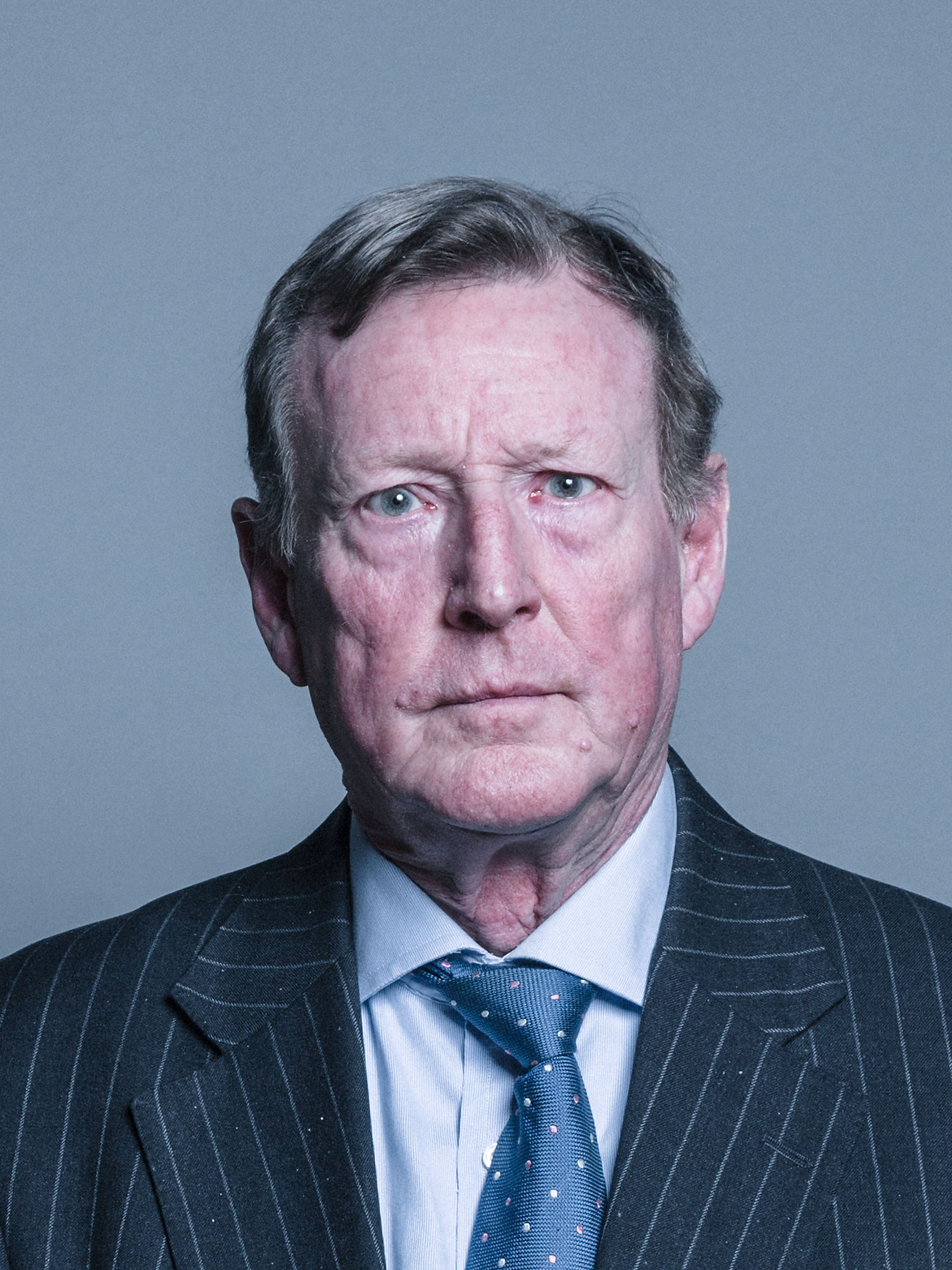
25. Juli: David Trimble (2018) (77)
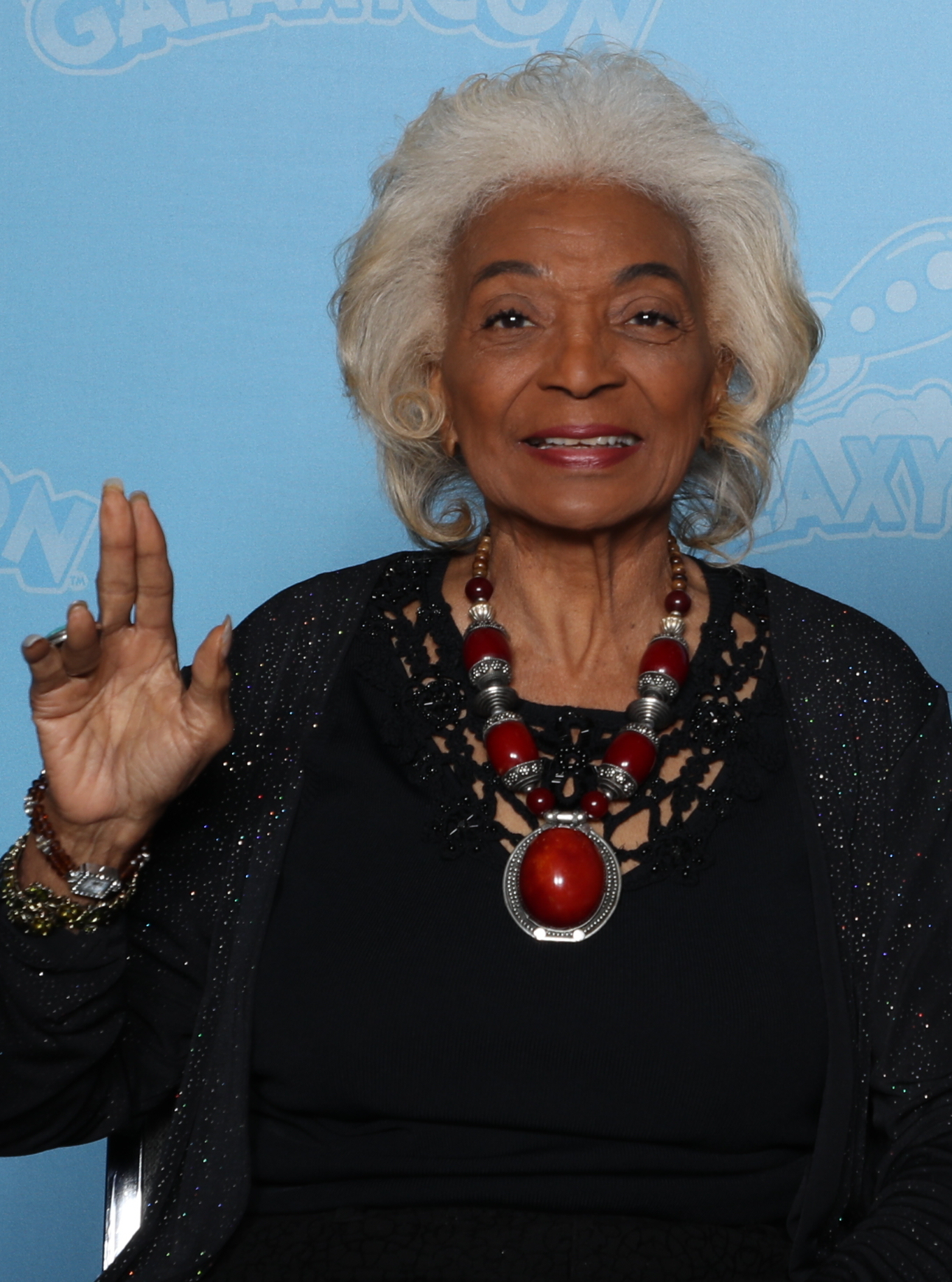
30. Juli: Nichelle Nichols (2019) (89)
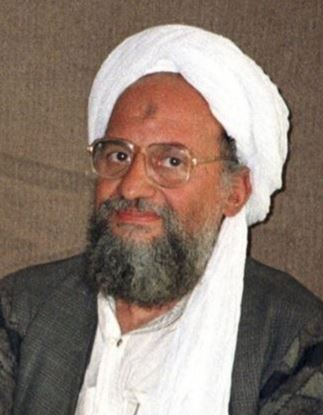
31. Juli: Aiman az-Zawahiri (2001) (71)
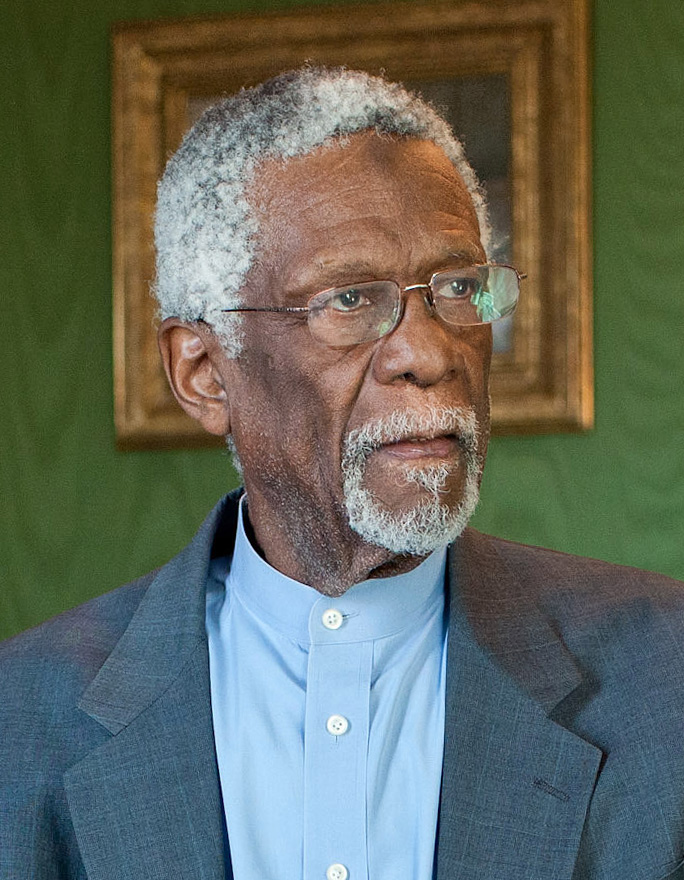
31. Juli: Bill Russell (2011) (88)
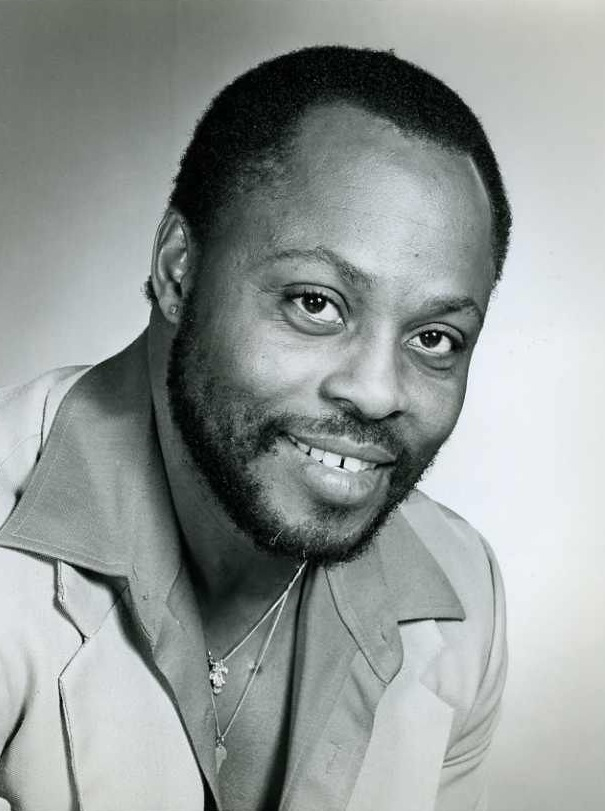
7. August: Roger E. Mosley (1980) (83)
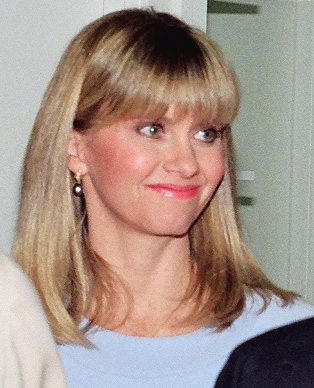
8. August: Olivia Newton-John (1988) (73)
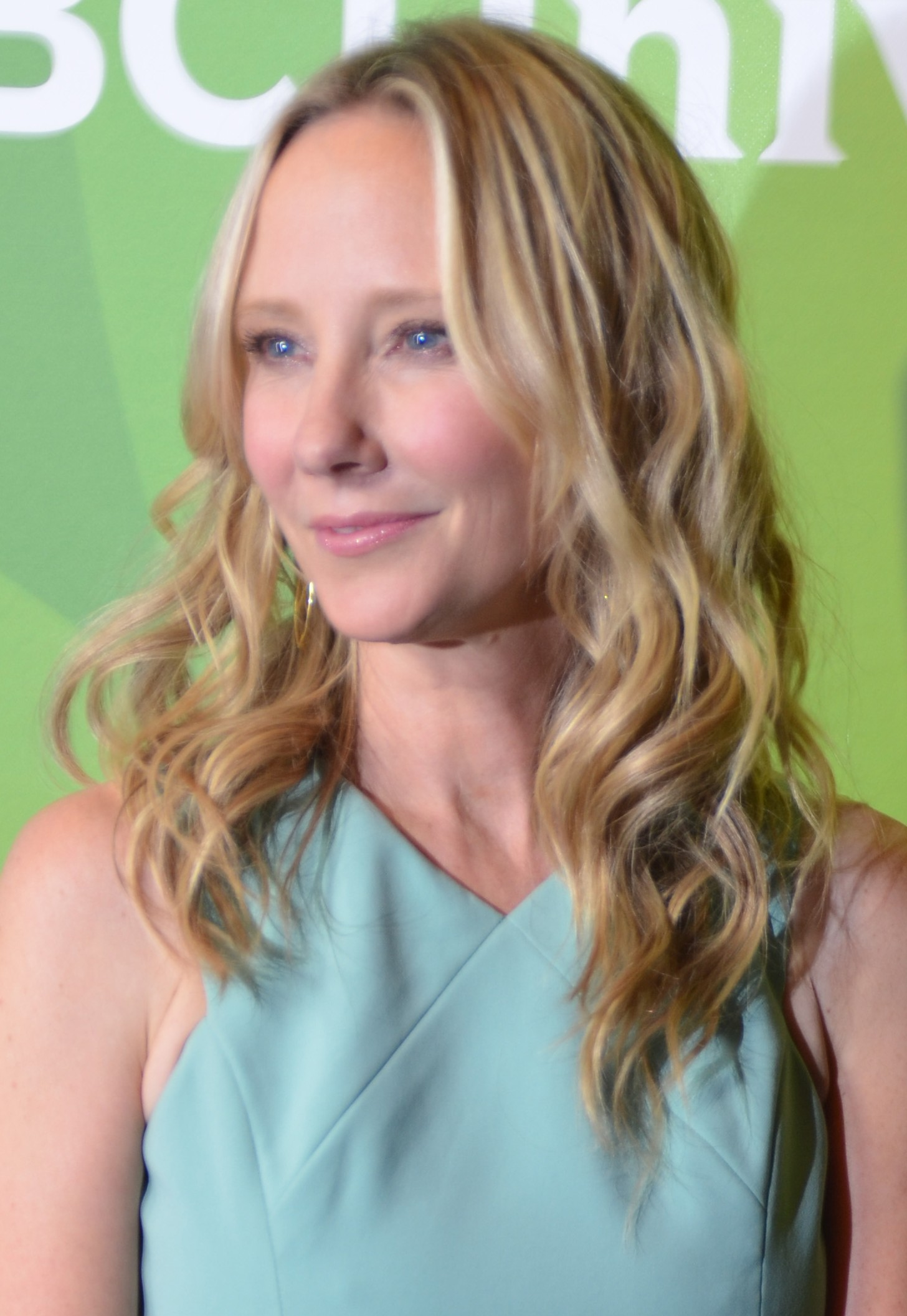
11. August: Anne Heche (2014) (53)
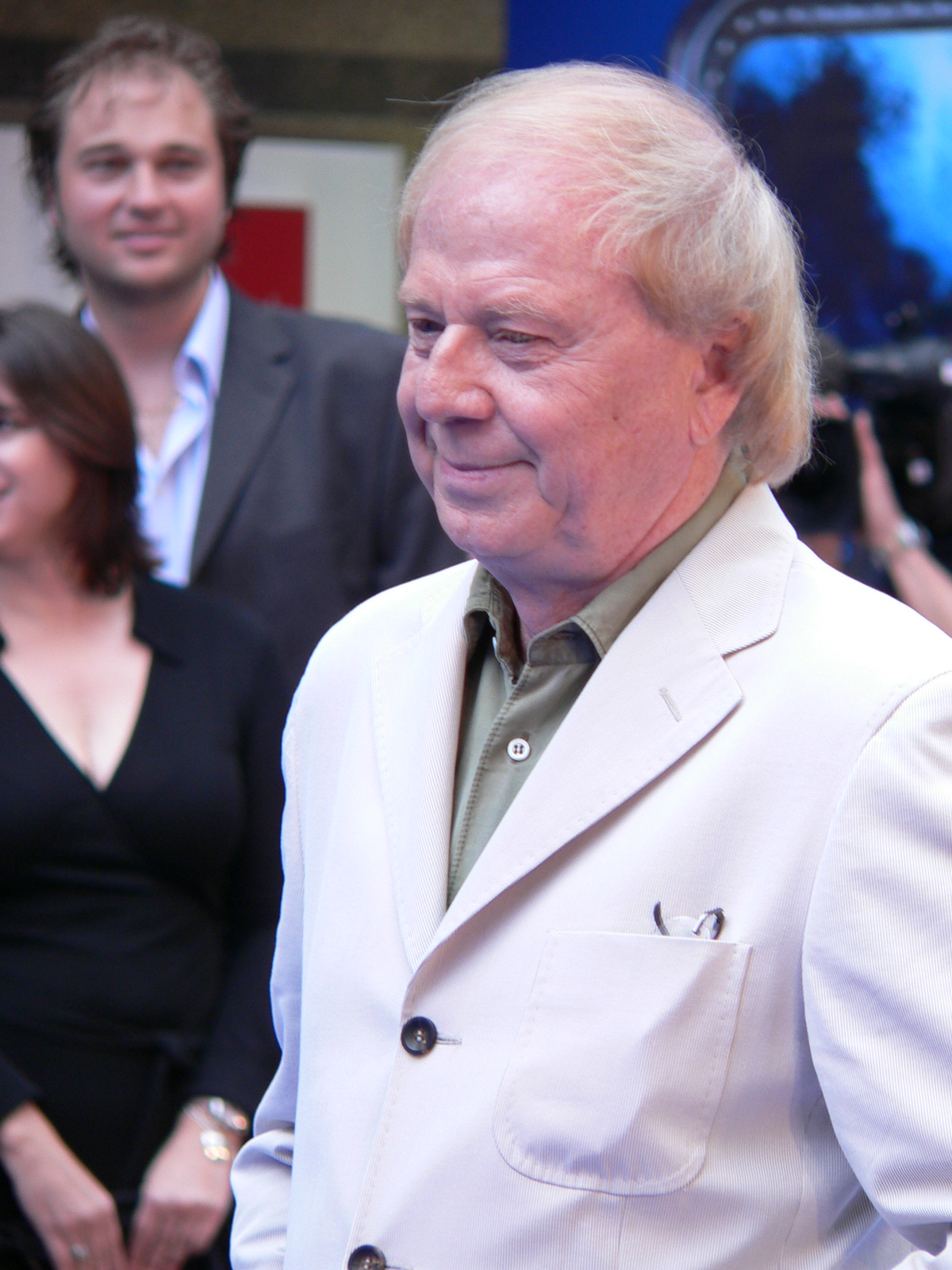
12. August: Wolfgang Petersen (2006) (81)
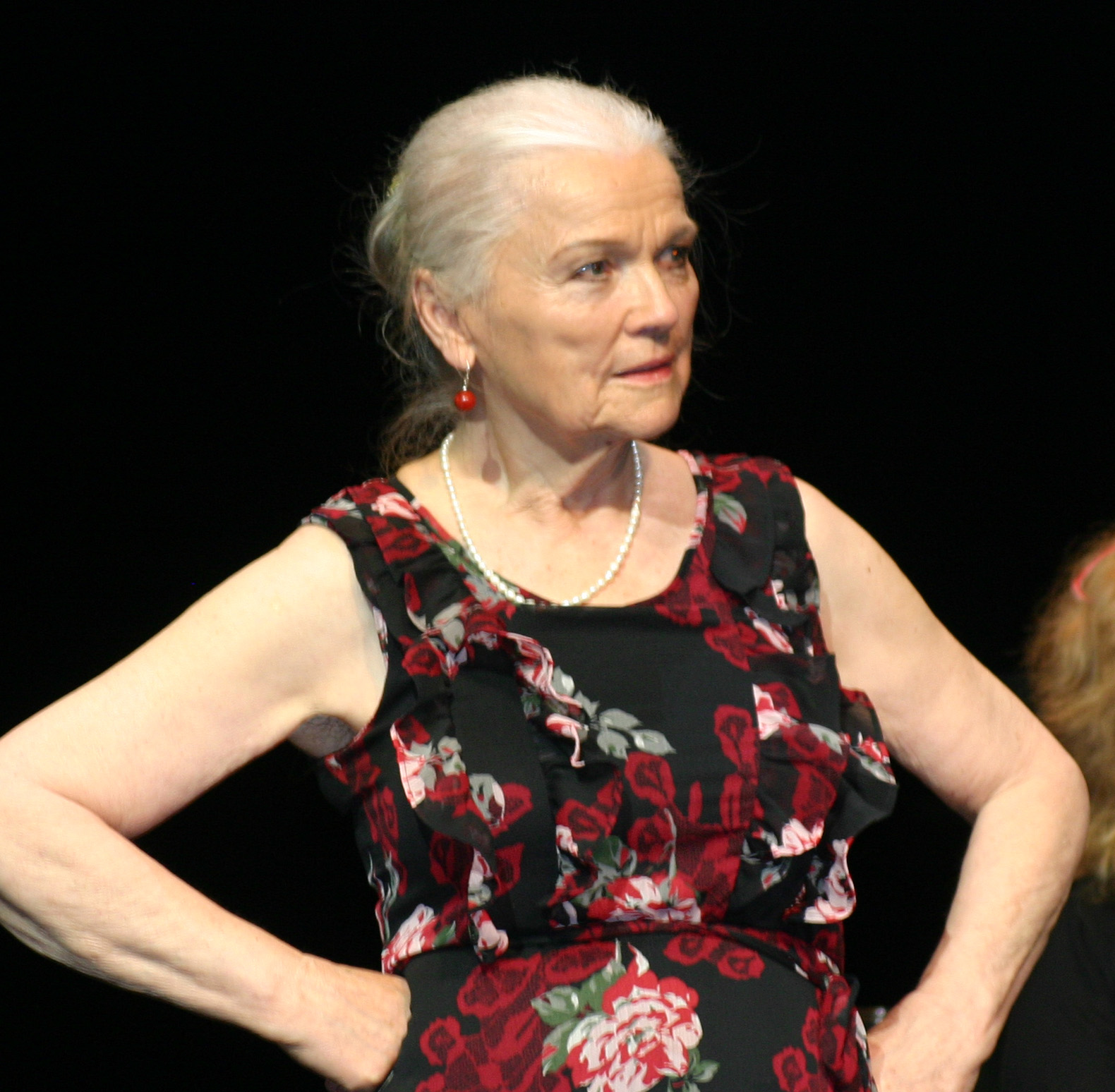
16. August: Eva-Maria Hagen (2013) (87)
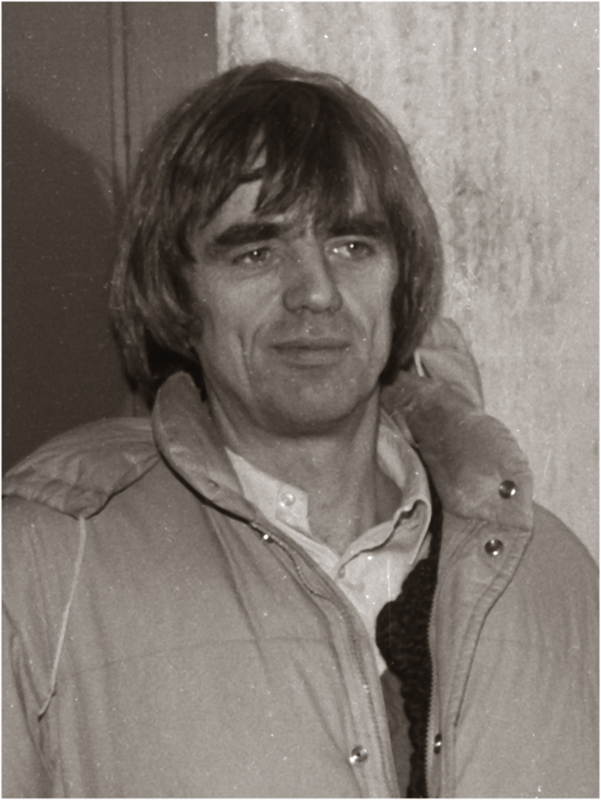
29. August: Hans-Christian Ströbele (1987) (83)
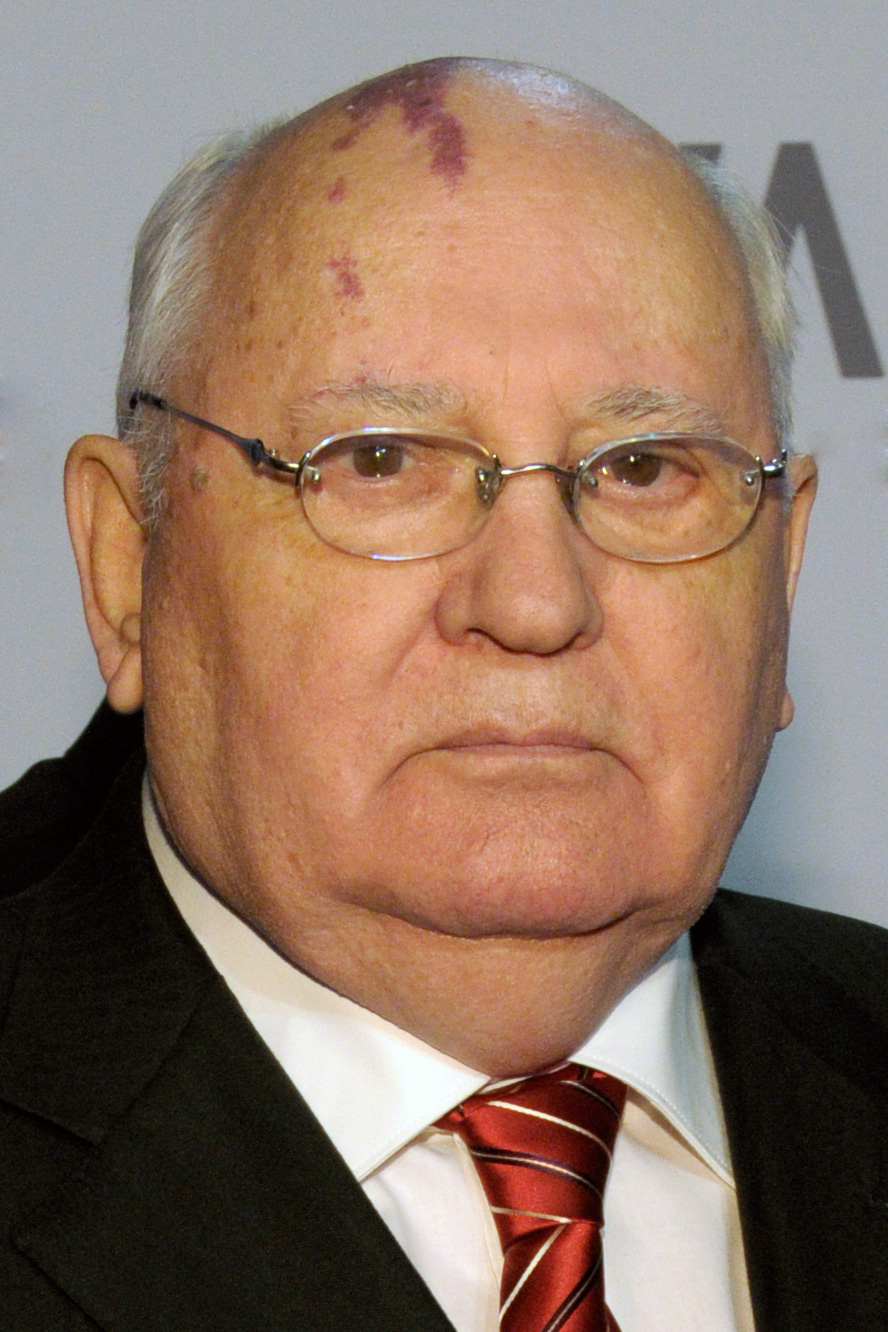
30. August: Michail Gorbatschow (2011) (91)
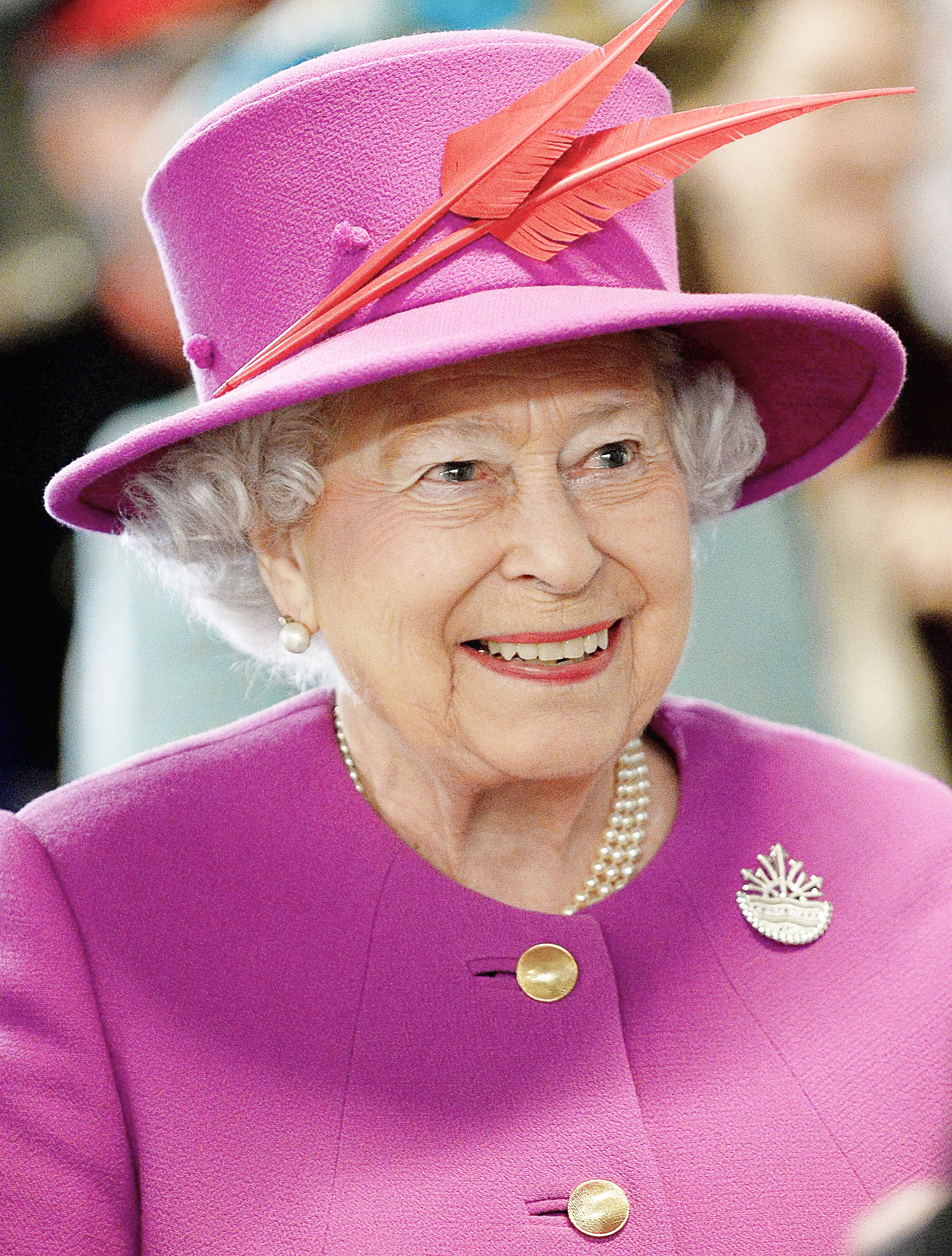
8. September: Elisabeth II. (2015) (96)
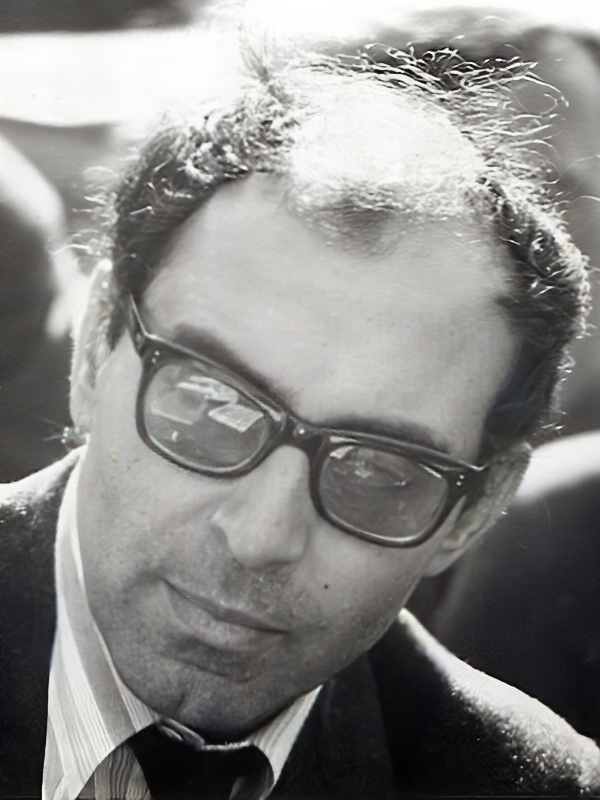
13. September: Jean-Luc Godard (1968) (91)
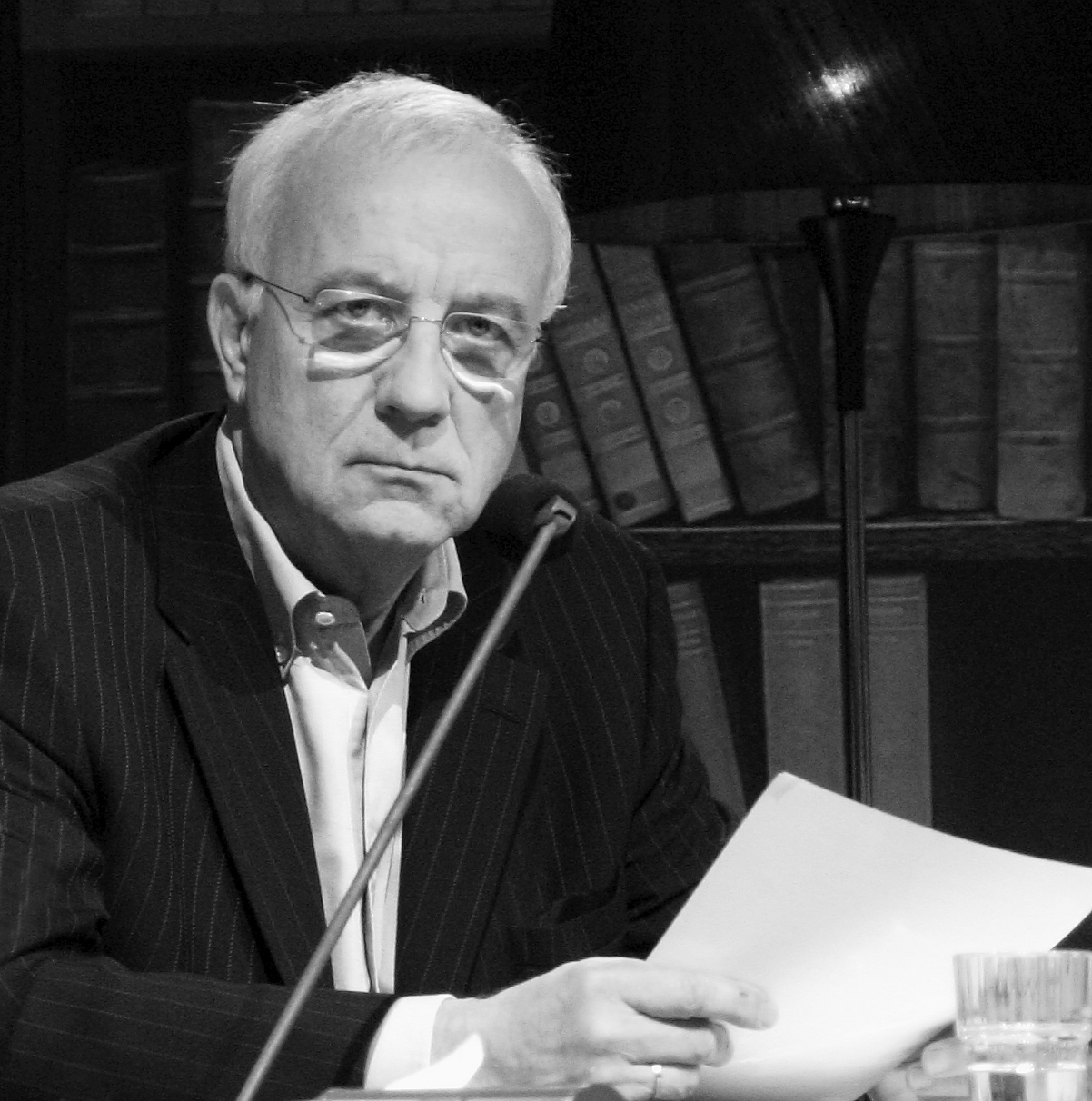
15. September: Fritz Pleitgen (2007) (84)
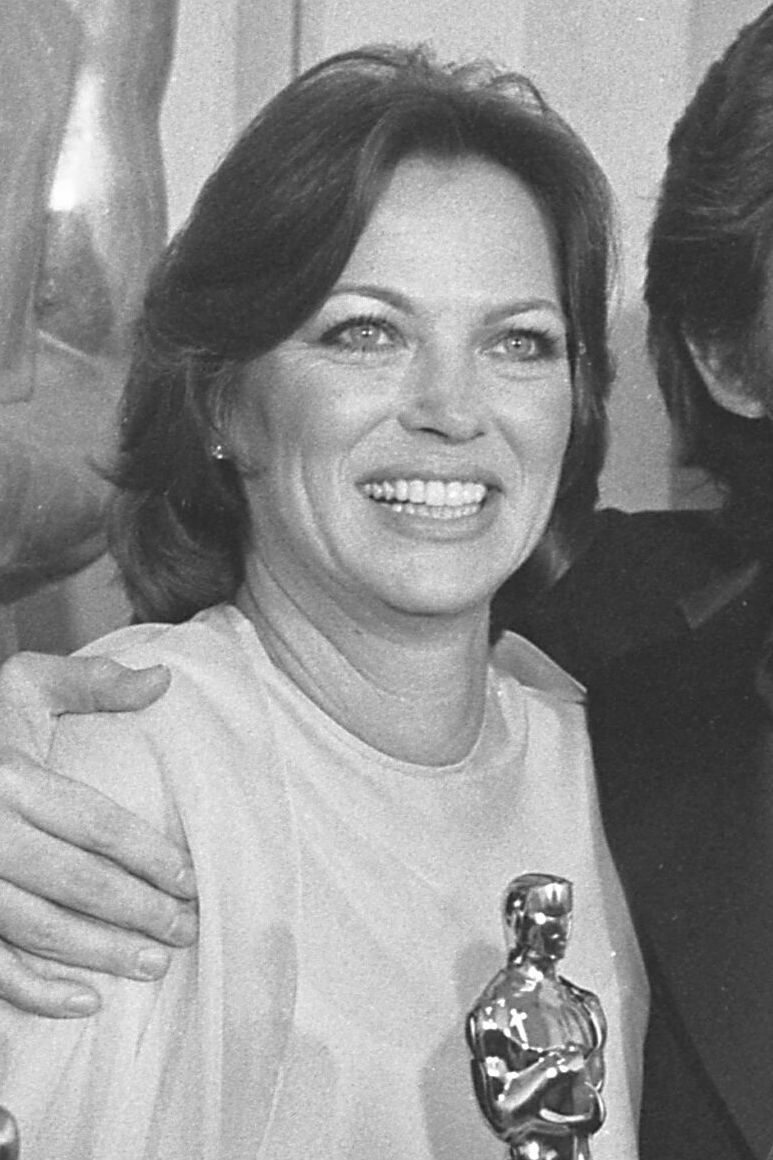
23. September: Louise Fletcher (1976) (88)
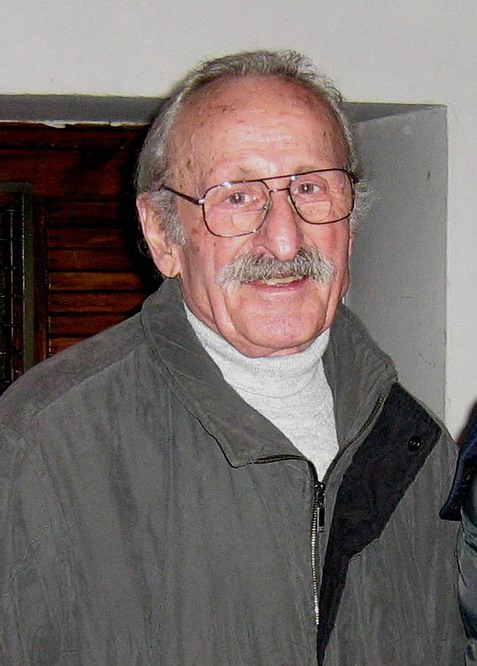
23. September: Franciszek Pieczka (2007) (94)
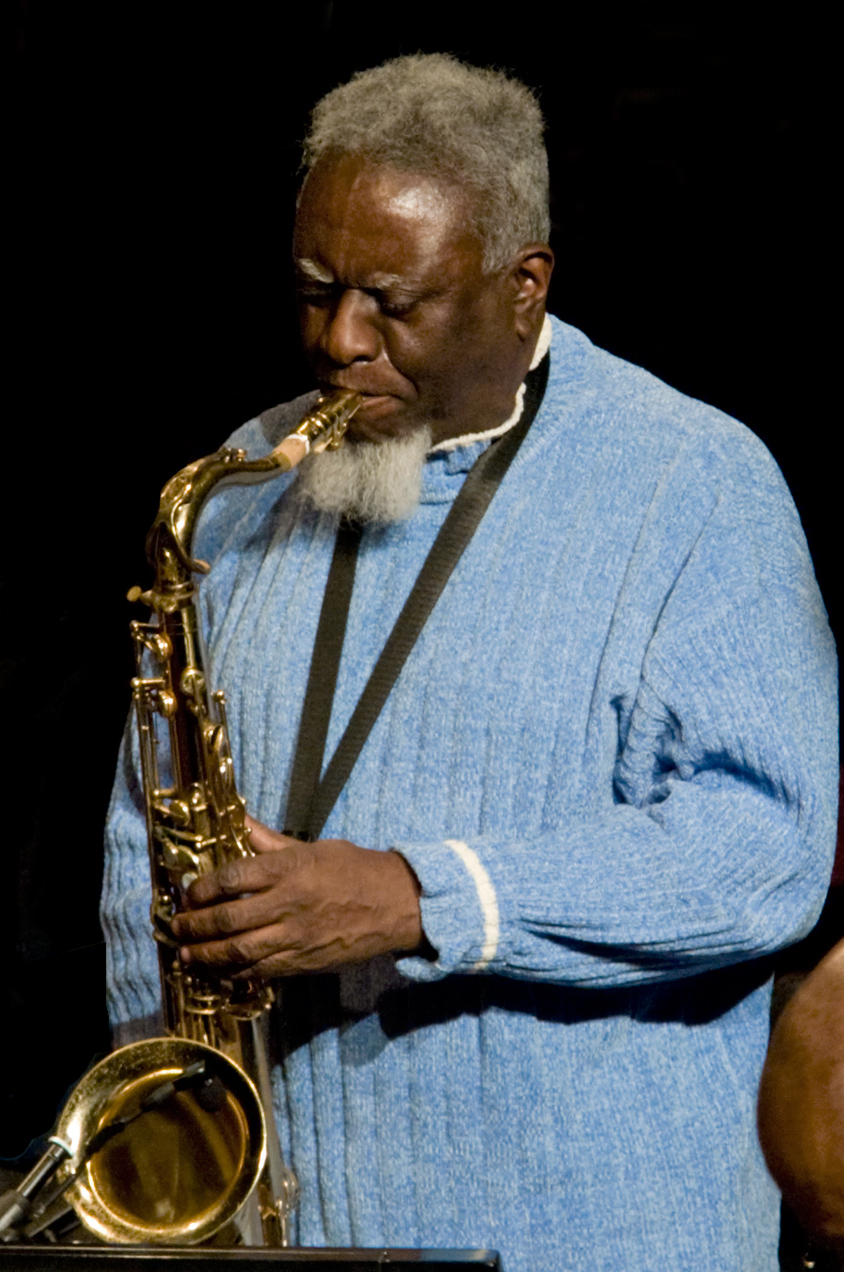
24. September: Pharoah Sanders (2008) (81)
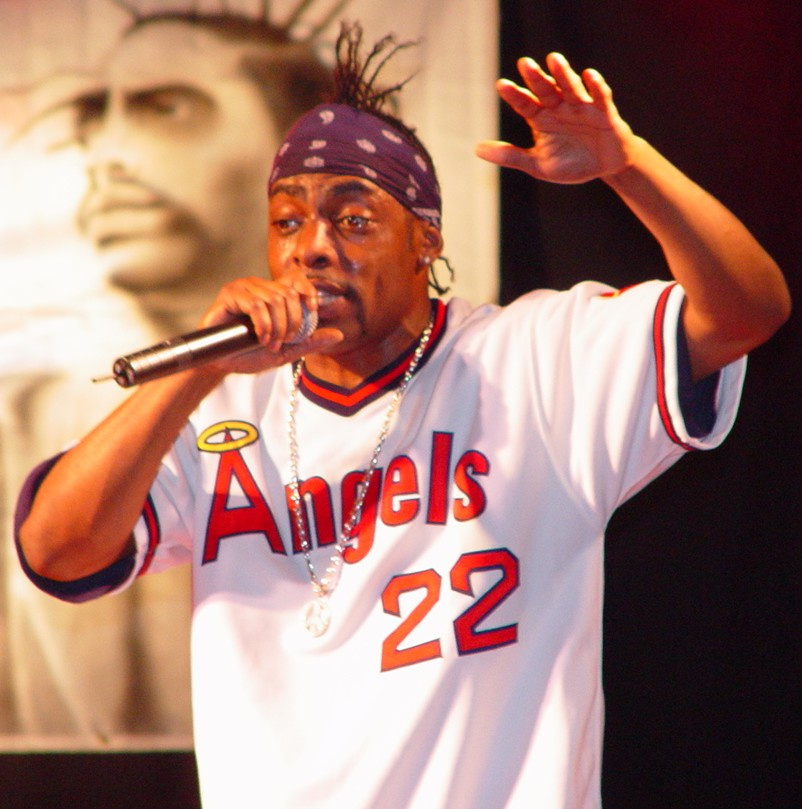
28. September: Coolio (2002) (59)
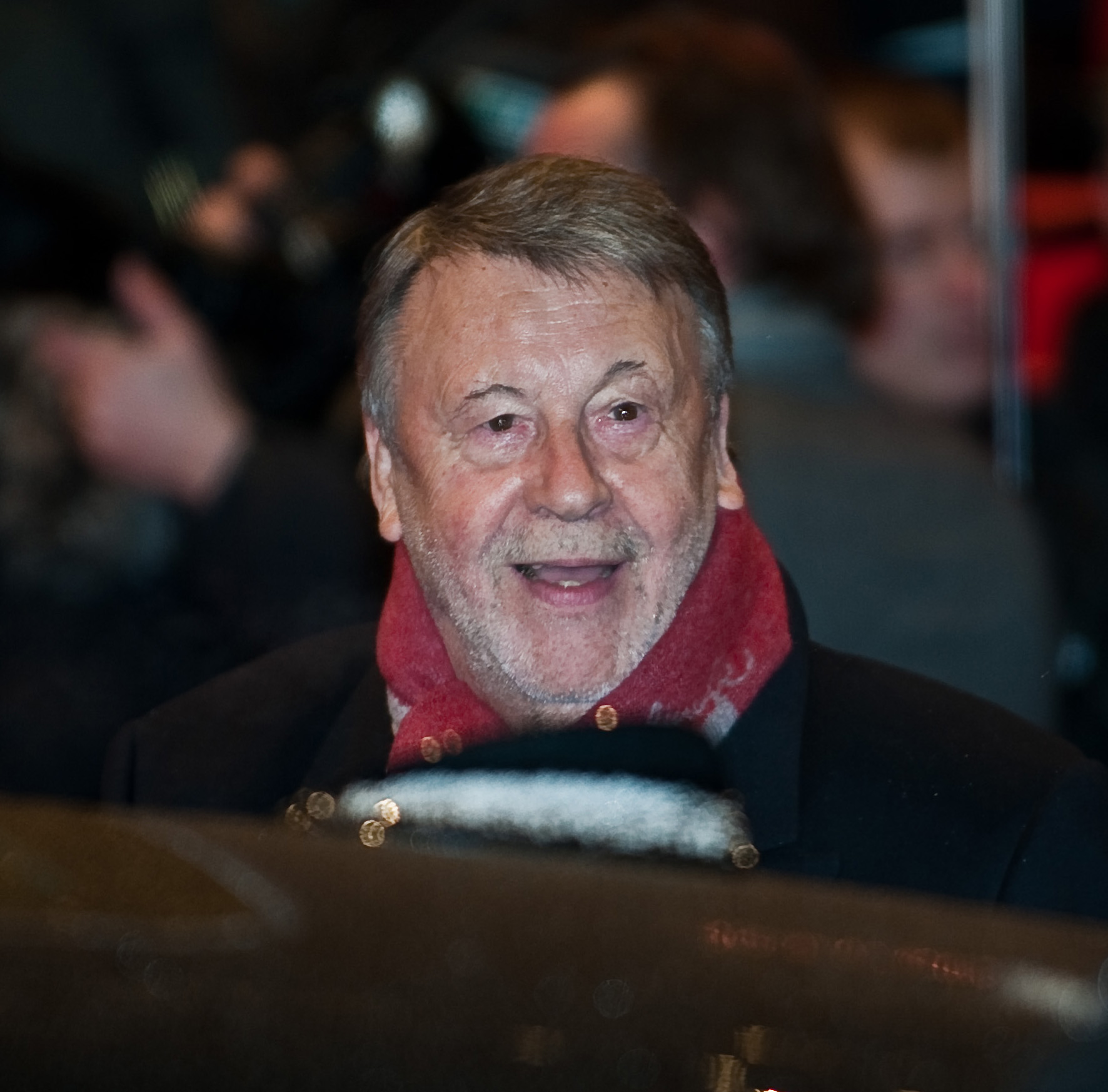
4. Oktober: Günter Lamprecht (2010) (92)
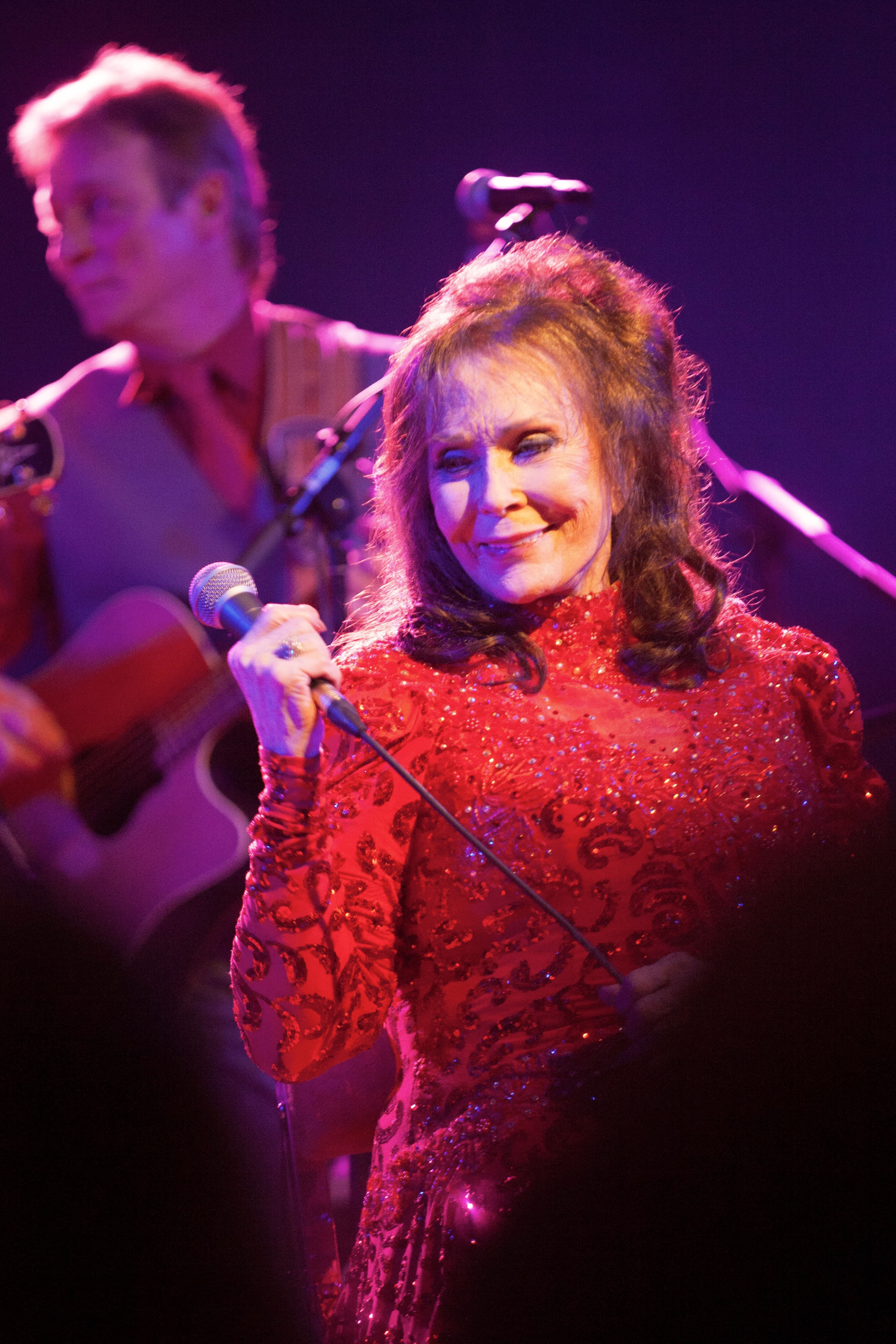
4. Oktober: Loretta Lynn (2016) (90)
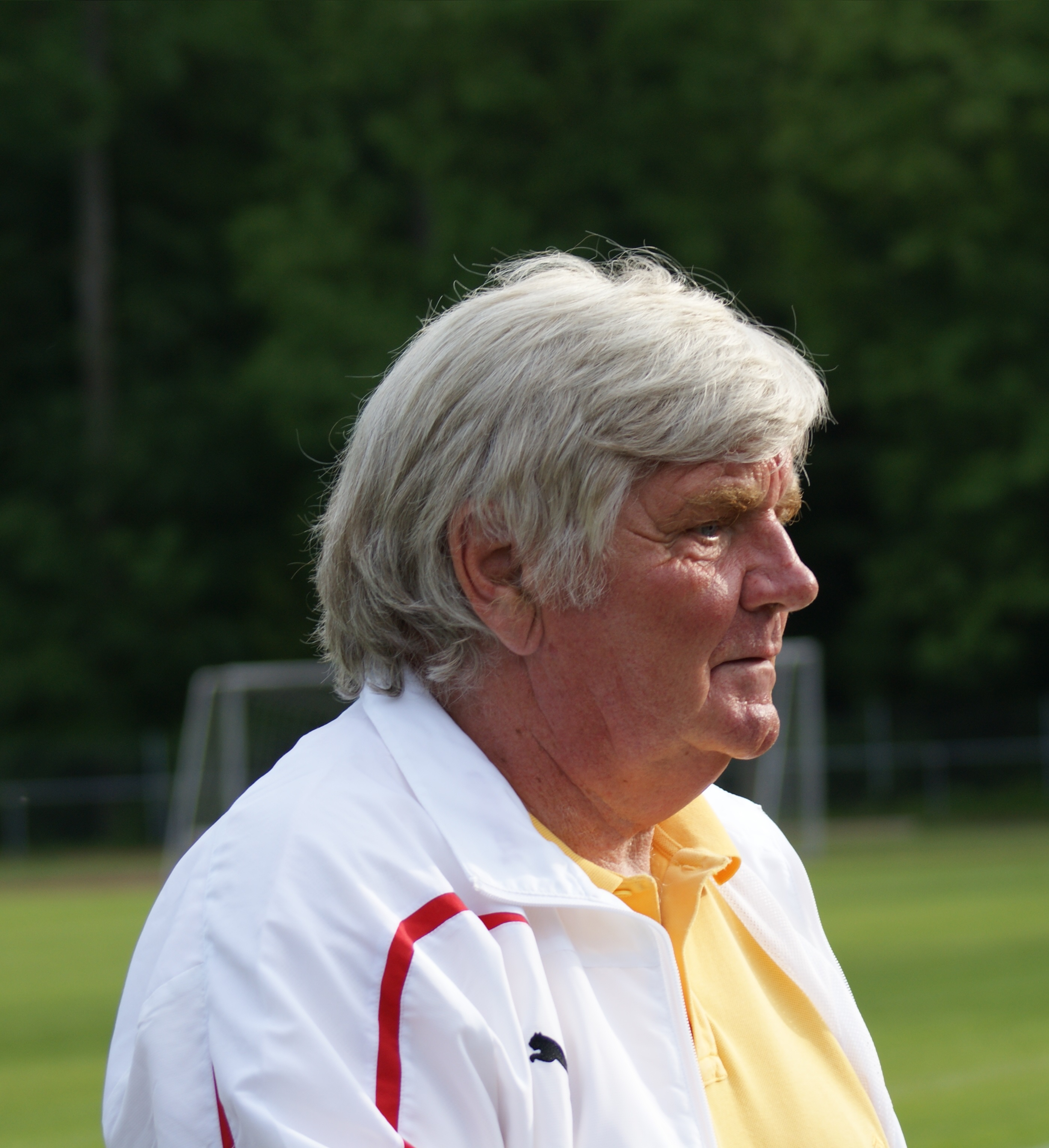
4. Oktober: Jürgen Sundermann (2012) (82)
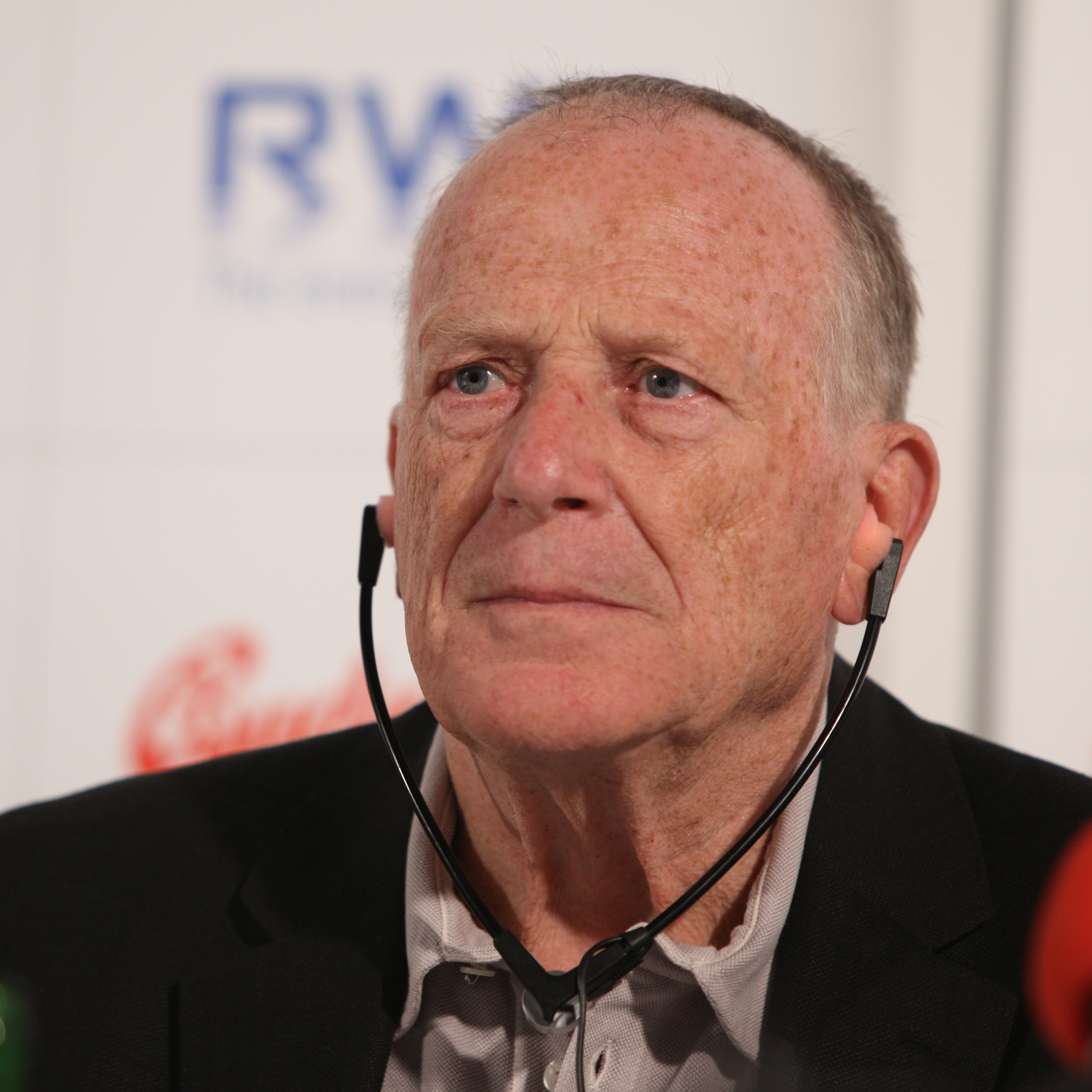
5. Oktober: Wolfgang Kohlhaase (2009) (91)
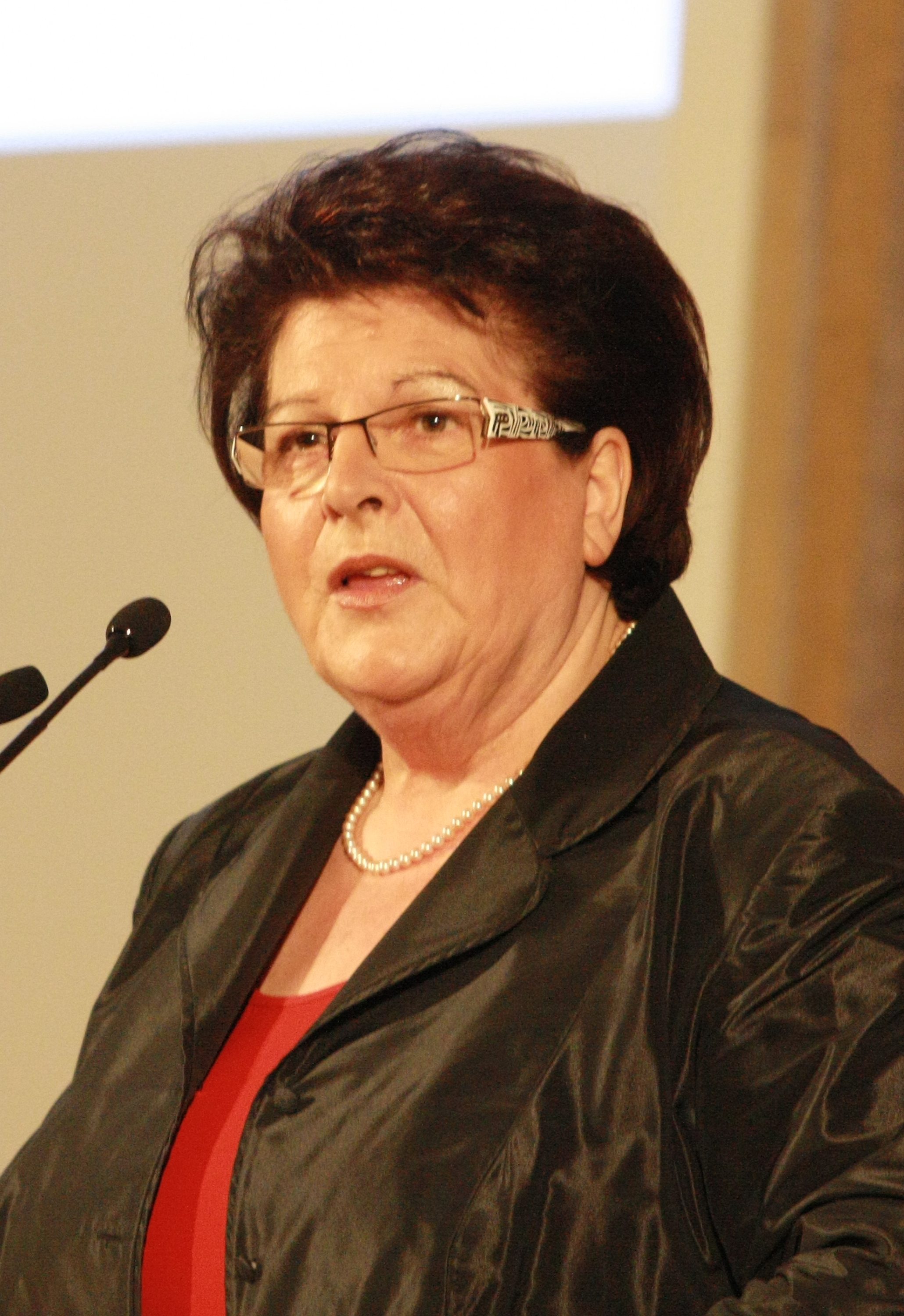
5. Oktober: Barbara Stamm (2012) (77)
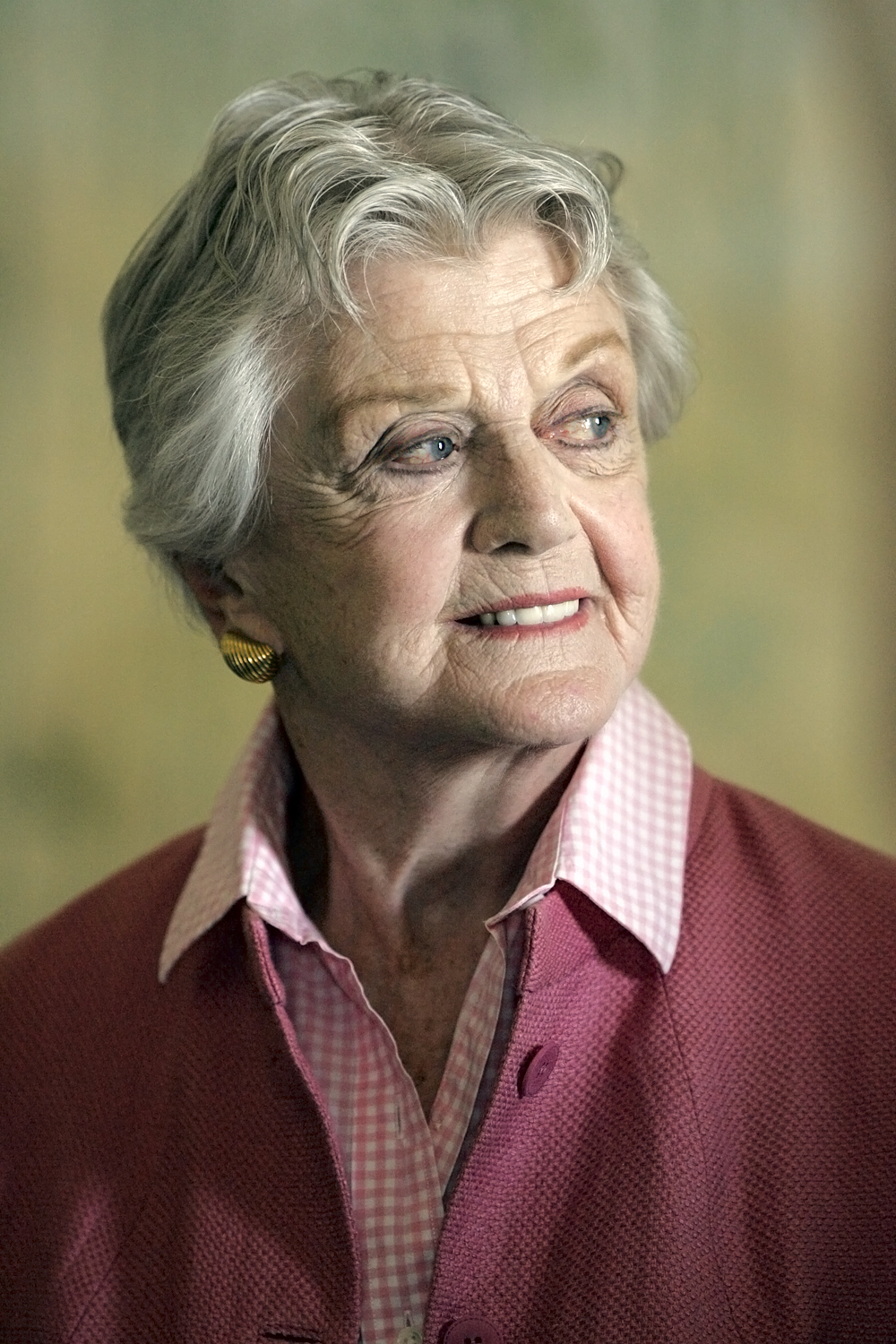
11. Oktober: Angela Lansbury (2013) (97)
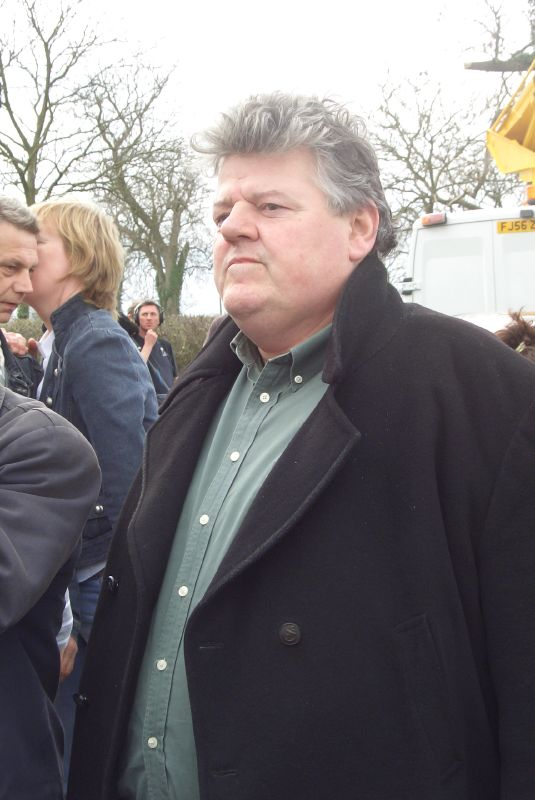
14. Oktober: Robbie Coltrane (2007) (72)
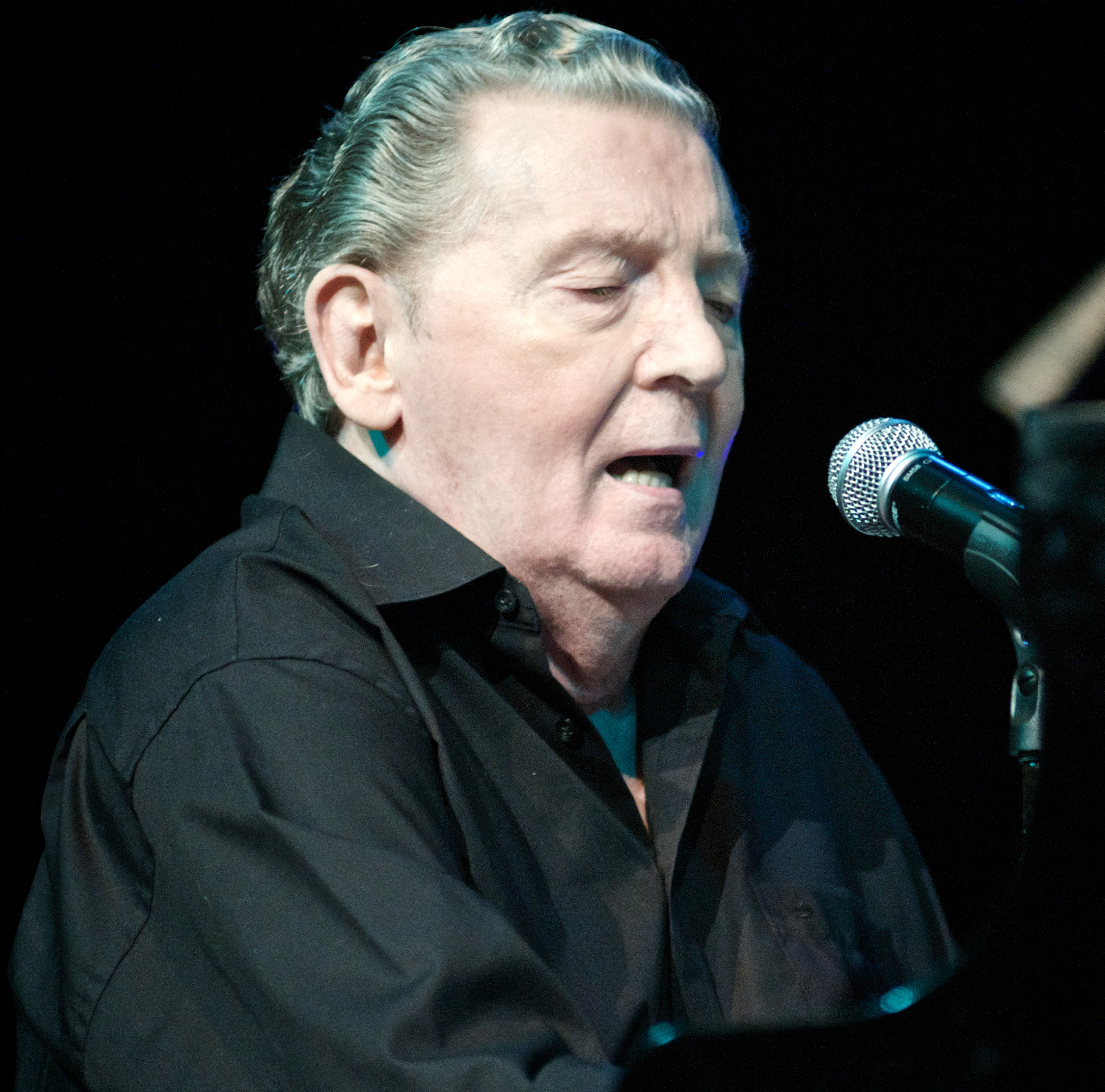
28. Oktober: Jerry Lee Lewis (2009) (87)
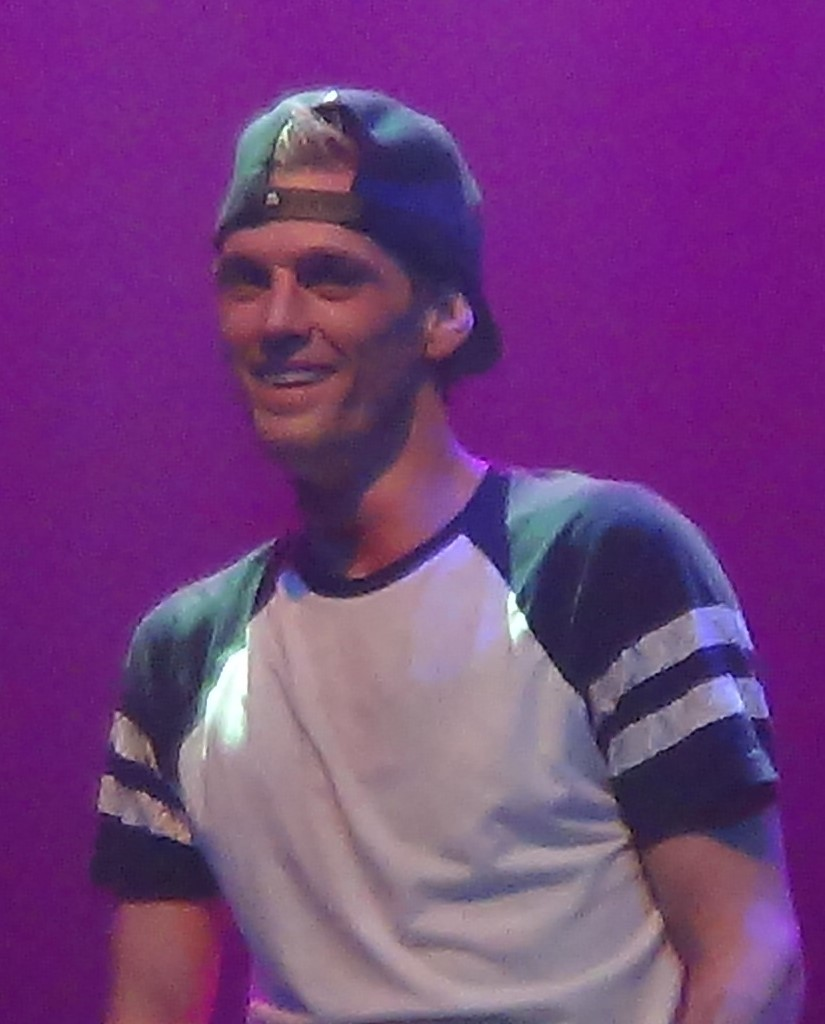
5. November: Aaron Carter (2014) (34)
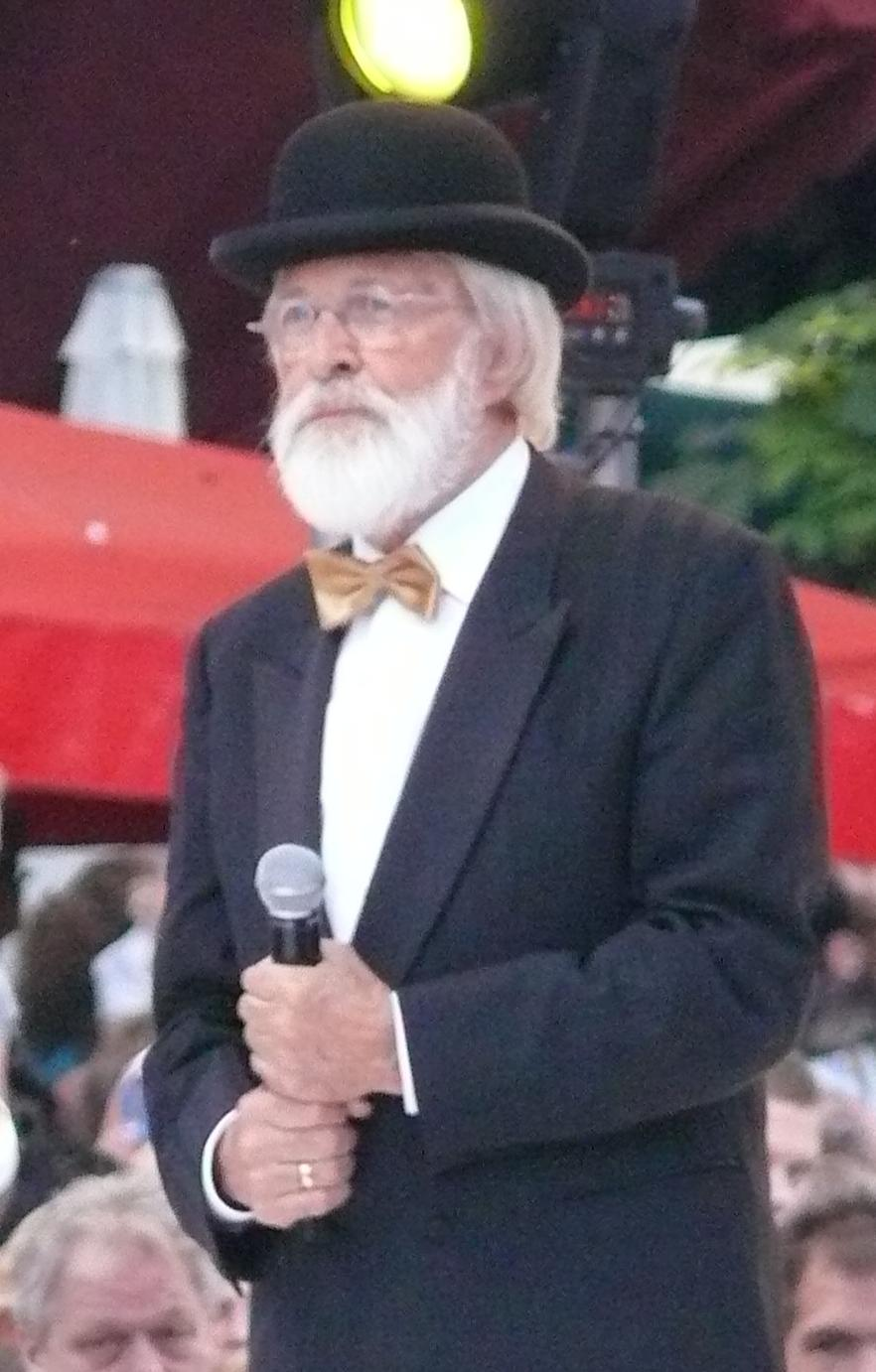
8. November: Pierre Kartner (2007) (87)
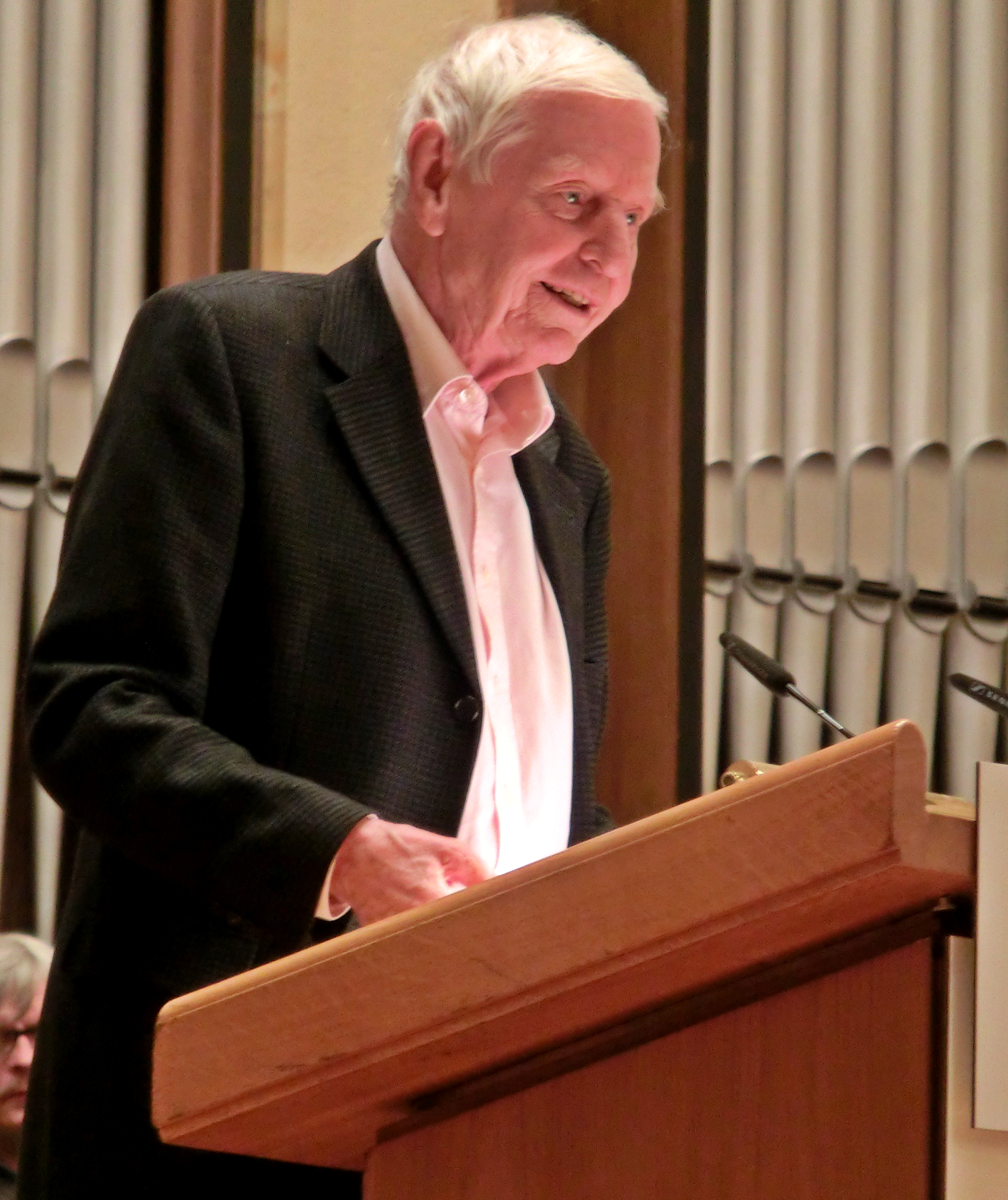
24. November: Hans Magnus Enzensberger (2013) (93)
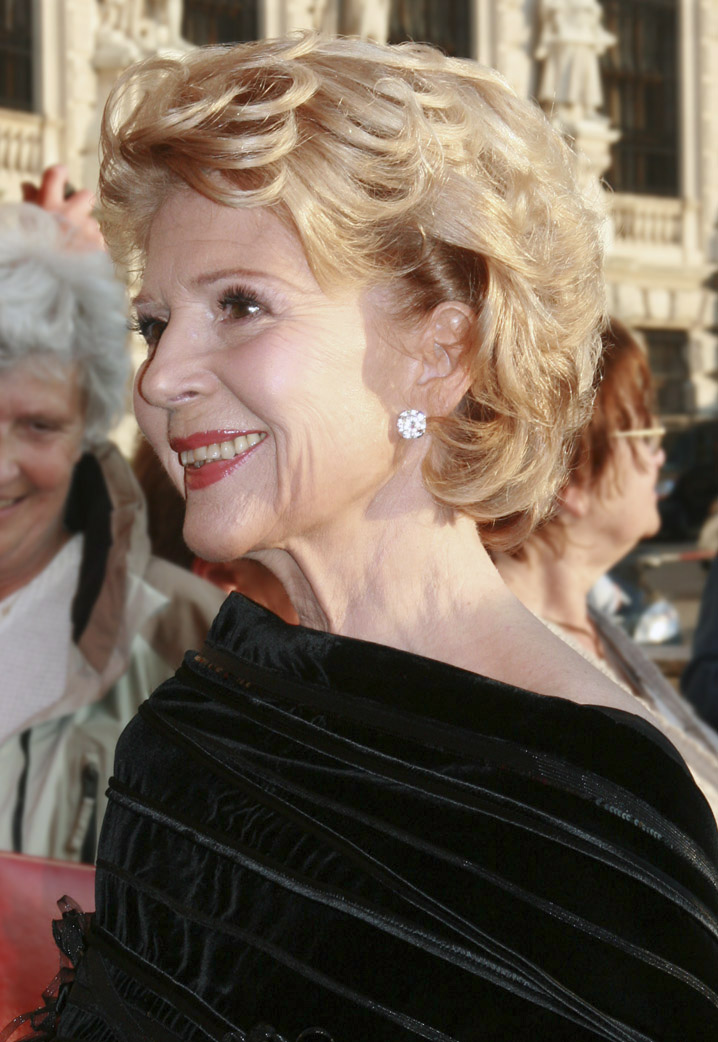
30. November: Christiane Hörbiger (2009) (84)
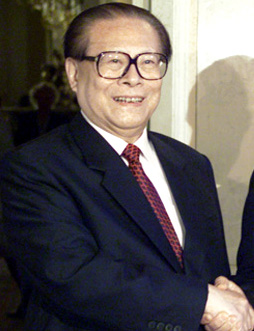
30. November: Jiang Zemin (2002) (96)
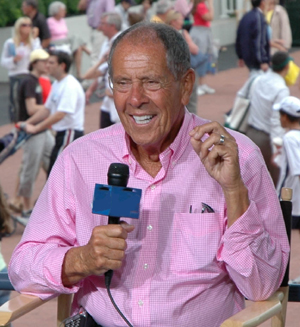
4. Dezember: Nick Bollettieri (2006) (91)
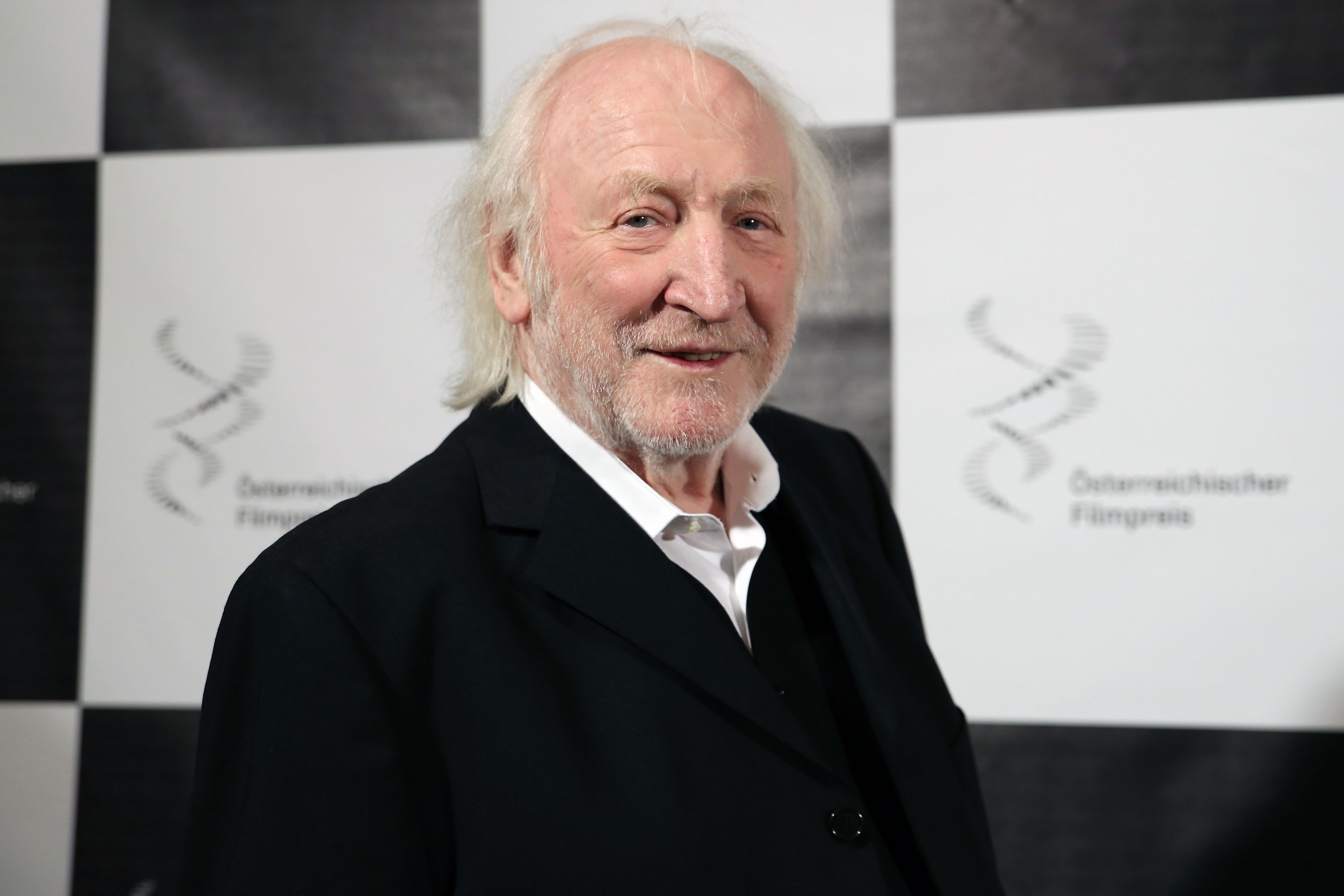
4. Dezember: Karl Merkatz (2013) (92)
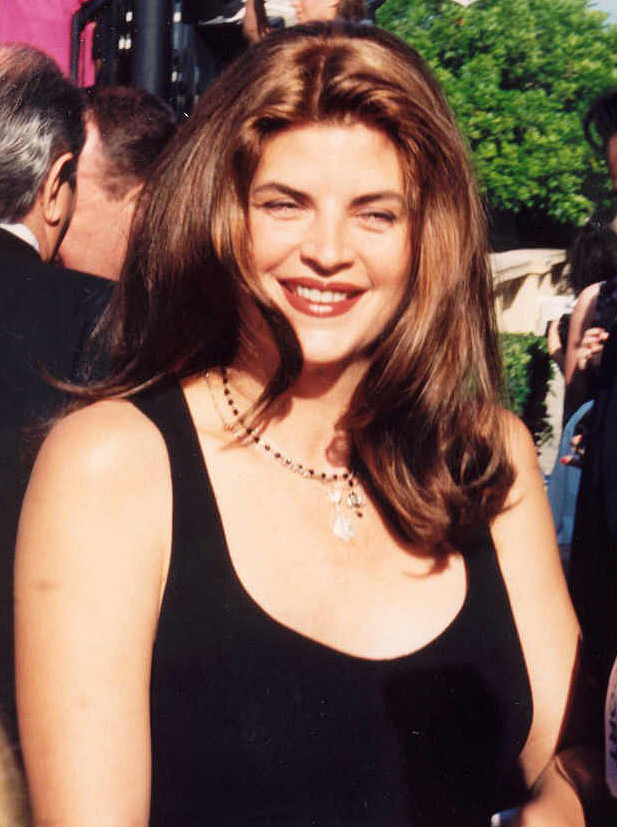
5. Dezember: Kirstie Alley (1994) (71)
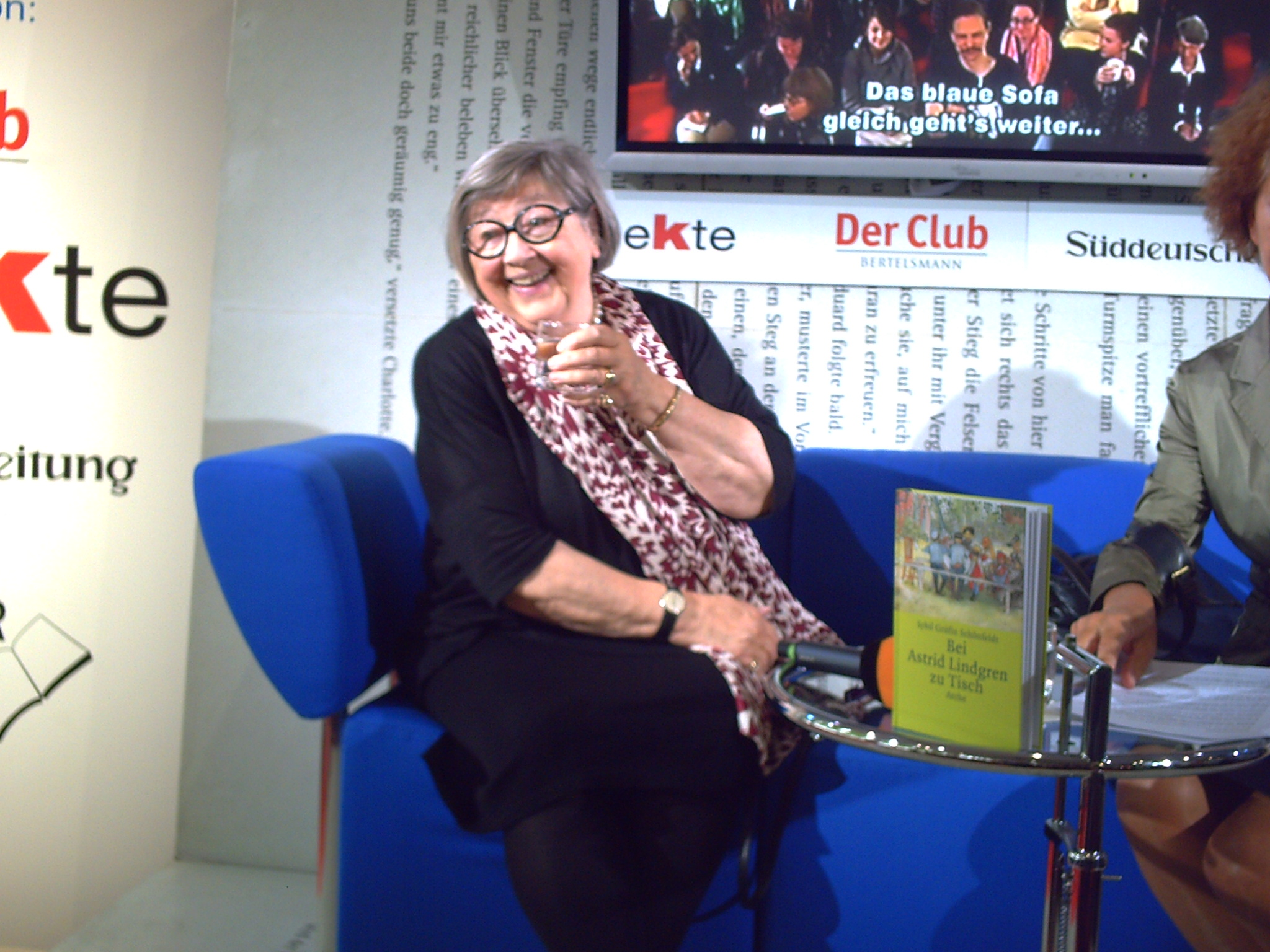
14. Dezember: Sybil Gräfin Schönfeldt (2007) (95)
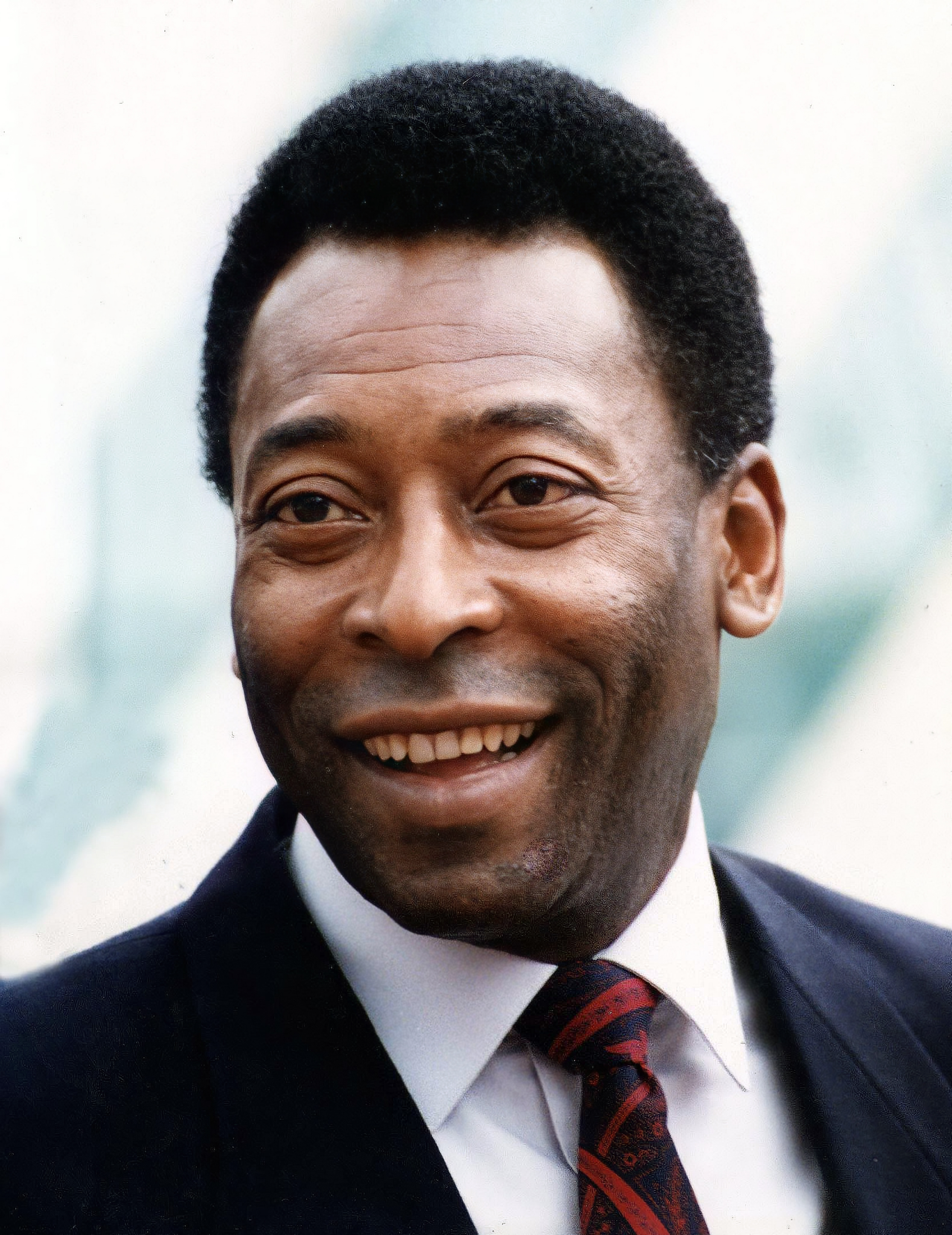
29. Dezember: Pelé (1995) (82)
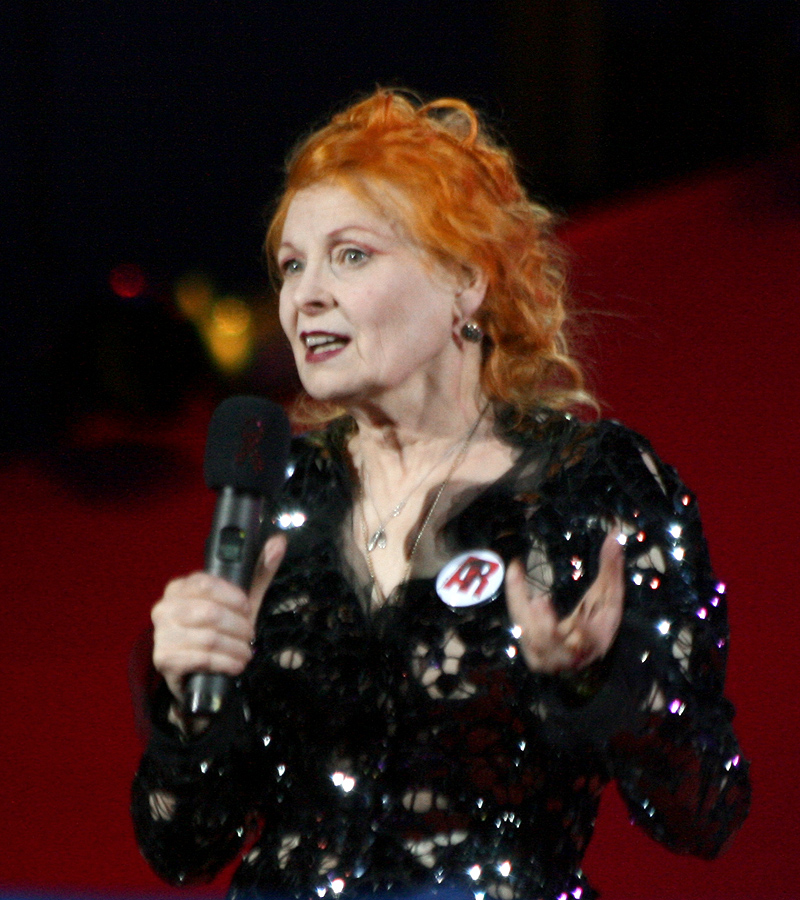
29. Dezember: Vivienne Westwood (2011) (81)
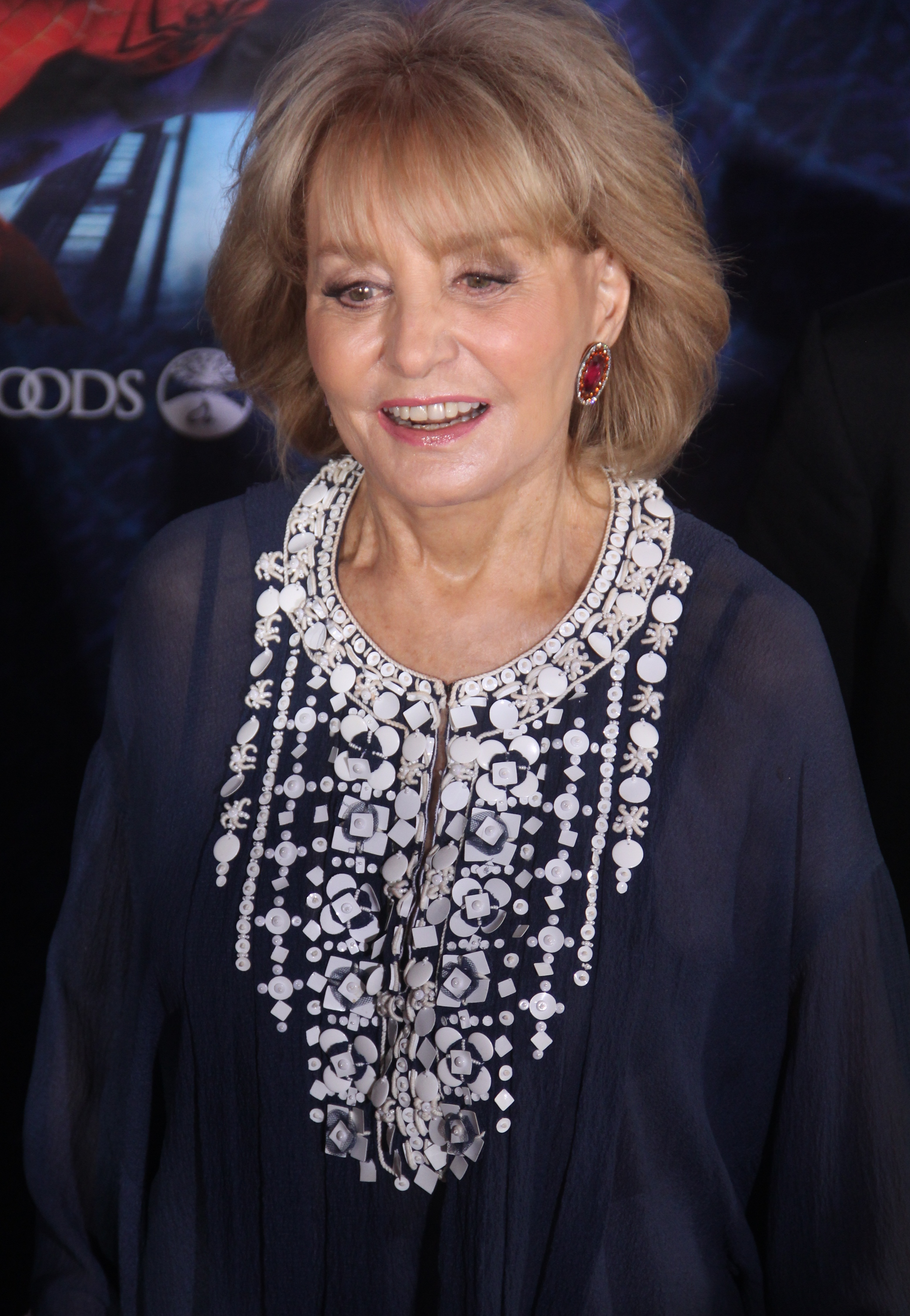
30. Dezember: Barbara Walters (2011) (93)
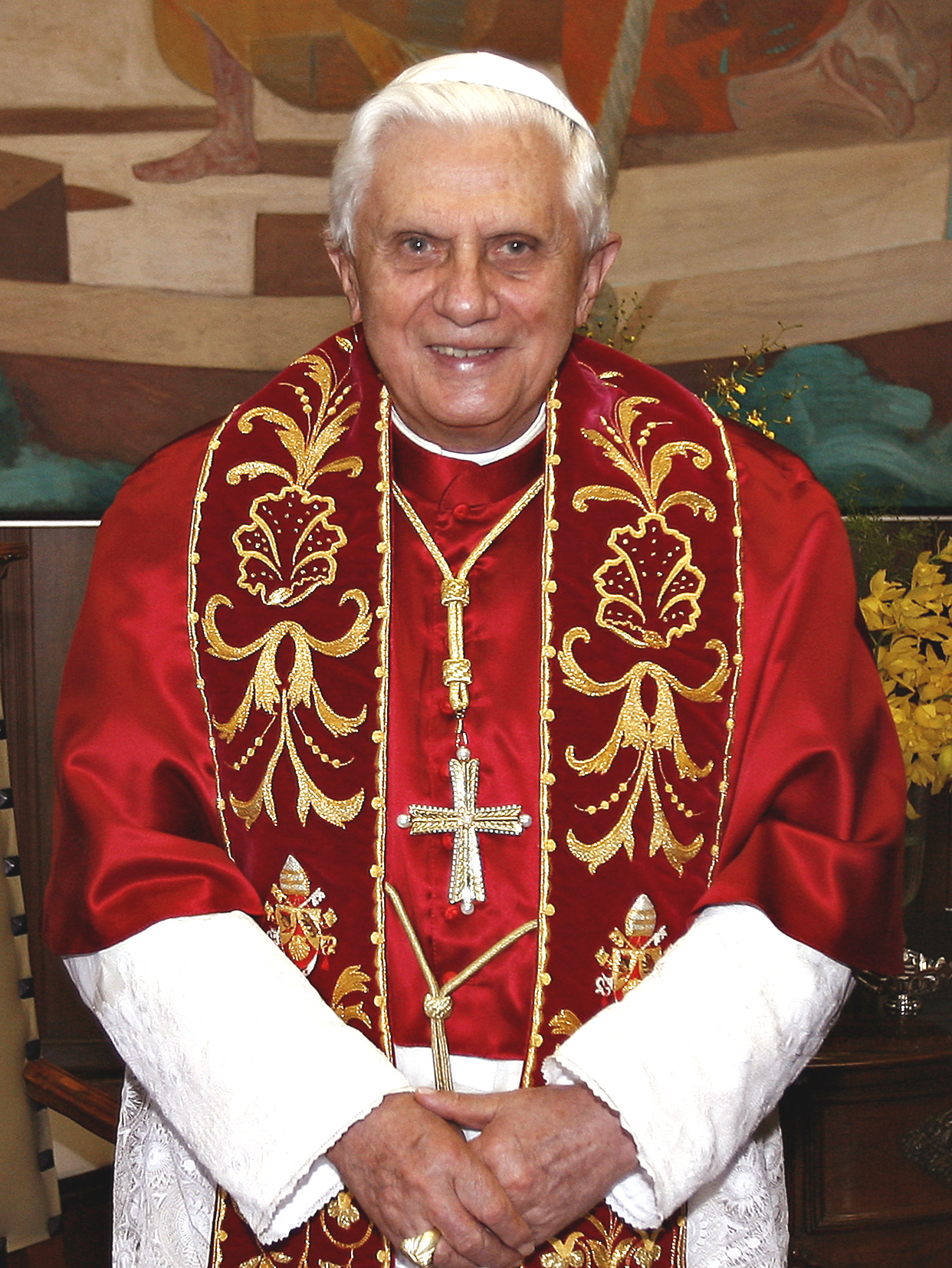
31. Dezember: Benedikt XVI. (2007) (95)